# Lijst van personen overleden in 1997
Dit is een lijst van personen die zijn overleden in 1997.

## Januari

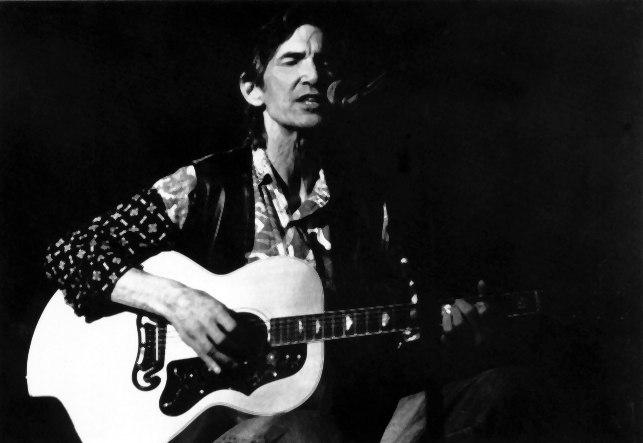
Townes Van Zandt
1 januari

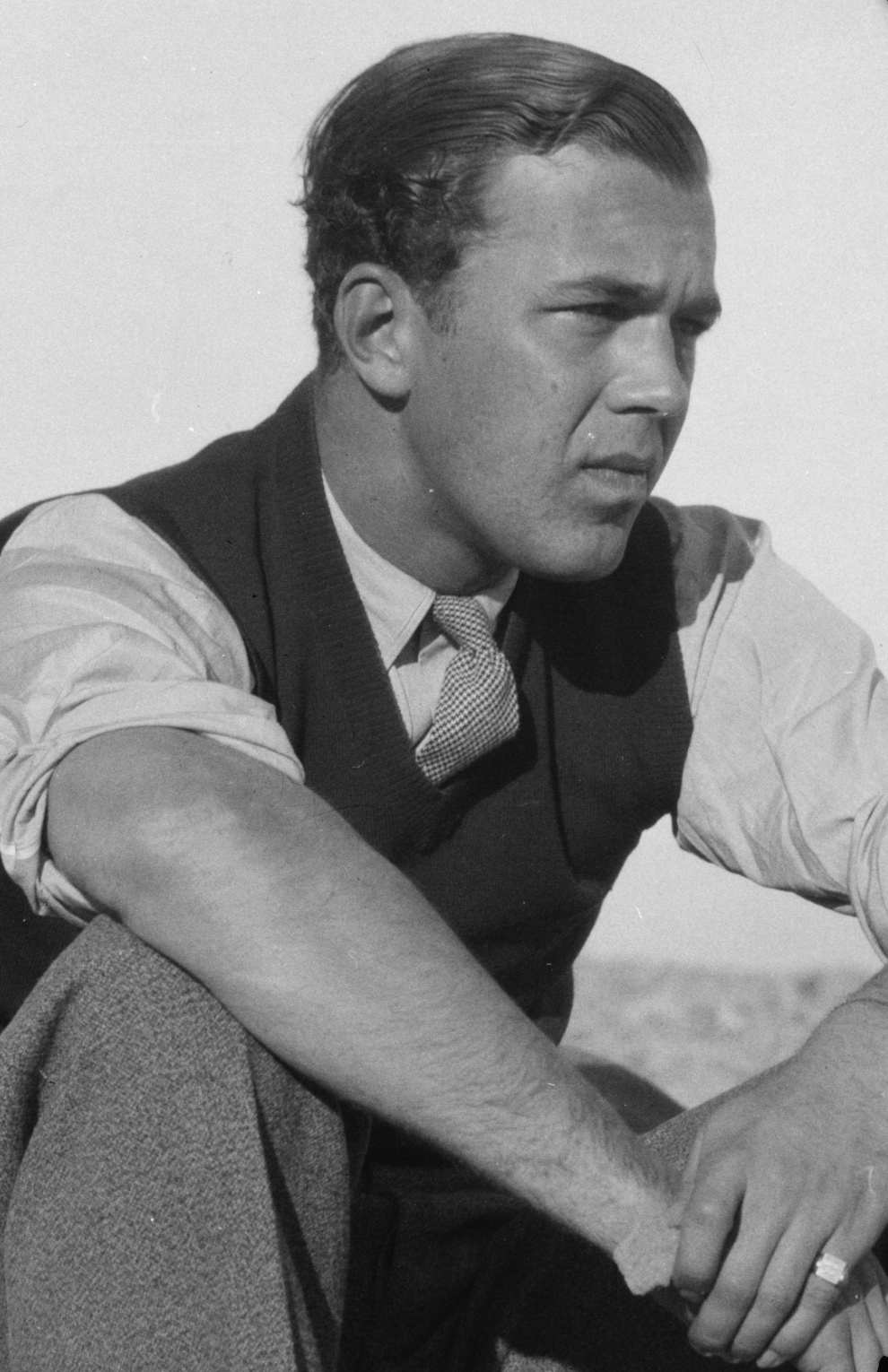
Bertil van Zweden
5 januari

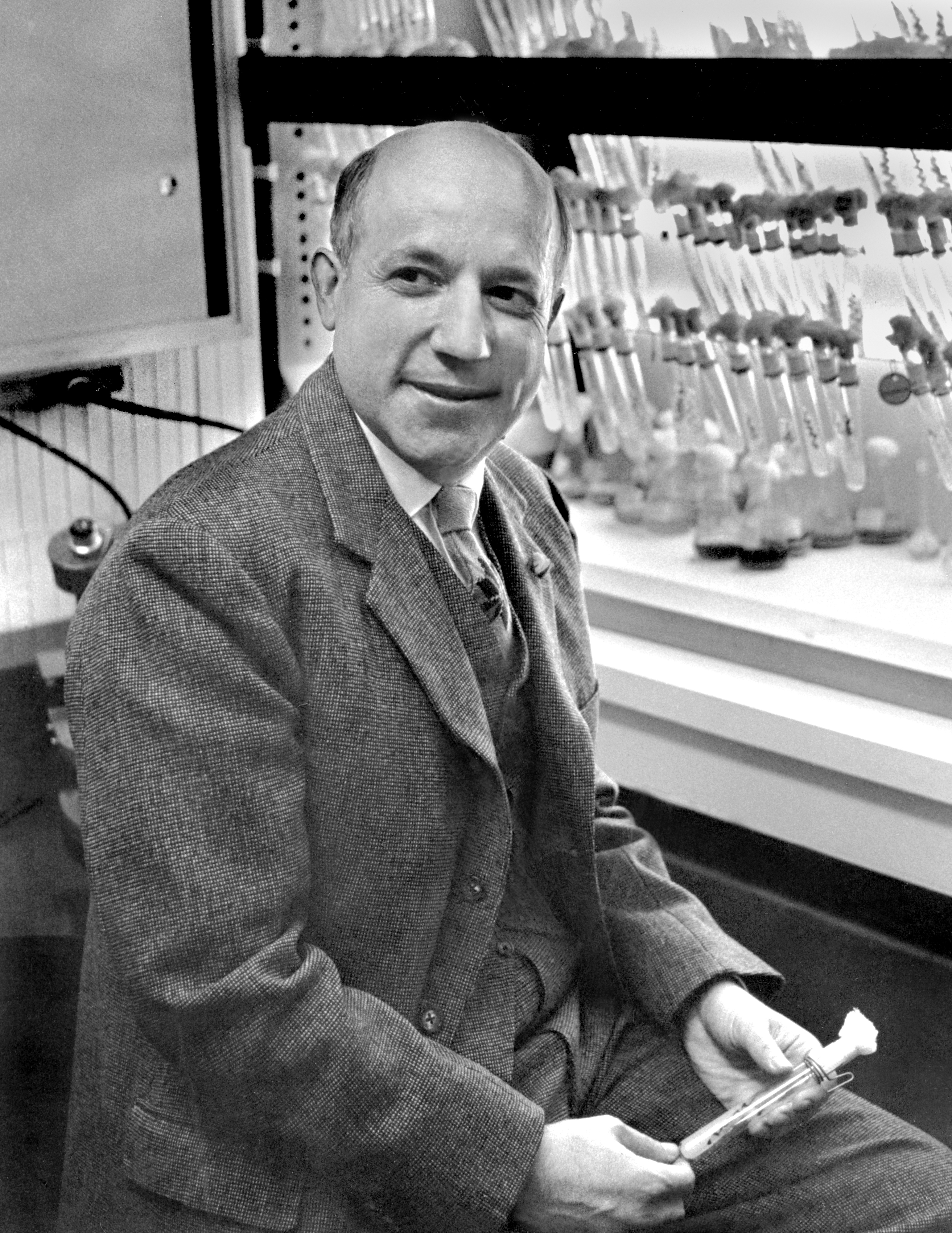
Melvin Calvin
8 januari

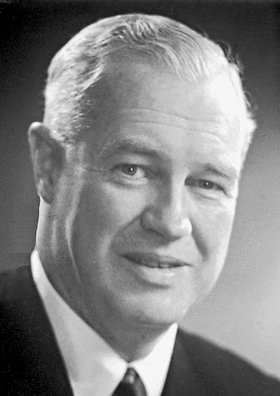
Alexander Todd
10 januari

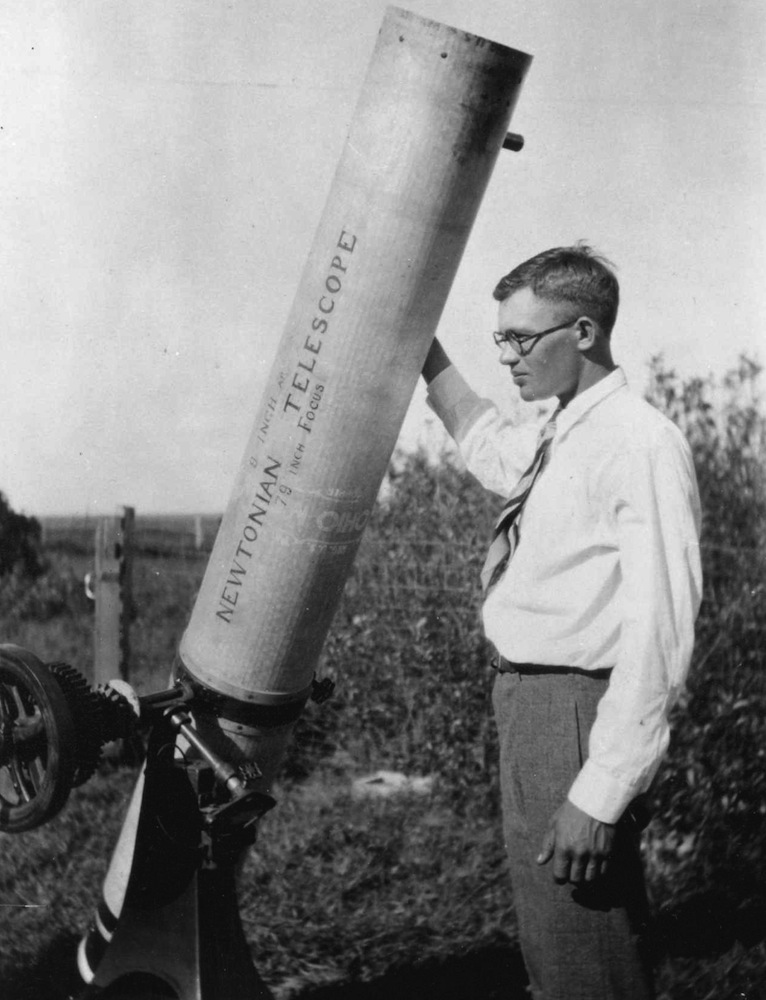
Clyde Tombaugh
17 januari

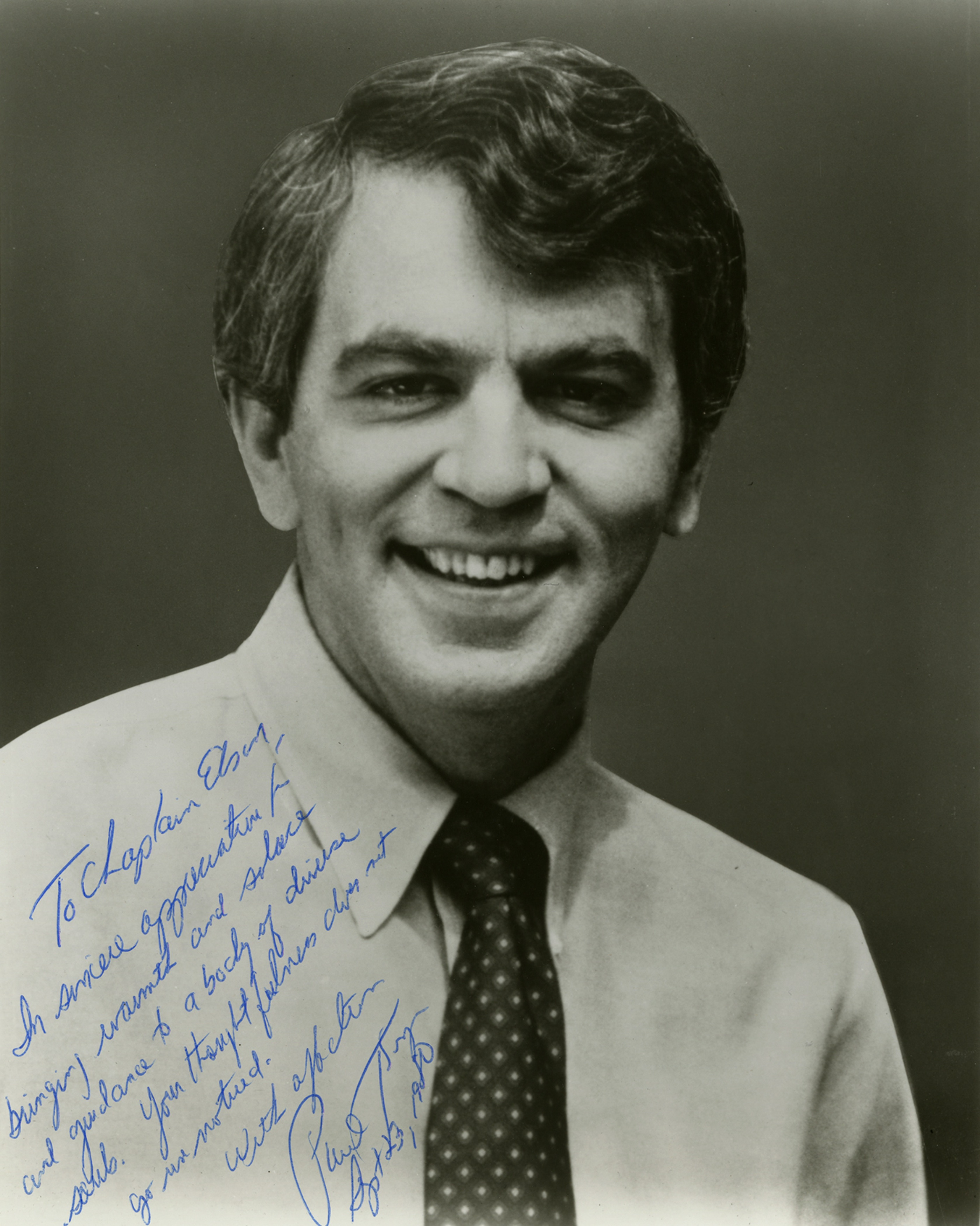
Paul Tsongas
18 januari

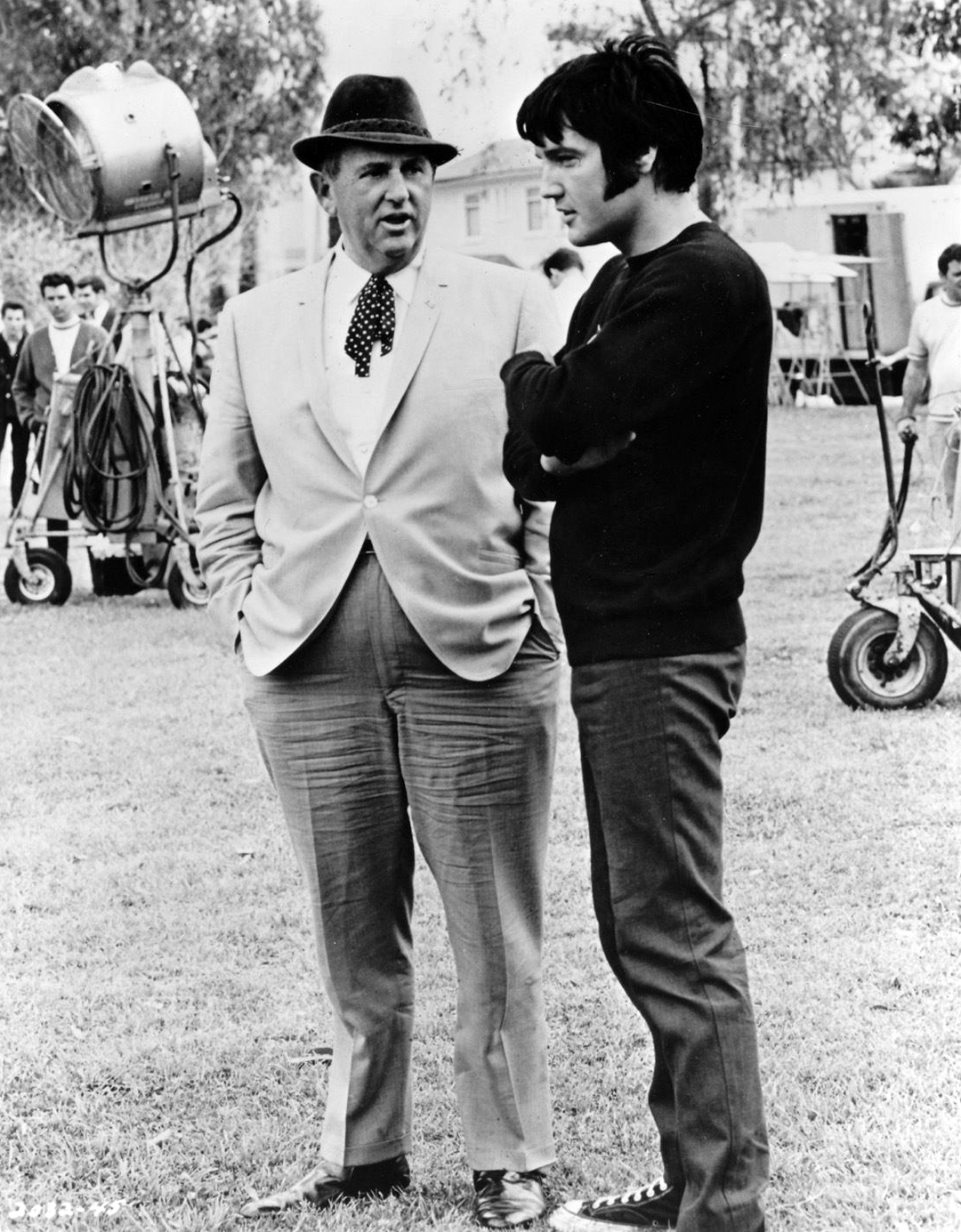
Dries van Kuijk (l)
21 januari

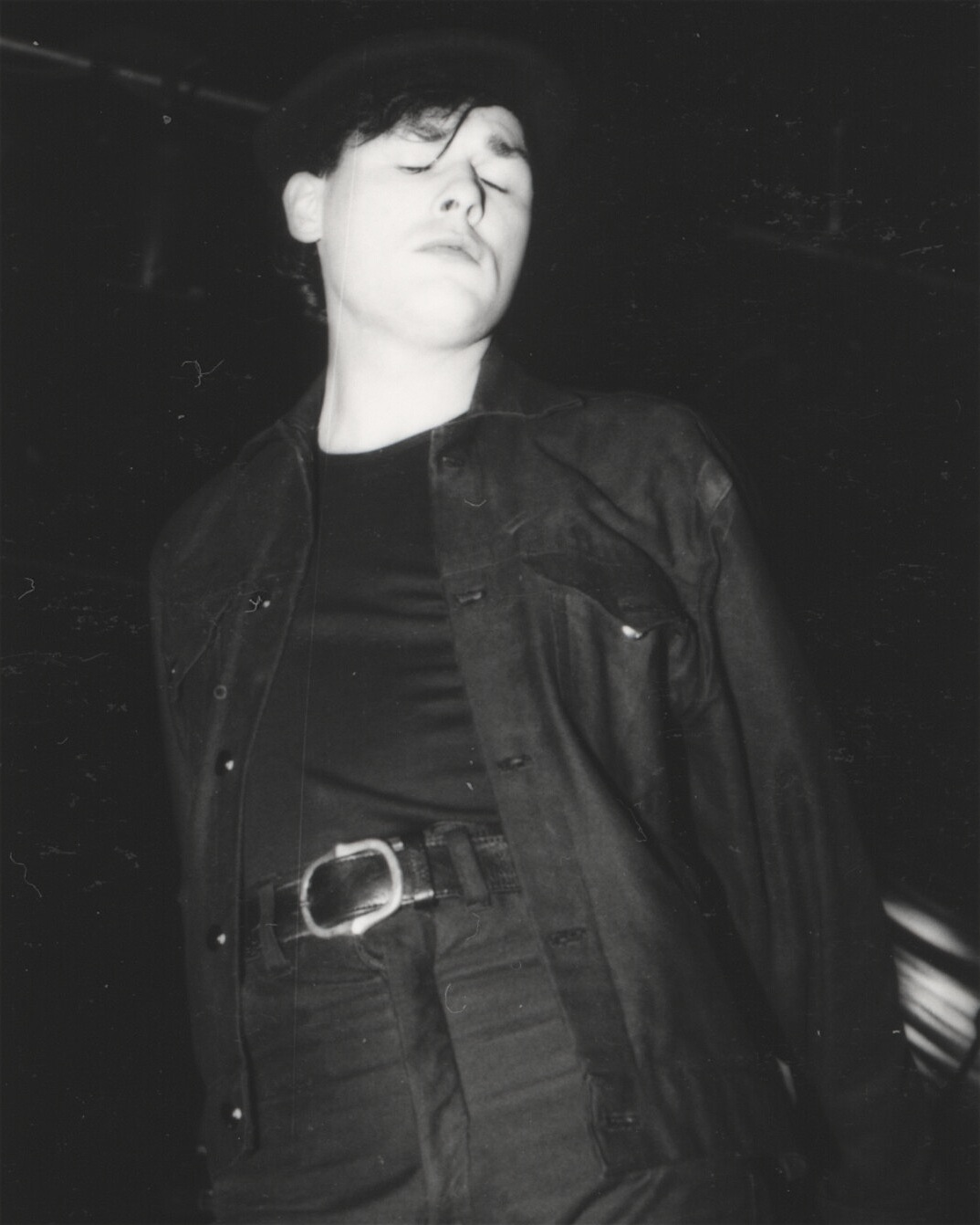
Billy Mackenzie
22 januari

| 1 | 2 | 3 | 4 | 5 | 6 | 7 | 8 | 9 | 10 | 11 | 12 | 13 | 14 | 15 | 16 | 17 | 18 | 19 | 20 | 21 | 22 | 23 | 24 | 25 | 26 | 27 | 28 | 29 | 30 | 31 |
| - | - | - | - | - | - | - | - | - | -- | -- | -- | -- | -- | -- | -- | -- | -- | -- | -- | -- | -- | -- | -- | -- | -- | -- | -- | -- | -- | -- |

### 1 januari
- Eugenius van Beieren (71), lid Duitse adel
- Asnoldo Devonish (64), Venezolaans atleet
- Piet Laros (95), Nederlands verzetsstrijder
- Townes Van Zandt (52), Amerikaans zanger
- Franco Volpi (75), Italiaans acteur

### 2 januari
- Joan Coromines i Vigneaux (91), Catalaans taalkundige en lexicograaf
- Gerard van Essen (72), Nederlands acteur en komiek
- André Tilquin (73), Belgisch politicus

### 3 januari
- Roger Goeb (82), Amerikaans componist
- Cor Kee (96), Nederlands componist
- Carlos Maere (89), Belgisch burgemeester
- Gianfranco Pandolfini (76), Italiaans waterpolospeler

### 5 januari
- Bertil van Zweden (84), prins van Zweden
- André Franquin (73), Belgisch striptekenaar
- Frans Piët (91), Nederlands striptekenaar

### 6 januari
- Pieter Bouman (72), Nederlands verzetsstrijder
- Teiichi Matsumaru (87), Japans voetballer

### 7 januari
- Roger Chatelain (83), Frans politicus

### 8 januari
- Melvin Calvin (85), Amerikaans chemicus

### 10 januari
- Sheldon Leonard (89), Amerikaans acteur
- Alexander Todd (89), Brits biochemicus

### 11 januari
- Greta Lens (89), Belgisch actrice

### 12 januari
- Charles Brenton Huggins (95), Canadees medicus

### 14 januari
- Frank Govers (64), Nederlands modeontwerper
- King Hu (65), Chinees filmregisseur

### 15 januari
- Léon Rochtus (70), Belgisch bankier

### 17 januari
- Clyde Tombaugh (90), Amerikaans sterrenkundige

### 18 januari
- Henry Hermansen (75), Noors biatleet en langlaufer
- Paul Tsongas (55), Amerikaans politicus

### 19 januari
- James Dickey (73), Amerikaans dichter en schrijver
- Robert-Joseph Mathen (80), Belgisch bisschop

### 20 januari
- Arie Visser (52), Nederlands dichter
- Herman Wekker (53), Nederlands-Surinaams taalkundige

### 21 januari
- Jan Dekkers (77), Nederlands kunstenaar
- Hermine Gerarda de Kempenaer (93), Nederlands bestuurder
- Dries van Kuijk (87), Nederlands-Amerikaans muziekmanager

### 22 januari
- Billy Mackenzie (39), Brits zanger
- Wally Whyton (67), Brits muzikant en tv-presentator

### 23 januari
- Paul Egli (85), Zwitsers wielrenner

### 25 januari
- Werner Aspenström (78), Zweeds dichter
- Adrianus Gerard Vermeulen (86), Nederlands burgemeester

### 26 januari
- Cornelis Bronkhorst (72), Nederlands rechter

### 28 januari
- Mikel Koliqi (94), Albanees geestelijke

### 29 januari
- Antal Benda (86), Hongaars handbalspeler
- Elisabeth Warnon (81), Belgisch verzetsstrijdster

### 30 januari
- Guillaume de Crombrugghe de Picquendaele (95), Belgisch burgemeester

### 31 januari
- Cornelis Moolenburgh (95), Nederlands militair

## Februari

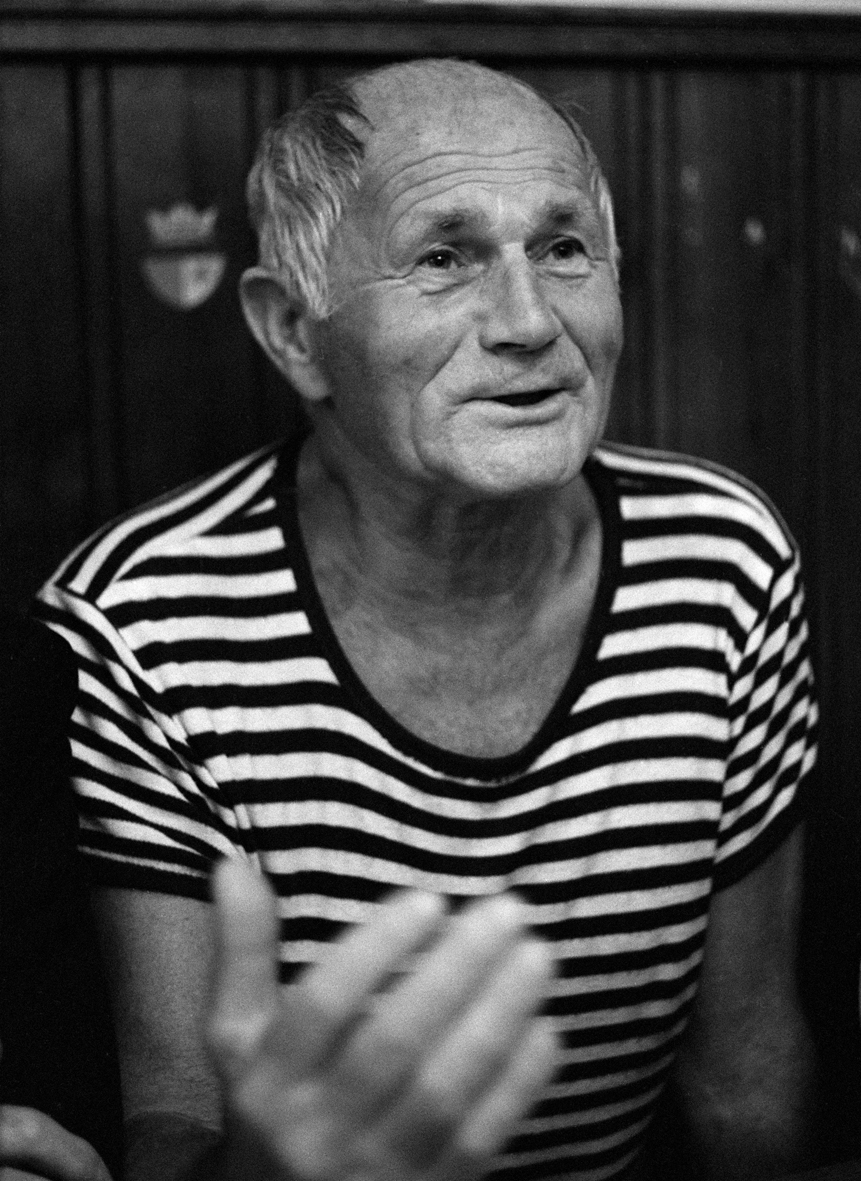
Bohumil Hrabal
3 februari

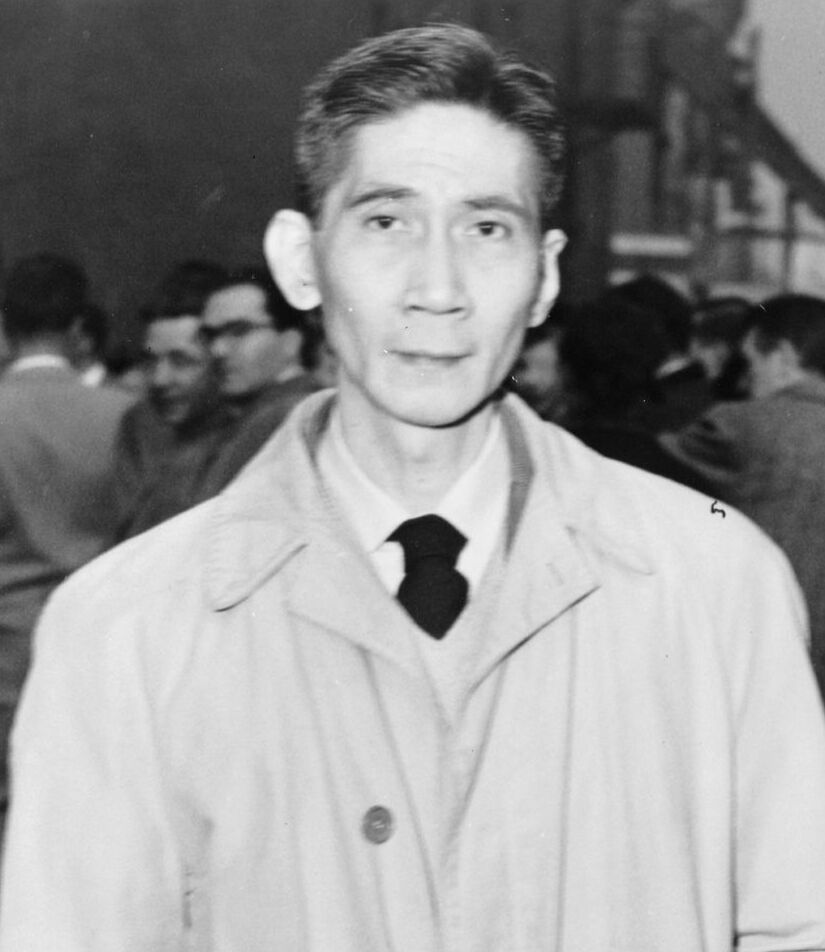
Jose Garcia Villa
7 februari

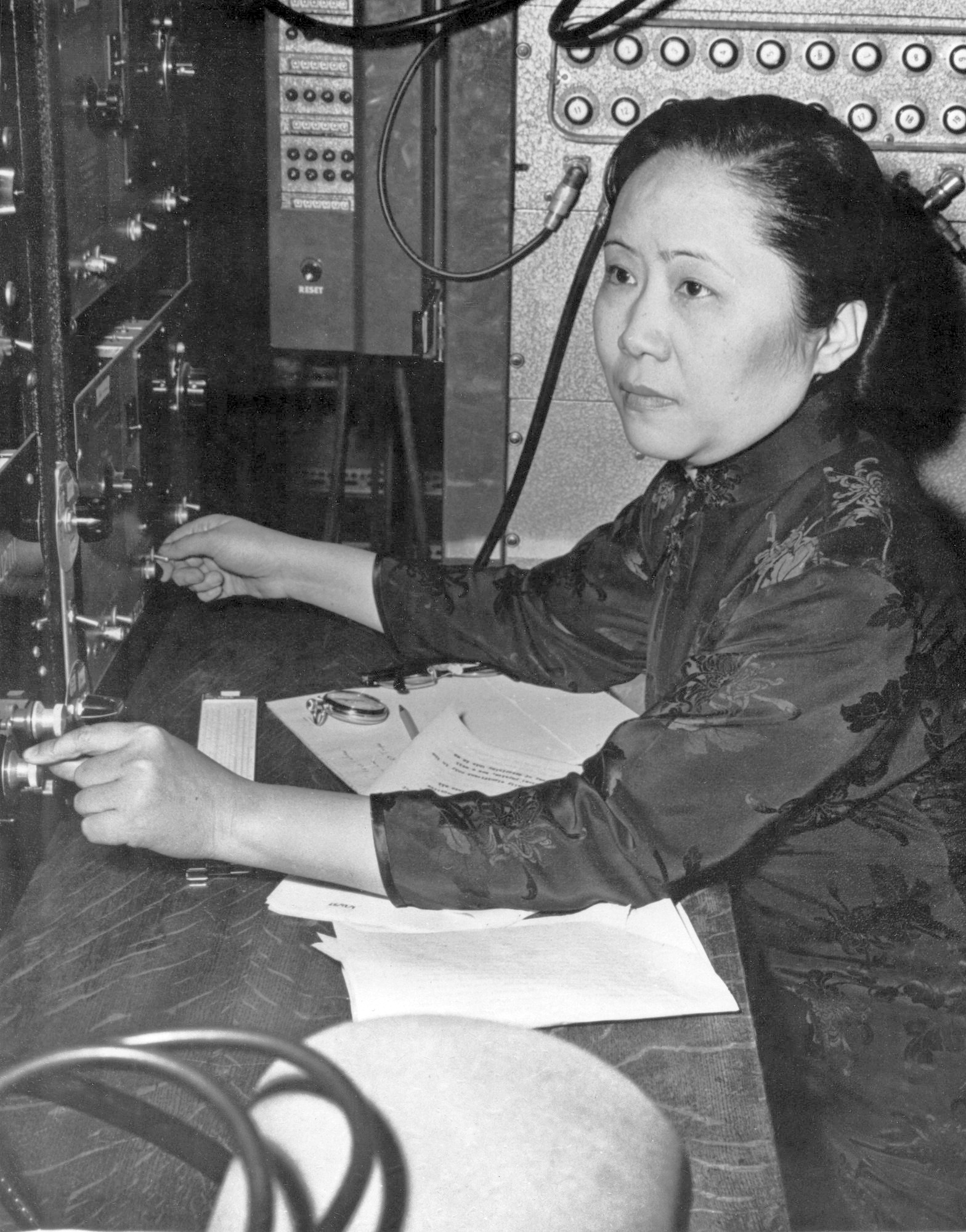
Chien-Shiung Wu
16 februari

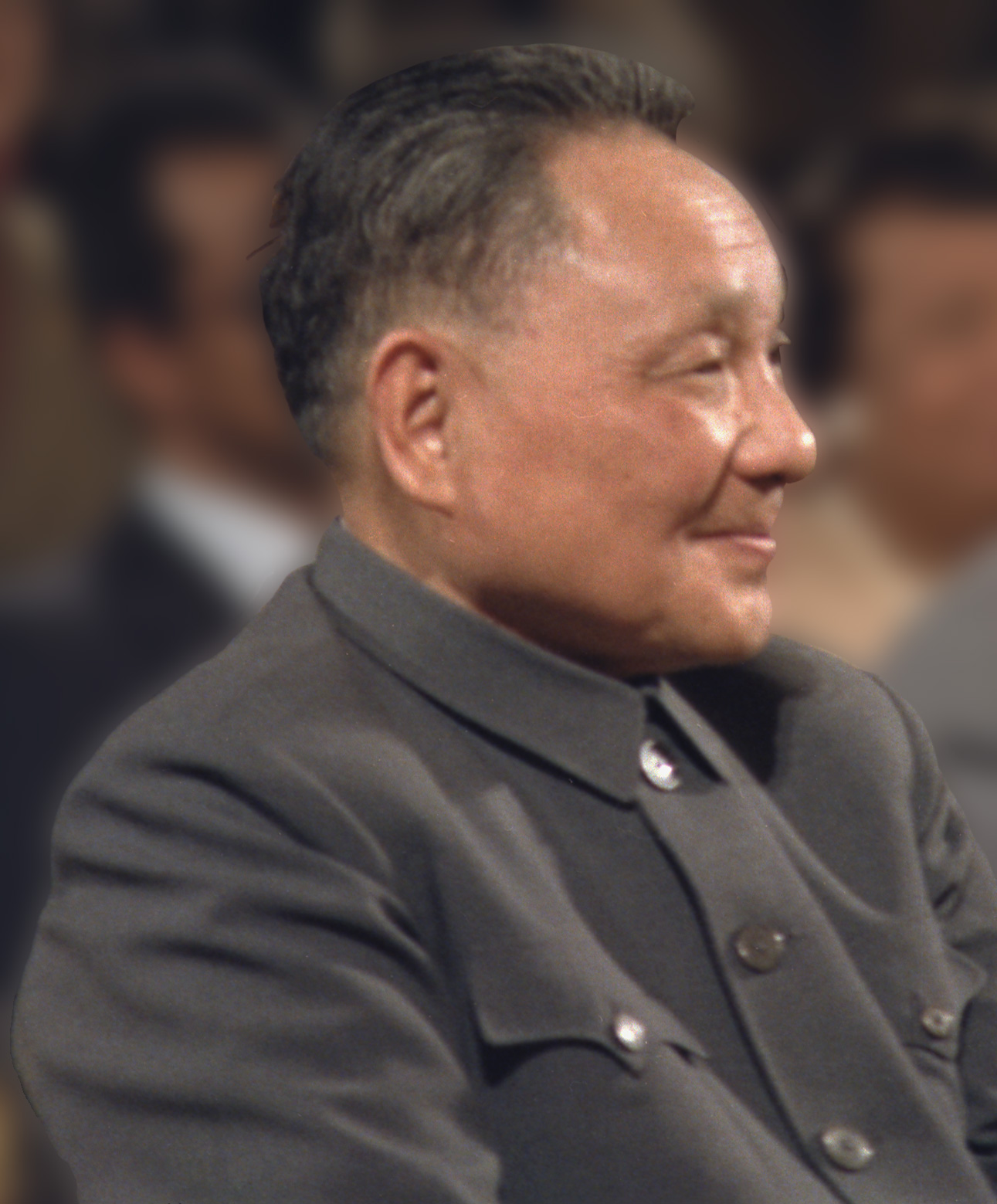
Deng Xiaoping
19 februari

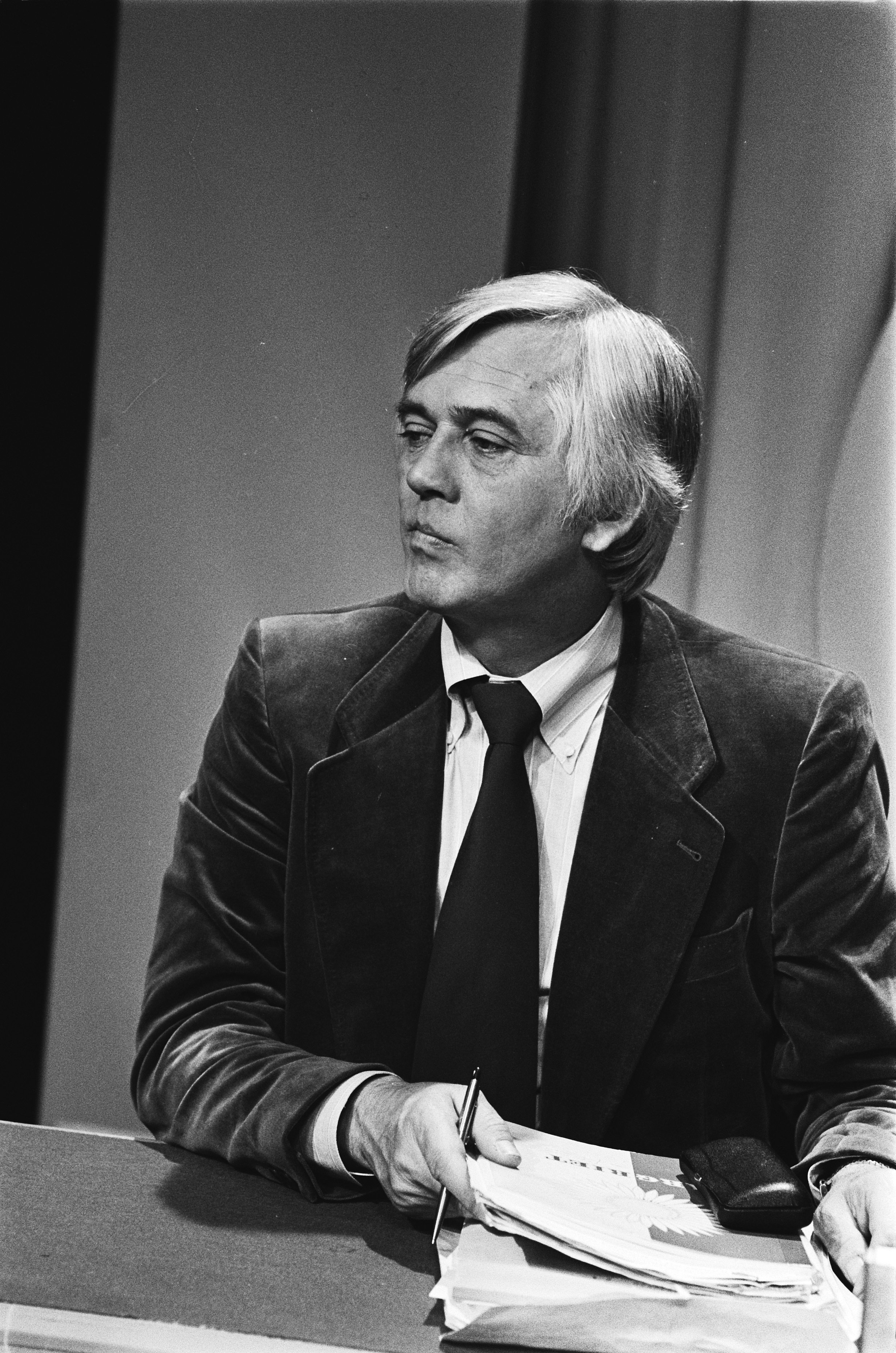
Ad Langebent
21 februari

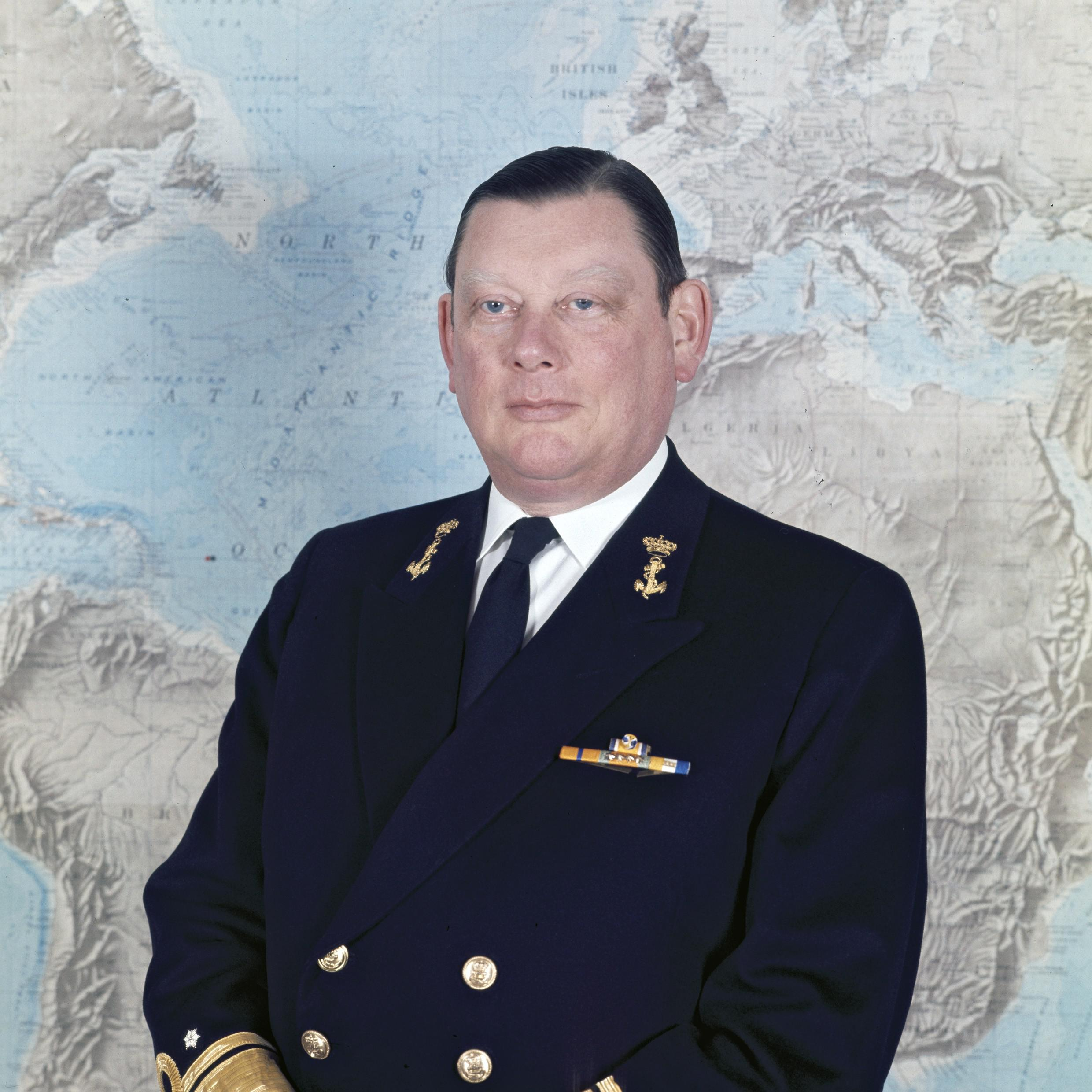
H.H. van Weelde
22 februari

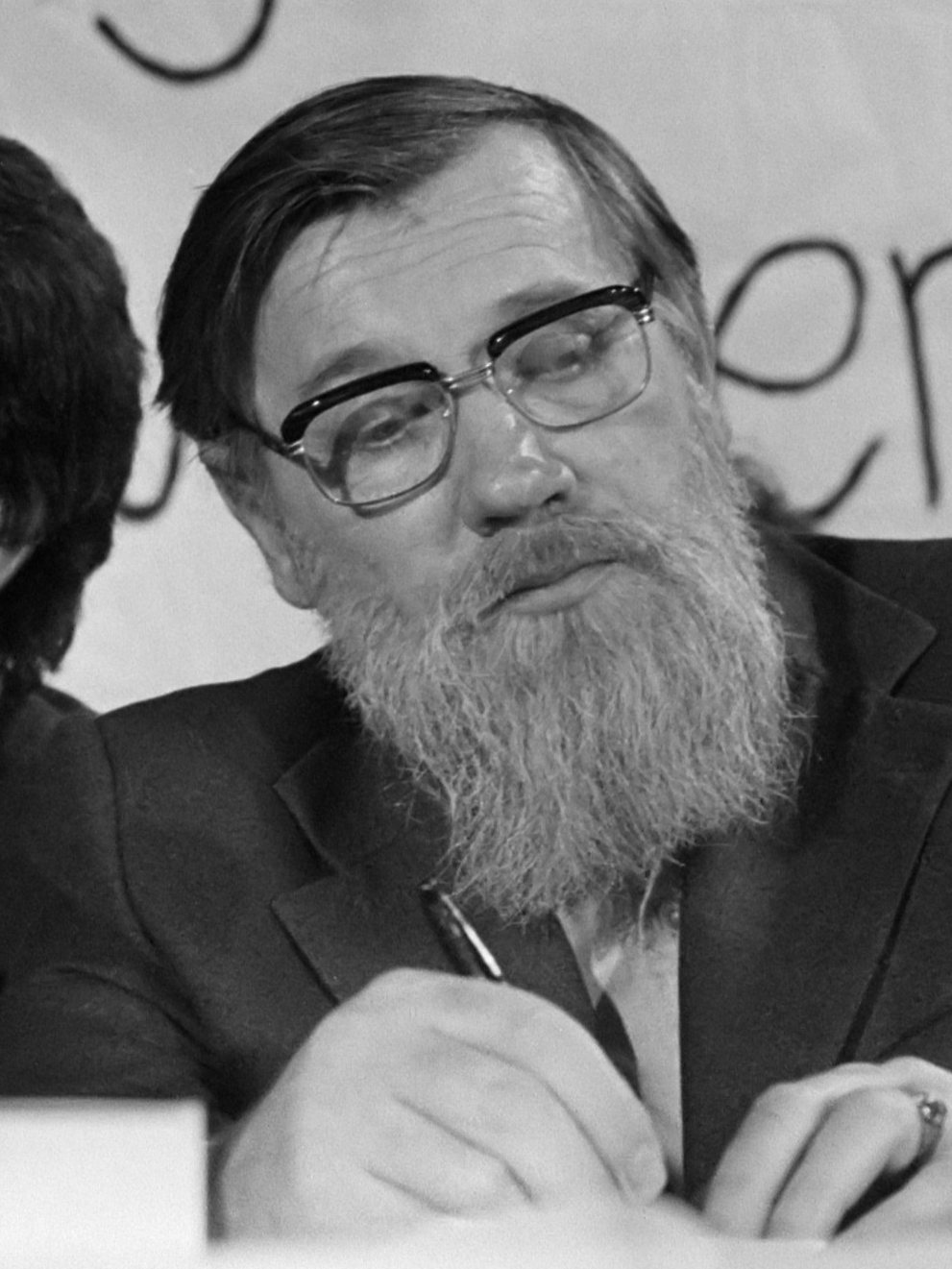
Andrej Sinjavski
25 februari

| 1 | 2 | 3 | 4 | 5 | 6 | 7 | 8 | 9 | 10 | 11 | 12 | 13 | 14 | 15 | 16 | 17 | 18 | 19 | 20 | 21 | 22 | 23 | 24 | 25 | 26 | 27 | 28 |
| - | - | - | - | - | - | - | - | - | -- | -- | -- | -- | -- | -- | -- | -- | -- | -- | -- | -- | -- | -- | -- | -- | -- | -- | -- |

### 1 februari
- Gerard Wijdeveld (91), Nederlands auteur en classicus

### 2 februari
- Dirk Lucas Asjes (85), Nederlands luchtvaartpionier
- Chico Science (30), Braziliaans zanger en componist

### 3 februari
- Bohumil Hrabal (82), Tsjechisch schrijver
- Frans Swarttouw (64), Nederlands ondernemer

### 4 februari
- Lobsang Gyatso (68), Tibetaans schrijver

### 5 februari
- René Huyghe (90), Frans conservator, kunstpsycholoog en estheticus

### 6 februari
- Roger Laurent (83), Belgisch autocoureur
- Anne Wadman (77), Nederlands schrijver en dichter

### 7 februari
- Jose Garcia Villa (88), Filipijns dichter

### 8 februari
- Gies Cosyns (76), Belgisch kunstschilder en burgemeester
- Jan Morsing (58), Nederlands voetbaltrainer

### 9 februari
- Brian Connolly (51), Schots rockzanger (The Sweet)

### 10 februari
- Jan Kramer (83), Nederlands roeier
- Kees Verplanke (71), Nederlands burgemeester

### 11 februari
- Paul van Philips (73), Surinaams politicus en hoogleraar

### 13 februari
- Robert Klark Graham (90), Amerikaans ondernemer
- Robert Herman (82), Amerikaans natuurkundige
- Ton Lensink (74), Nederlands acteur
- Tenzin Jigme Thutob Wangchug (48), Tibetaans geestelijke

### 16 februari
- Lode Claes (83), Belgisch journalist en politicus
- Frans Cox (79), Nederlands beeldhouwer
- Chien-Shiung Wu (84), Chinees-Amerikaans natuurkundige
- Jack Wilson (82), Brits roeier

### 18 februari
- Renaat Mores (97), Belgisch componist
- Enrique Peralta (88), Guatemalteeks politicus en militair

### 19 februari
- Jarmil Burghauser (75), Tsjechisch componist
- Leonard Edelen (59), Amerikaans atleet
- Deng Xiaoping (92), Chinees politicus

### 20 februari
- Arthur Machado (88), Braziliaans voetballer
- Cyriel Van Gent (73), Belgisch acteur

### 21 februari
- Ludovic Caeymaex (84), Belgisch rechter
- Ad Langebent (63), Nederlands journalist en omroepman

### 22 februari
- Huibert Hendrik van Weelde (75), Nederlands militair

### 23 februari
- Paul De Groote (91), Belgisch politicus
- Gabe Scholten (75), Nederlands atleet
- Tony Williams (51), Amerikaans jazzdrummer

### 25 februari
- Ugo Poletti (82), Italiaans geestelijke
- Andrej Sinjavski (71), Russisch schrijver en dissident

### 26 februari
- David Doyle (67), Amerikaans acteur

### 27 februari
- William Gear (81), Brits kunstschilder
- Vic Gentils (77), Belgisch kunstenaar

### 28 februari
- Osvaldo Bailo (84), Italiaans wielrenner

## Maart

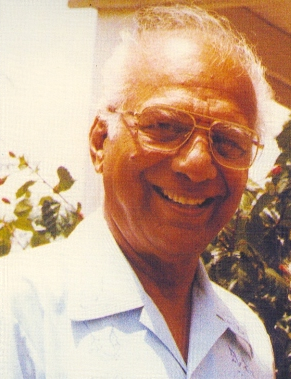
Cheddi Jagan
6 maart

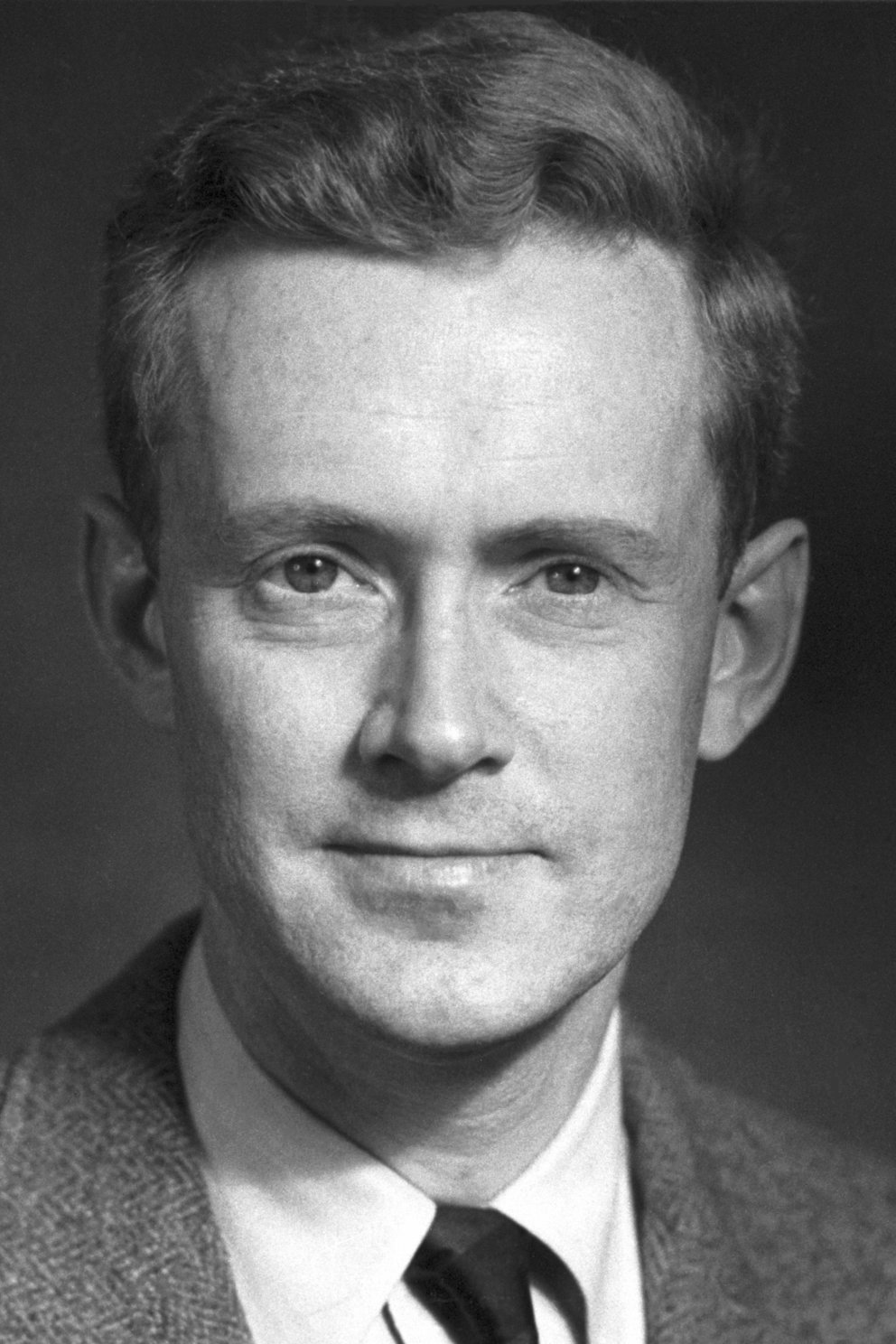
Edward Mills Purcell
7 maart

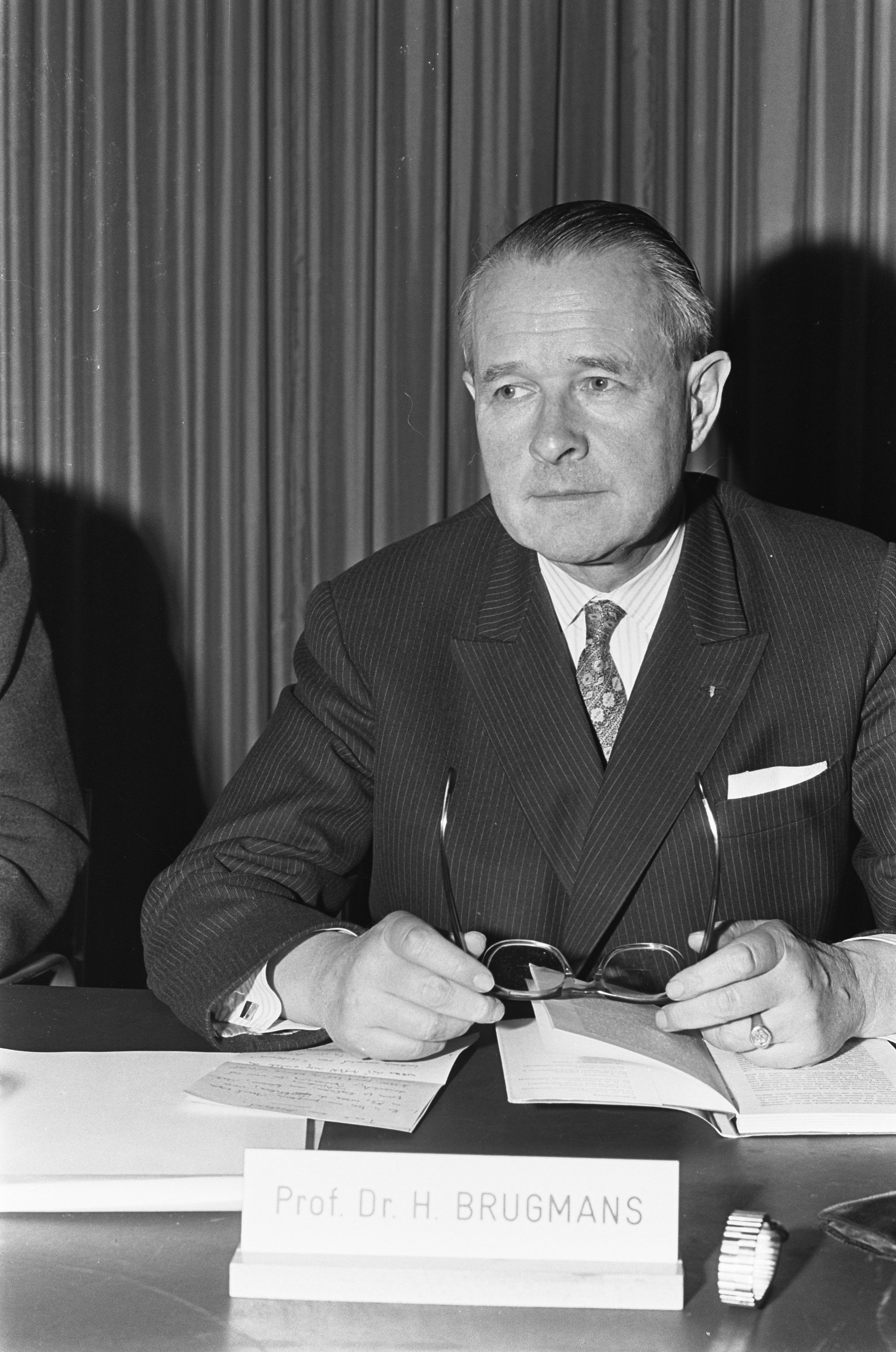
Hendrik Brugmans
12 maart

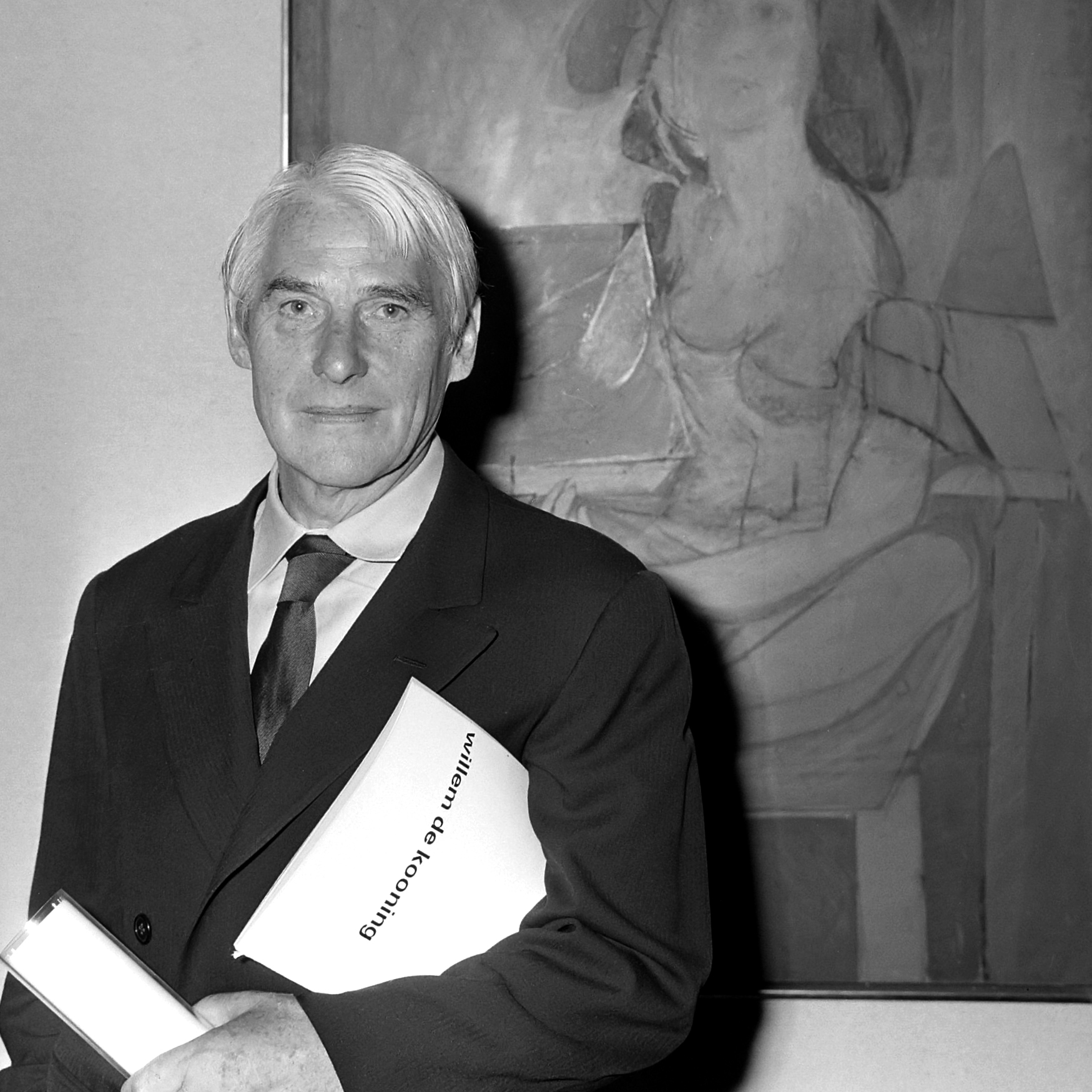
Willem de Kooning
19 maart

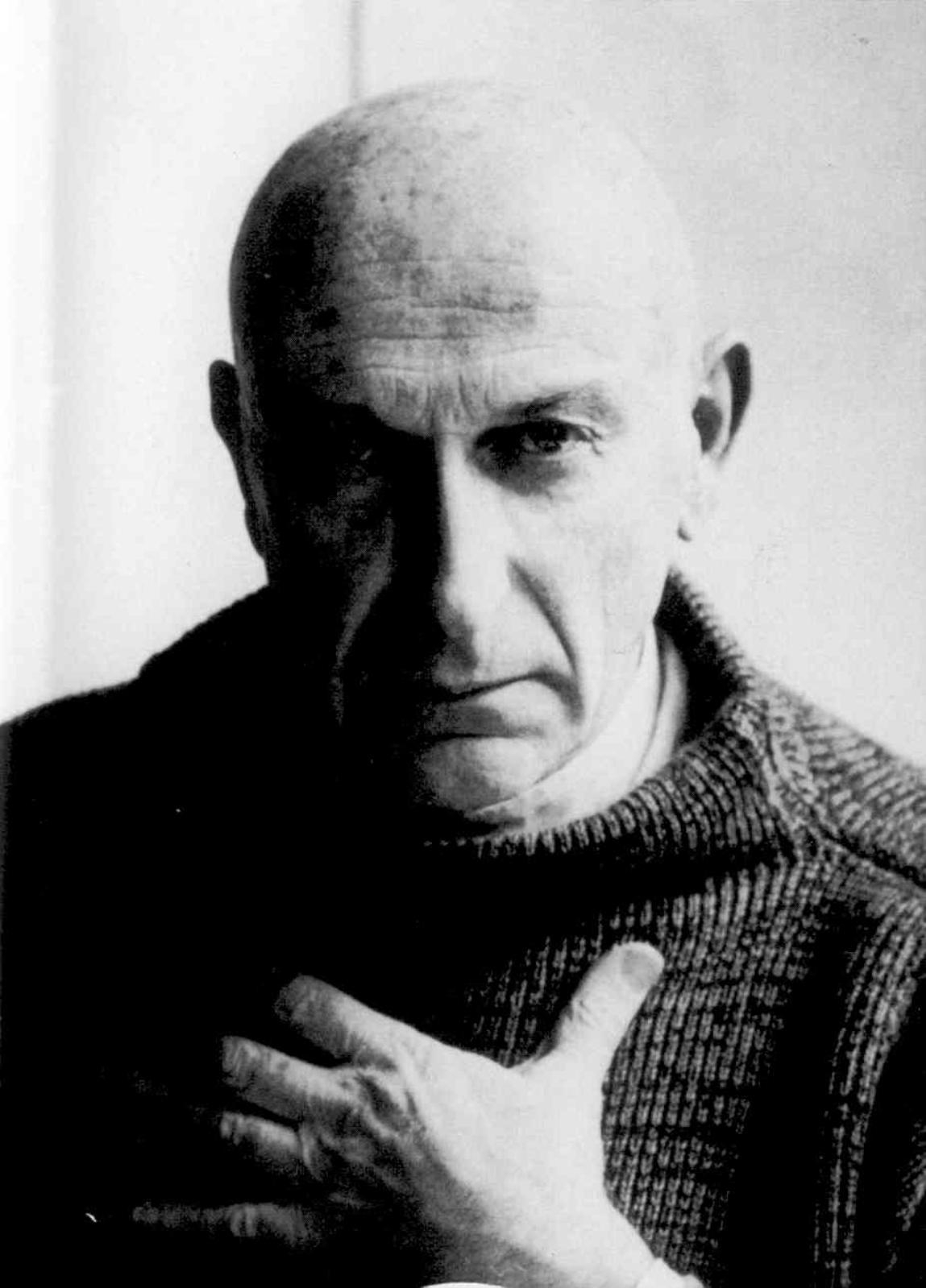
Benno Premsela
27 maart

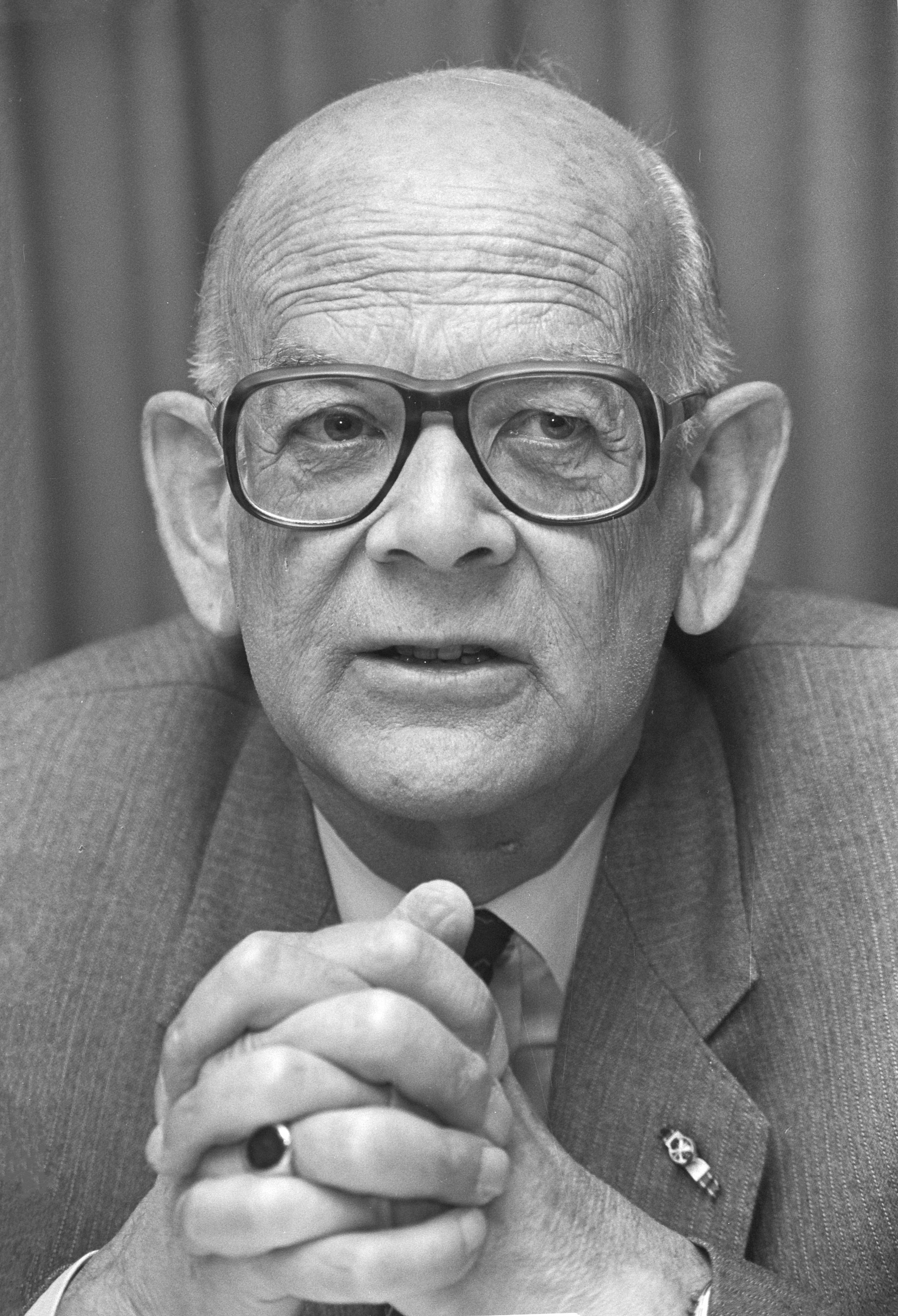
W.F. de Gaay Fortman
29 maart

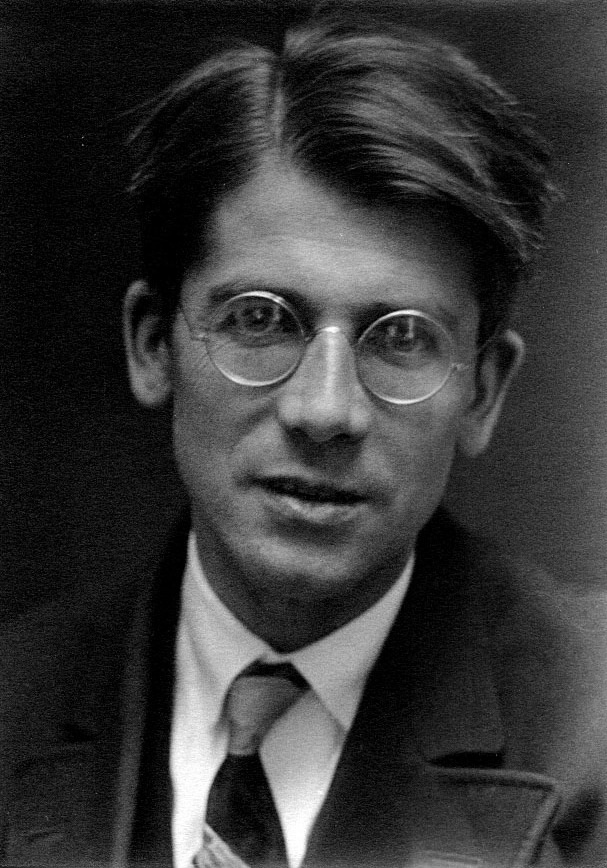
Friedrich Hund
31 maart

| 1 | 2 | 3 | 4 | 5 | 6 | 7 | 8 | 9 | 10 | 11 | 12 | 13 | 14 | 15 | 16 | 17 | 18 | 19 | 20 | 21 | 22 | 23 | 24 | 25 | 26 | 27 | 28 | 29 | 30 | 31 |
| - | - | - | - | - | - | - | - | - | -- | -- | -- | -- | -- | -- | -- | -- | -- | -- | -- | -- | -- | -- | -- | -- | -- | -- | -- | -- | -- | -- |

### 1 maart
- Hans Robert Jauss (75), Duits literatuurwetenschapper

### 4 maart
- Robert Dicke (80), Amerikaans natuurkundige

### 6 maart
- Ed Furgol (79), Amerikaans golfspeler
- Cheddi Jagan (78), president van Guyana
- Jan Snijders (86), Nederlands psycholoog

### 7 maart
- Édouard Kablinski (76), Frans wielrenner
- Martin Kippenberger (44), Duits kunstenaar
- Edward Mills Purcell (85), Amerikaans natuurkundige

### 8 maart
- Niel Steenbergen (85), Nederlands kunstenaar

### 9 maart
- Jean-Dominique Bauby (44), Frans journalist en schrijver
- Bets ter Horst (89), Nederlands atlete
- Terry Nation (66), Brits schrijver
- The Notorious B.I.G. (24), Amerikaans rapper

### 10 maart
- Lars Ahlin (81), Zweeds schrijver
- Stan Drake (75), Amerikaans striptekenaar
- Martin Kippenberger (43), Duits kunstenaar
- Hendrik Steps (79), Belgisch politicus

### 11 maart
- Joop Stierhout (85), Nederlands kunstschilder

### 12 maart
- Hendrik Brugmans (90), Nederlands politicus en letterkundige
- Victor Laloux (82), Belgisch politicus

### 13 maart
- Ernst Biedermann (95), Zwitsers politicus

### 14 maart
- Jurek Becker (59), Duits schrijver en DDR-dissident
- Fred Zinnemann (89), Oostenrijks-Amerikaans regisseur

### 15 maart
- Victor Vasarely (88), Frans-Hongaars kunstenaar

### 17 maart
- Jermaine Stewart (39), Amerikaans zanger

### 18 maart
- Jean Fievez (86), Belgisch voetballer
- Vladimir Lindenberg (94), Russisch medicus, auteur en filosoof

### 19 maart
- Jac Bongaerts (76), Nederlands kunstenaar
- Jacques Foccart (83), Frans politicus
- Willem de Kooning (92), Nederlands-Amerikaans kunstschilder

### 20 maart
- Joop Landré (87), Nederlands omroepman
- Marino Marini (72), Italiaans zanger en muzikant
- Joseph Moreau de Melen (84), Belgisch politicus
- V.S. Pritchett (96), Brits schrijver

### 21 maart
- Wilbert Vere Awdry (84), Brits schrijver

### 24 maart
- Leo Keesing (84), Nederlands uitgever
- Harold Melvin (57), Amerikaans zanger
- Eric De Pooter (56), Belgisch burgemeester

### 25 maart
- Oswaldo Silva (71), Braziliaans voetballer bekend als Baltazar
- Pedro Medina (39), Amerikaans moordenaar

### 27 maart
- Guillaume Michiels (87), Belgisch kunstschilder
- Benno Premsela (77), Nederlands ontwerper en homorechtenactivist
- Emile Stijnen (89), Belgisch voetballer

### 29 maart
- Wilhelm Friedrich de Gaay Fortman (85), Nederlands politicus
- Aleksandr Ivanov (68), Sovjet-voetballer
- Norman Pirie (91), Brits biochemicus en viroloog

### 31 maart
- Friedrich Hund (101), Duits natuurkundige
- Rustam Sidhwa (69), Pakistaans jurist

## April

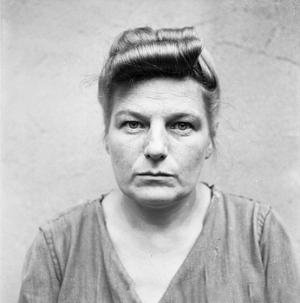
Herta Ehlert
4 april

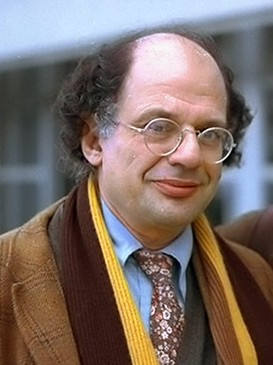
Allen Ginsberg
5 april

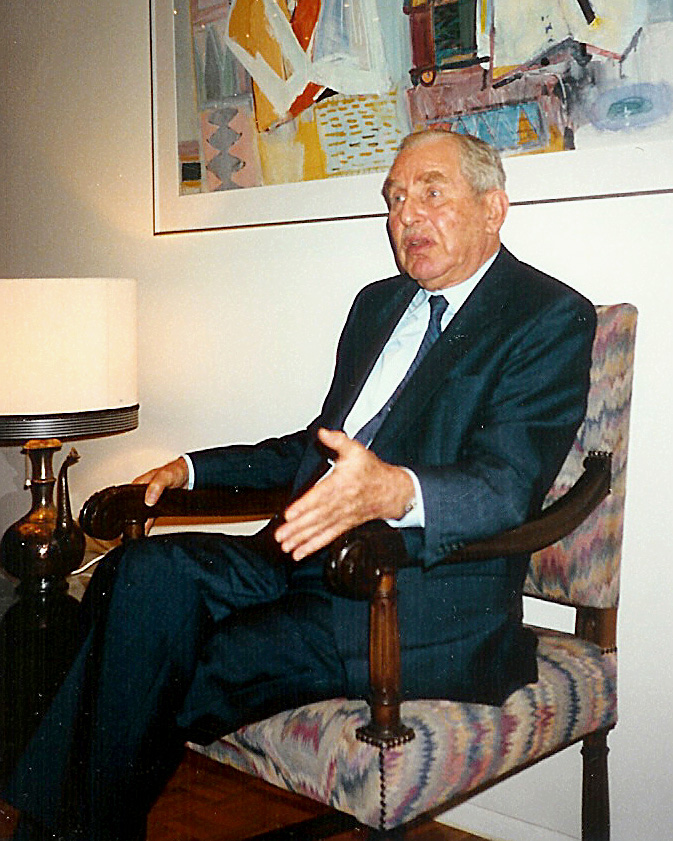
Chaim Herzog
17 april

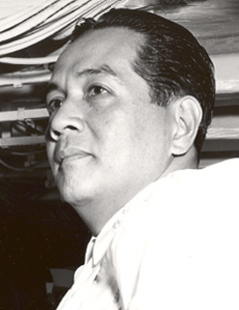
Diosdado Macapagal
21 april

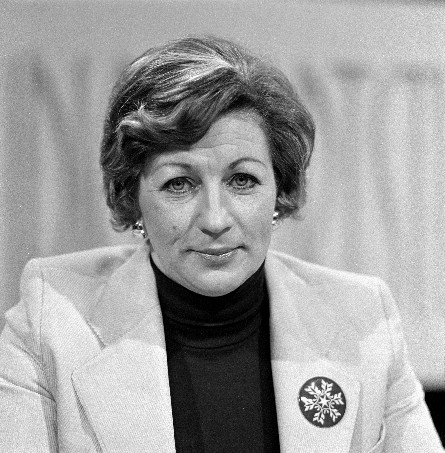
Marga van Arnhem
22 april

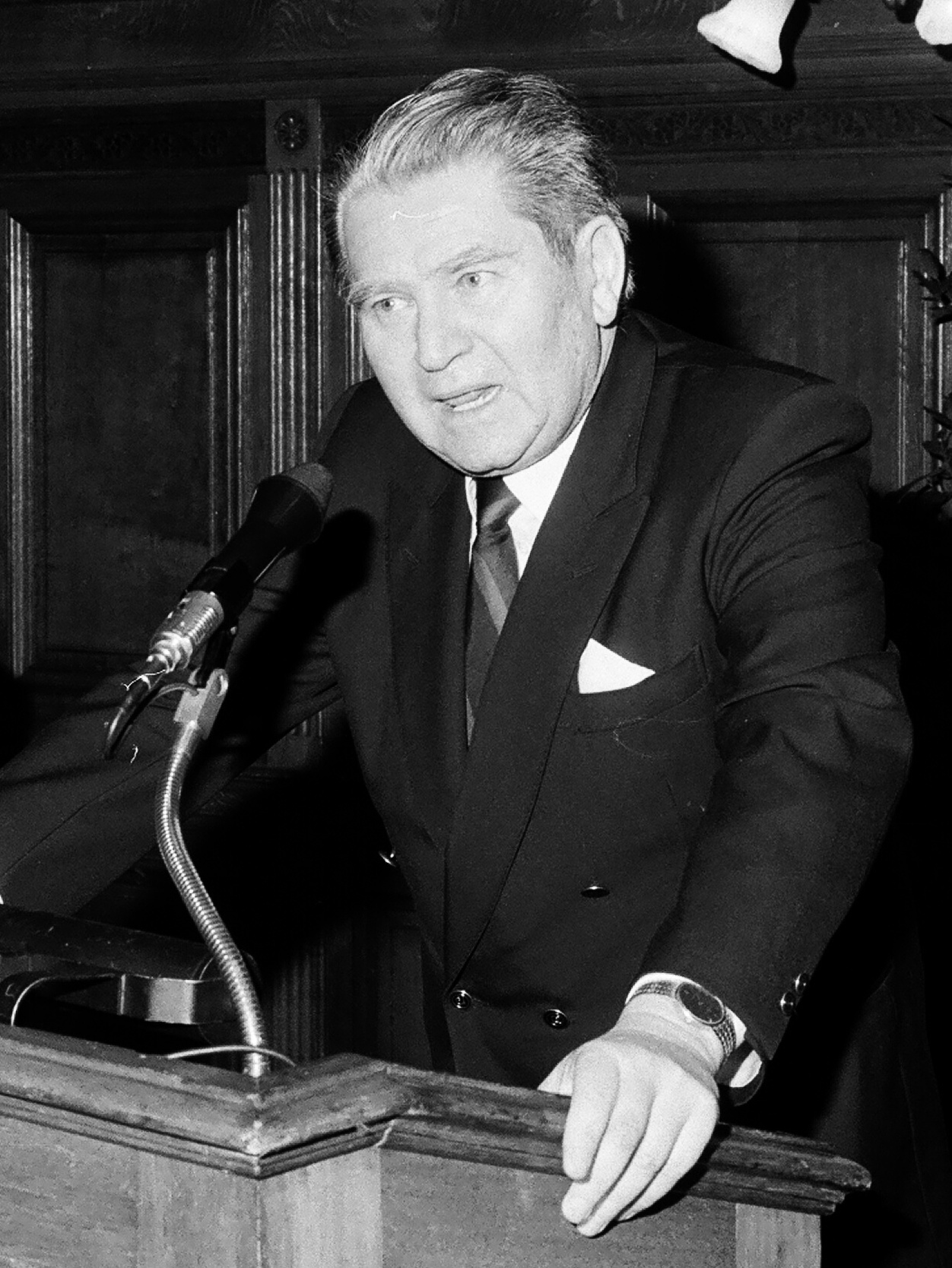
Andreas Rett
25 april

| 1 | 2 | 3 | 4 | 5 | 6 | 7 | 8 | 9 | 10 | 11 | 12 | 13 | 14 | 15 | 16 | 17 | 18 | 19 | 20 | 21 | 22 | 23 | 24 | 25 | 26 | 27 | 28 | 29 | 30 |
| - | - | - | - | - | - | - | - | - | -- | -- | -- | -- | -- | -- | -- | -- | -- | -- | -- | -- | -- | -- | -- | -- | -- | -- | -- | -- | -- |

### 1 april
- Makar Hontsjarenko (84), Sovjet-Oekraïens voetballer

### 3 april
- Sergej Filatov (70), Sovjet-Russisch ruiter
- Johan van der Woude (77), Nederlands politicus

### 4 april
- Herta Ehlert (92), Duits SS-kampbewaakster
- Stine Lerou (95), Nederlands actrice
- Antoine Rotsart de Hertaing (91), Belgisch burgemeester
- Alparslan Türkeş (79), Turks politicus

### 5 april
- Heberto Castillo (68), Mexicaans politicus
- Allen Ginsberg (70), Amerikaans dichter en essayist

### 6 april
- Bernard Chevallier (84), Frans ruiter
- Nico Cramer (75), Nederlands historicus
- Marinus Flipse (88), Nederlands pianist
- Theo Gijsen (82), Nederlands burgemeester
- Pierre-Henri Teitgen (88), Frans politicus

### 7 april
- Jean Clareboudt (52), Frans kunstenaar

### 8 april
- Laura Nyro (49), Amerikaans zangeres

### 9 april
- Maarten Roest Crollius (61), Nederlands burgemeester

### 10 april
- Fred Emery (71), Australisch psycholoog en systeemdenker
- Toshiro Mayuzumi (68), Japans componist
- Martin Schwarzschild (84), Duits-Amerikaans astronoom
- Paul Smolders (75), Belgisch kunstschilder

### 12 april
- George Wald (90), Amerikaans biochemicus

### 14 april
- Jambyn Batmönh (71), Mongools politicus
- Joop van den Broek (71), Nederlands schrijver
- Gerda Christian (83), Duits nationaalsocialiste

### 16 april
- Emilio Azcárraga Milmo (66), Mexicaans ondernemer
- Jan Bruins (56), Nederlands motorcoureur

### 17 april
- Chaim Herzog (78), Israëlisch generaal en politicus

### 18 april
- Elisabeth Menalda (102), Nederlands kunstboekbindster

### 19 april
- Maurice Herman (84), Belgisch politicus
- Jo Walhout (66), Nederlands voetballer

### 21 april
- Diosdado Macapagal (86), Filipijns president

### 22 april
- Marga van Arnhem (56), Nederlands tv-presentatrice
- Jan Peelen (86), Nederlands verzetsstrijder
- Edgar Wijngaarde (85), Surinaams ondernemer en politicus

### 24 april
- André Eschauzier (90), Nederlands jazzsaxofonist
- Karel Prior (73), Nederlands presentator
- Eugene Stoner (75), Amerikaans vuurwapenontwerper
- André Verlinden (84), Belgisch wielrenner

### 25 april
- Andreas Rett (73), Oostenrijks arts

### 28 april
- Peter Tali Coleman (77), Amerikaans-Samoaans politicus
- Bob de Wilde (83), Nederlands politicus

### 30 april
- Miklós Fodor (88), Hongaars handbalspeler
- Oscar Van Rompay (97), Belgisch kunstschilder

## Mei

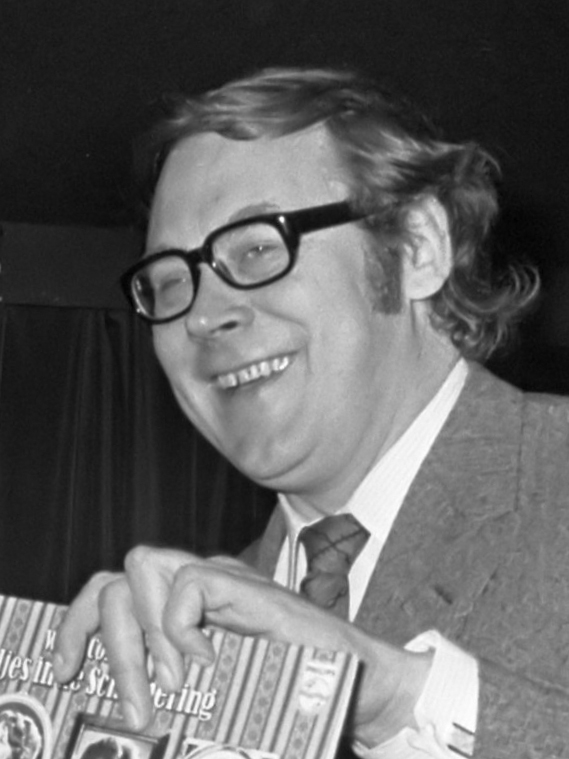
Gerrit den Braber
3 mei

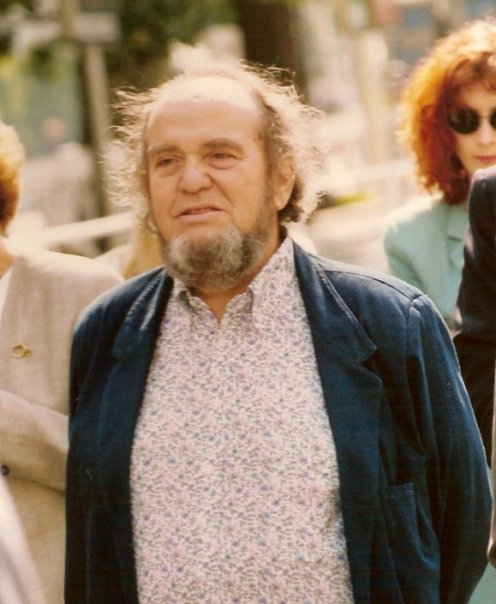
Marco Ferreri
9 mei

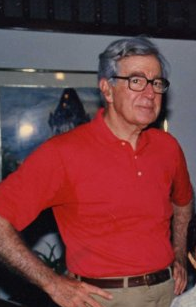
Virgilio Barco
20 mei

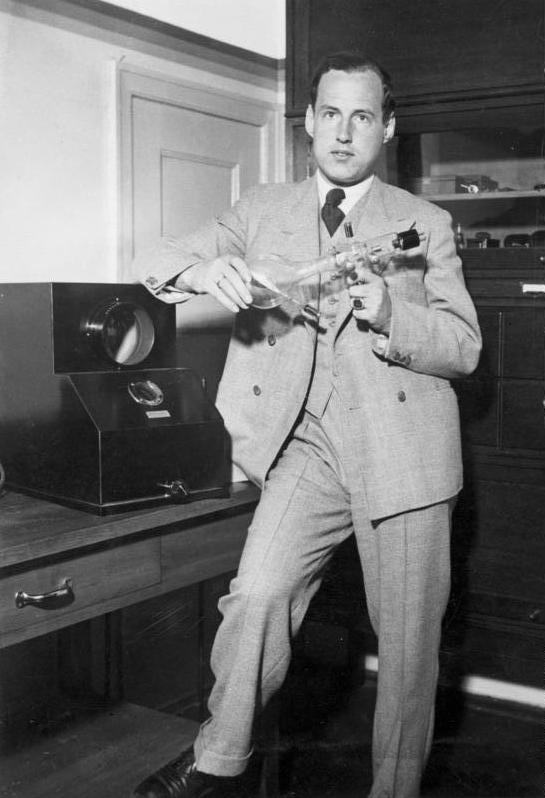
Manfred von Ardenne
26 mei

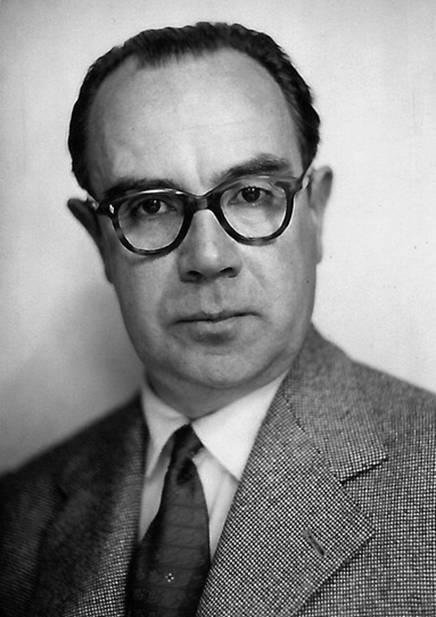
Robert Ambelain
27 mei

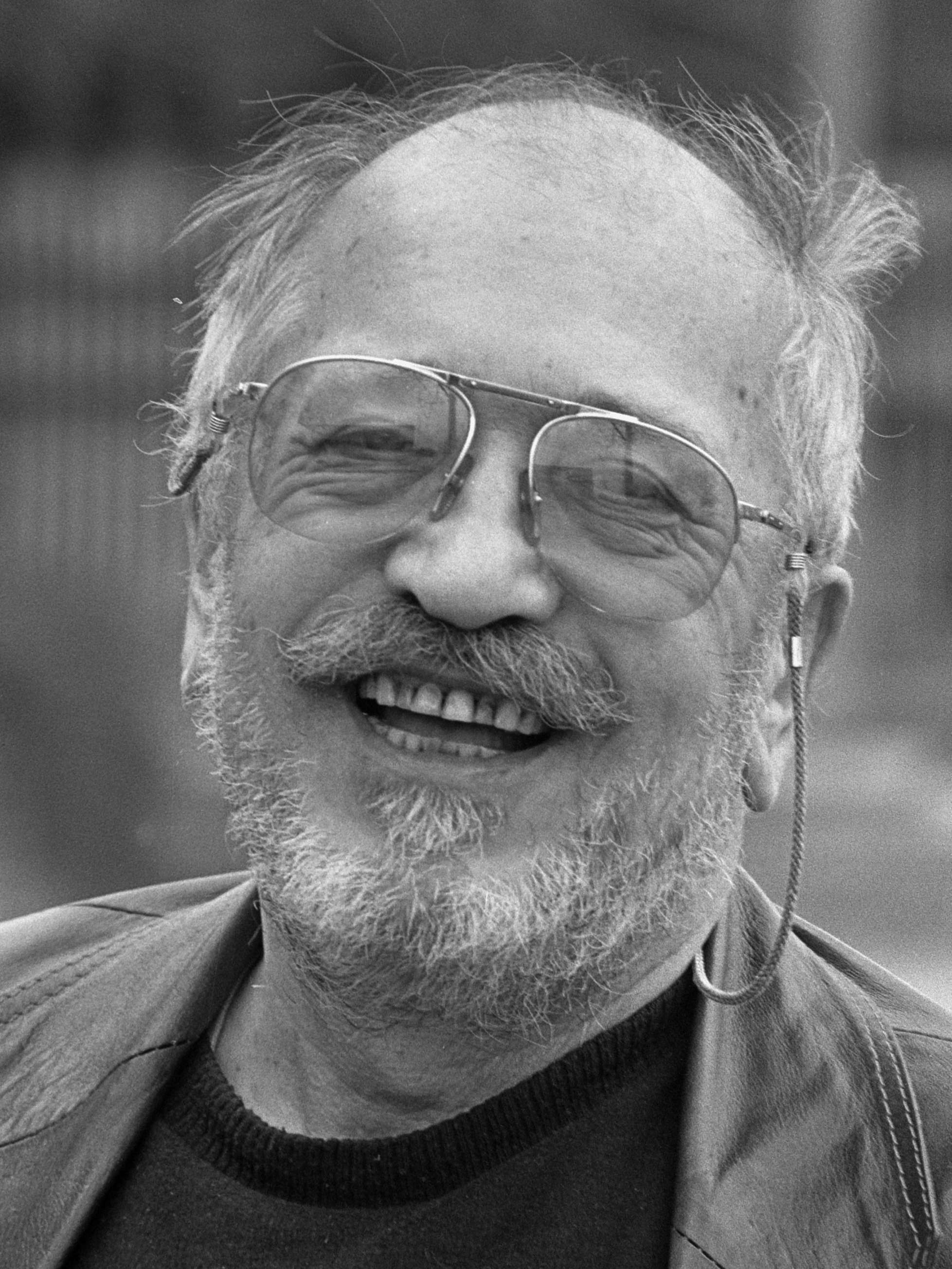
Jan Vrijman
30 mei

| 1 | 2 | 3 | 4 | 5 | 6 | 7 | 8 | 9 | 10 | 11 | 12 | 13 | 14 | 15 | 16 | 17 | 18 | 19 | 20 | 21 | 22 | 23 | 24 | 25 | 26 | 27 | 28 | 29 | 30 | 31 |
| - | - | - | - | - | - | - | - | - | -- | -- | -- | -- | -- | -- | -- | -- | -- | -- | -- | -- | -- | -- | -- | -- | -- | -- | -- | -- | -- | -- |

### 1 mei
- Maria Biljan-Bilger (85), Oostenrijks kunstenares
- Bo Widerberg (67), Zweeds schrijver en regisseur

### 2 mei
- John Eccles (94), Australisch neurofysioloog
- Heinz Ellenberg (84), Duits botanicus
- Paulo Freire (75), Braziliaans pedagoog
- Werner Lott (89), Duits militair

### 3 mei
- Gerrit den Braber (68), Nederlands presentator en liedjesschrijver
- Narciso Yepes (69), Spaans gitarist en componist

### 4 mei
- Lodewijk Napoleon (83), lid Franse adel

### 5 mei
- Béla Barényi (90), Oostenrijks-Hongaars auto-ontwerper
- Basile-Jean Risopoulos (77), Belgisch politicus

### 6 mei
- Ton Elkhuizen (86), Nederlands burgemeester

### 7 mei
- George Lynch (78), Amerikaans autocoureur

### 9 mei
- Marco Ferreri (68), Italiaans regisseur
- Willy Hess (90), Zwitsers componist

### 10 mei
- Manuel Carrascosa Garcia (85), Spaans componist en dirigent

### 12 mei
- Simon Korteweg (94), Nederlands politicus
- Frans Van Peteghem (77), Belgisch atleet
- Henk Plenter (83), Nederlands voetballer

### 13 mei
- Laurie Lee (82), Brits schrijver en dichter
- Fernand Massart (78), Belgisch politicus

### 14 mei
- Alfred Daelemans (74), Belgisch geestelijke
- Theo Verlaan (84), Nederlands architect

### 15 mei
- Tommy Turrentine (69), Amerikaanse jazztrompettist

### 16 mei
- Giuseppe De Santis (80), Italiaans regisseur

### 18 mei
- Bridgette Andersen (21), Amerikaans actrice
- Raymond Van Dijck (62), Belgisch atleet

### 19 mei
- Troy Ruttman (67), Amerikaans autocoureur

### 20 mei
- Virgilio Barco (75), president van Colombia
- Cor Galis (86), Nederlands radiomaker
- Jan Koopman (77), Nederlands priester en anti-abortusactivist

### 22 mei
- Herman de Coninck (53), Belgisch dichter en literatuurcriticus
- Alfred Hershey (88), Amerikaans bacterioloog en geneticus
- Nel Lind (83), Nederlands verzetsstrijdster
- Leopold Verhagen (88), Nederlands pater en omroepgeestelijke

### 23 mei
- James Lee Byars (65), Amerikaans kunstenaar

### 24 mei
- Edward Mulhare (74), Amerikaans acteur

### 26 mei
- Manfred von Ardenne (90), Duits natuurkundige
- Jack Jersey (55), Nederlands zanger en producent

### 27 mei
- Robert Ambelain (89), Frans schrijver
- Albert Embrechts (82), Belgisch kunstschilder

### 29 mei
- Jeff Buckley (30), Amerikaans singer-songwriter

### 30 mei
- Adri Boon (60), Nederlands kunstenaar
- Jan Vrijman (72), Nederlands journalist en cineast

## Juni

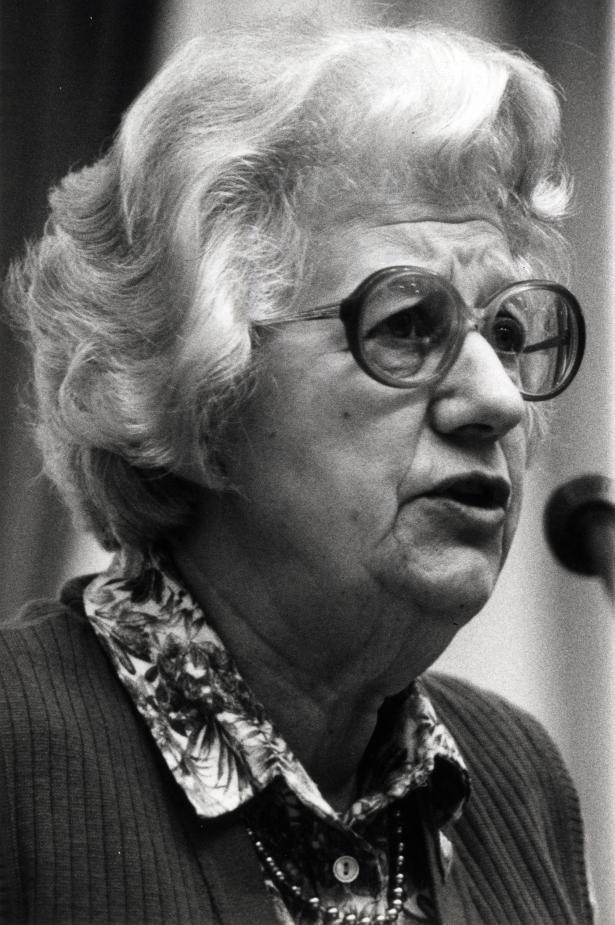
Bert Haars
3 juni

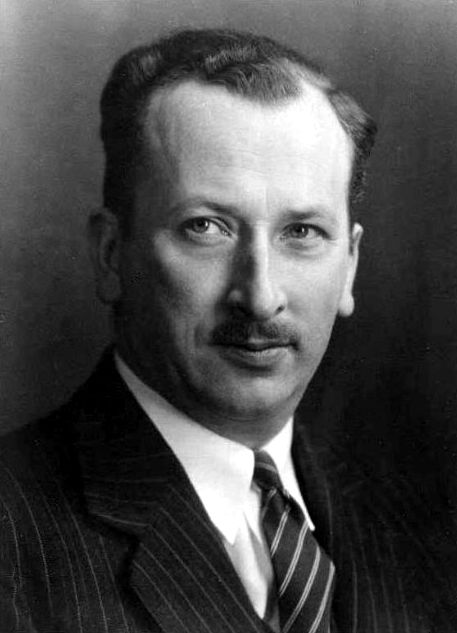
H.J. de Wijs
4 juni

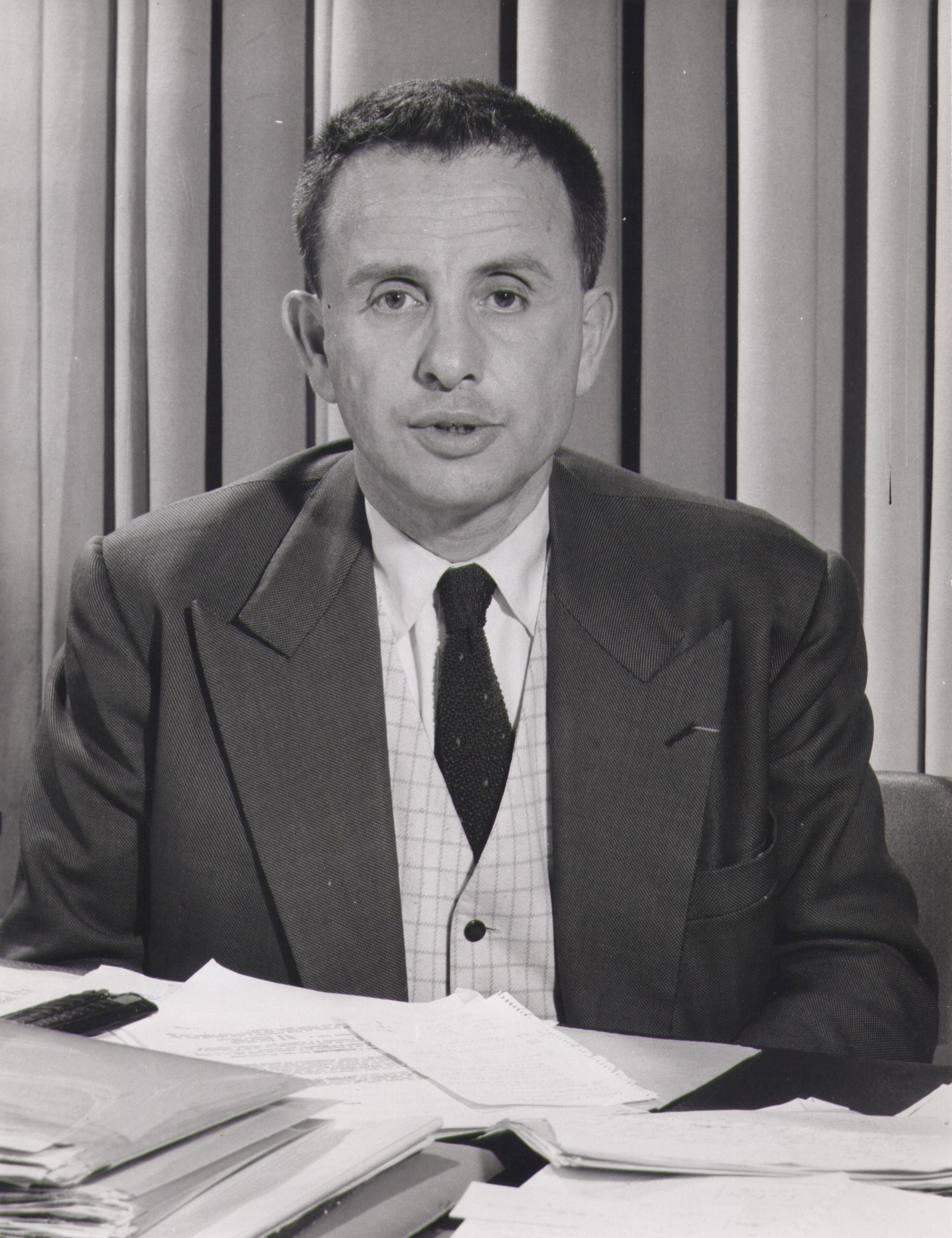
Jacques Canetti
7 juni

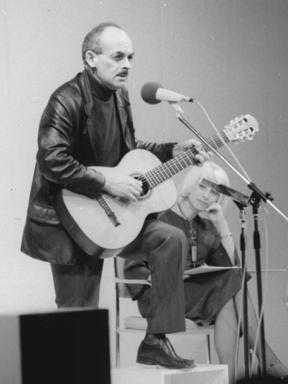
Boelat Okoedzjava
12 juni

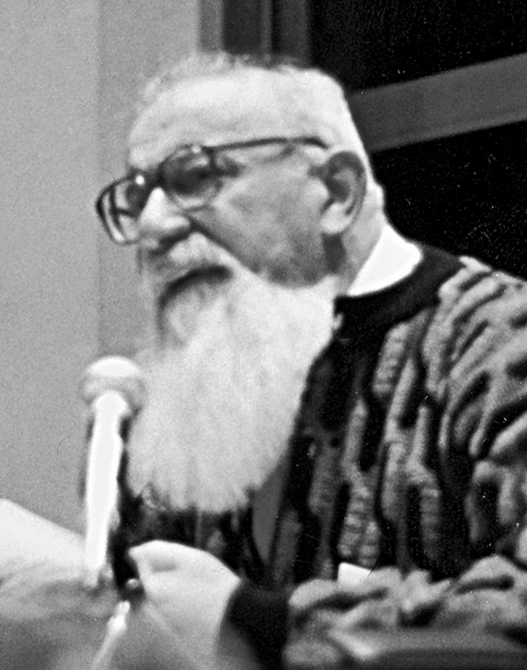
Lev Kopelev
18 juni

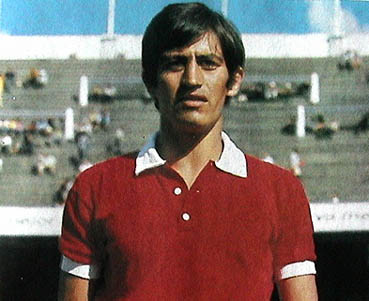
Héctor Yazalde
18 juni

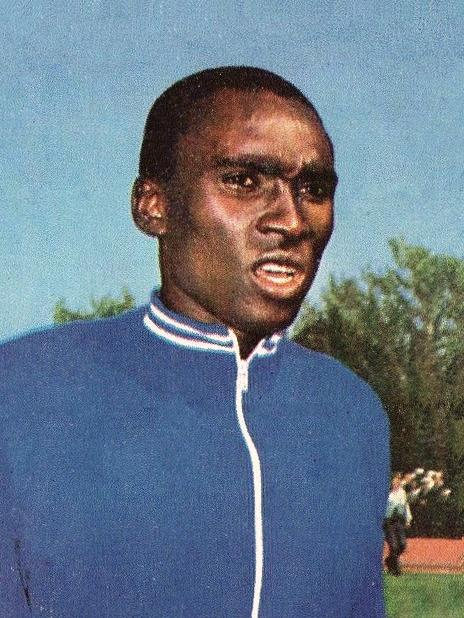
John Akii-Bua
20 juni

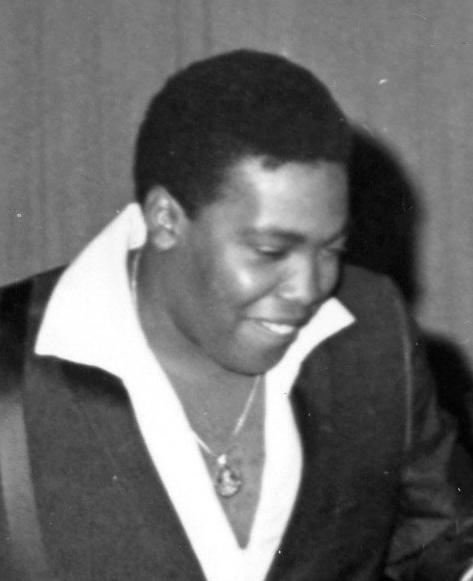
Lawrence Payton
20 juni

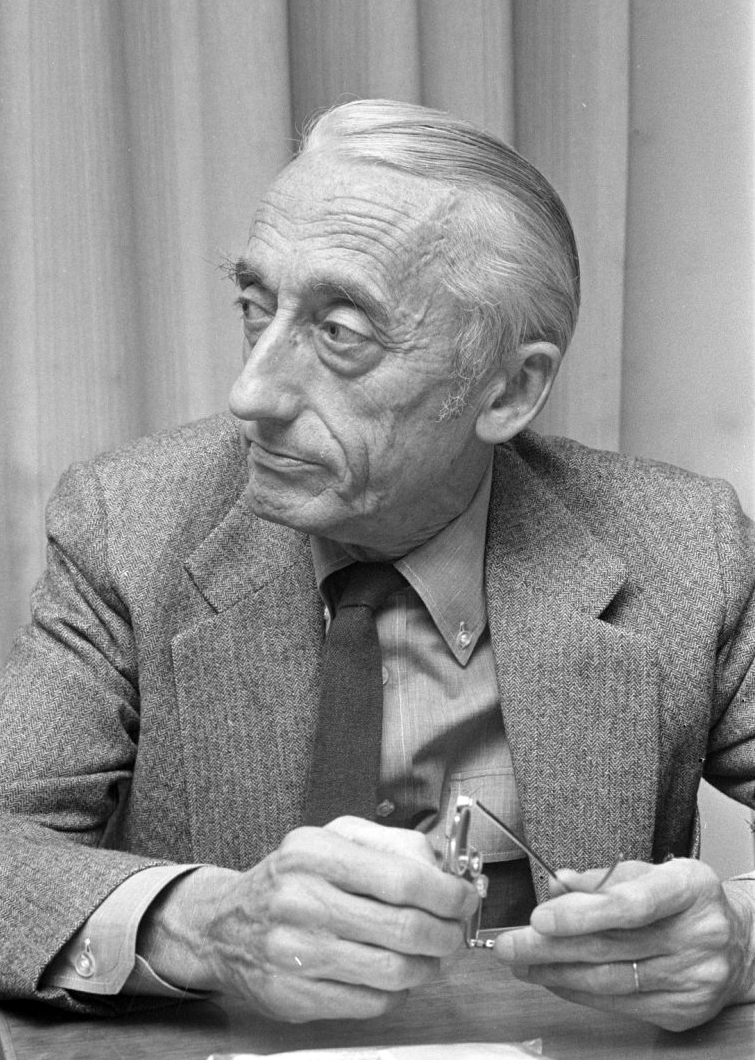
Jacques-Yves Cousteau
25 juni

| 1 | 2 | 3 | 4 | 5 | 6 | 7 | 8 | 9 | 10 | 11 | 12 | 13 | 14 | 15 | 16 | 17 | 18 | 19 | 20 | 21 | 22 | 23 | 24 | 25 | 26 | 27 | 28 | 29 | 30 |
| - | - | - | - | - | - | - | - | - | -- | -- | -- | -- | -- | -- | -- | -- | -- | -- | -- | -- | -- | -- | -- | -- | -- | -- | -- | -- | -- |

### 1 juni
- Veikko Väänänen (91), Fins taalkundige

### 2 juni
- Doc Cheatham (91),  Amerikaanse jazztrompettist
- Broos van Erp (63), Nederlands politicus

### 3 juni
- Bert Haars (83), Nederlands politica
- Frits Spies (66), Nederlands kaarsenmaker

### 4 juni
- Ané Doorson (70), Surinaams schrijver
- Ronnie Lane (51), Brits zanger en gitarist
- Johnny 'Hammond' Smith (63), Amerikaans jazzmusicus
- Gust Torfs (67), Belgisch zanger en tekstschrijver
- H.J. de Wijs (85), Nederlands mijnbouwkundige

### 5 juni
- Klazien Rotstein-van den Brink (78), Nederlands kruidenvrouw en televisiepersoonlijkheid

### 6 juni
- George Cammelbeeck (77), Nederlands politicus
- Eitel Cantoni (91), Uruguayaans autocoureur
- Magda Gabor (72), Amerikaans actrice

### 7 juni
- Arthur Prysock (68), Amerikaans zanger
- Jacques Canetti (88), Frans muziekuitgever

### 9 juni
- Bobby Burgess (67), Amerikaans jazzmusicus

### 10 juni
- Leo Fuld (84), Nederlands zanger

### 11 juni
- Kurt Stöpel (89), Duits wielrenner

### 12 juni
- Chuck Andrus (68), Amerikaans jazzmusicus
- Pieter d'Hont (80), Nederlands beeldhouwer
- Boelat Okoedzjava (73), Russisch schrijver, dichter en zanger

### 14 juni
- Richard Jaeckel (70), Amerikaans acteur

### 15 juni
- Jacob Laurens den Hollander (81), Nederlands militair
- Herman Schoonderwalt (65), Nederlands jazzmusicus en orkestleider

### 16 juni
- Rolf Ericson (74), Zweeds jazztrompettist
- Tom Søndergaard (53), Deens voetballer

### 17 juni
- Willy van der Putt (72), Nederlands beeldhouwer

### 18 juni
- Lev Kopelev (85), Sovjet-Russisch schrijver en dissident
- Edmond Leburton (82), Belgisch politicus
- Héctor Yazalde (51), Argentijns voetballer

### 19 juni
- Jan Dommering (83), Nederlands voetballer
- Robert Henrion (81), Belgisch schermer en politicus
- Franco Scaglione (80), Italiaans auto-ontwerper
- Stan Stasiak (60), Canadees professioneel worstelaar

### 20 juni
- John Akii-Bua (47), Oegandees atleet
- Henri Haest (70), Belgisch atleet
- Lawrence Payton (59), Amerikaans zanger

### 21 juni
- Fidel Velázquez (97), Mexicaans vakbondsleider

### 22 juni
- Ted Gärdestad (41), Zweeds zanger en musicus
- Don Henderson (64), Brits acteur

### 23 juni
- Wim Kremer (78), Nederlands politicus

### 24 juni
- Paul Lavalle (88), Amerikaans componist en dirigent
- Jacques Van der Schueren (75), Belgisch politicus

### 25 juni
- Jacques-Yves Cousteau (87), Frans duiker en filmer
- Romke de Vries (88), Nederlands architect

### 26 juni
- Israel Kamakawiwo'ole (38), Hawaïaans muzikant

### 27 juni
- Ken Richardson (85), Brits autocoureur
- Frans Verpoorten (73), Nederlands kunstenaar
- Ondino Viera (96), Uruguayaans voetbalcoach

### 28 juni
- Herman van Eyck (85), Nederlands ondernemer
- Chauncey Holt (75), Amerikaans CIA-agent
- Karel Reijnders (77), Nederlands letterkundige

### 29 juni
- William Hickey (68), Amerikaans acteur

### 30 juni
- Juliana Lievens (76), Belgisch bestuurster

## Juli

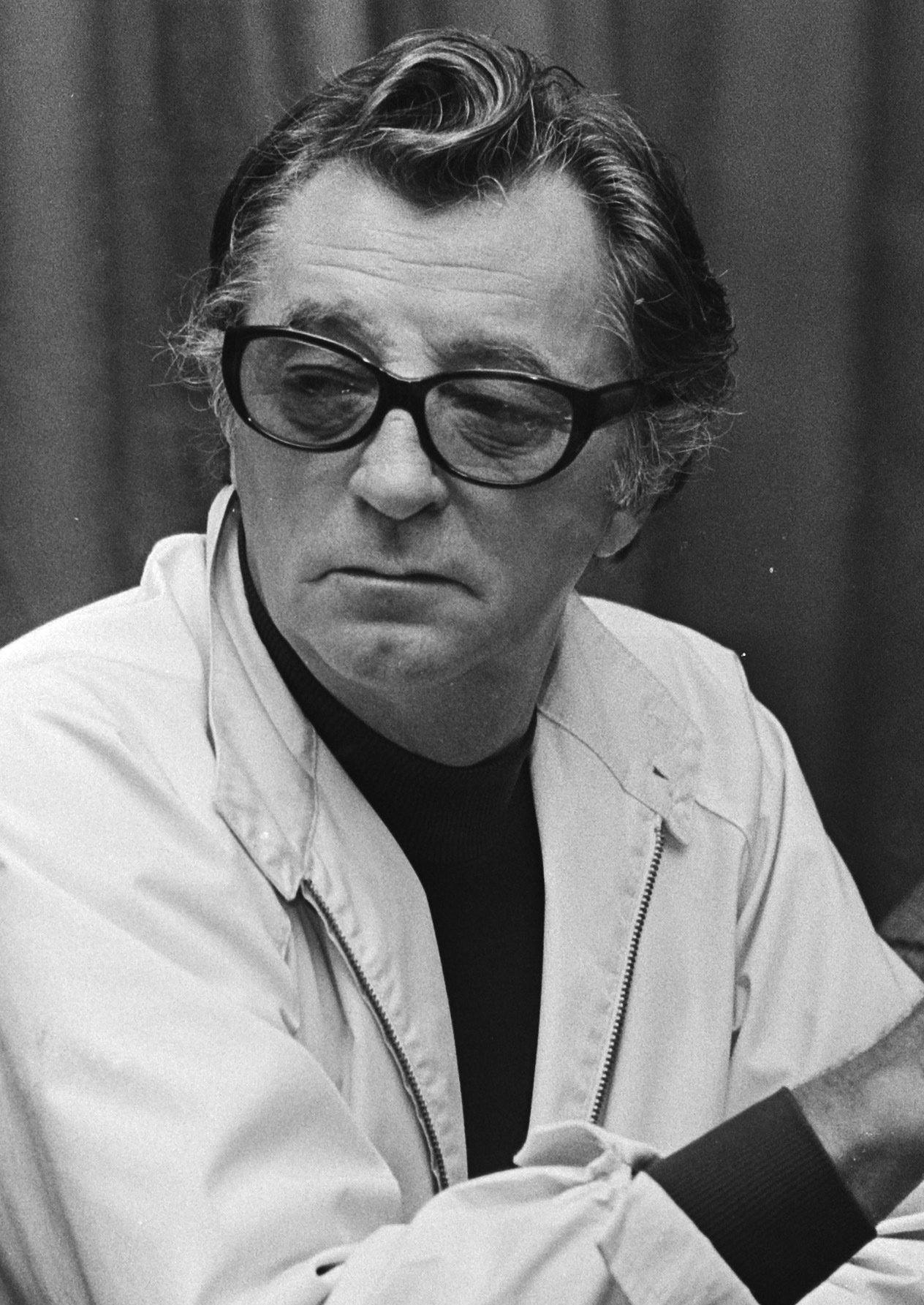
Robert Mitchum
1 juli

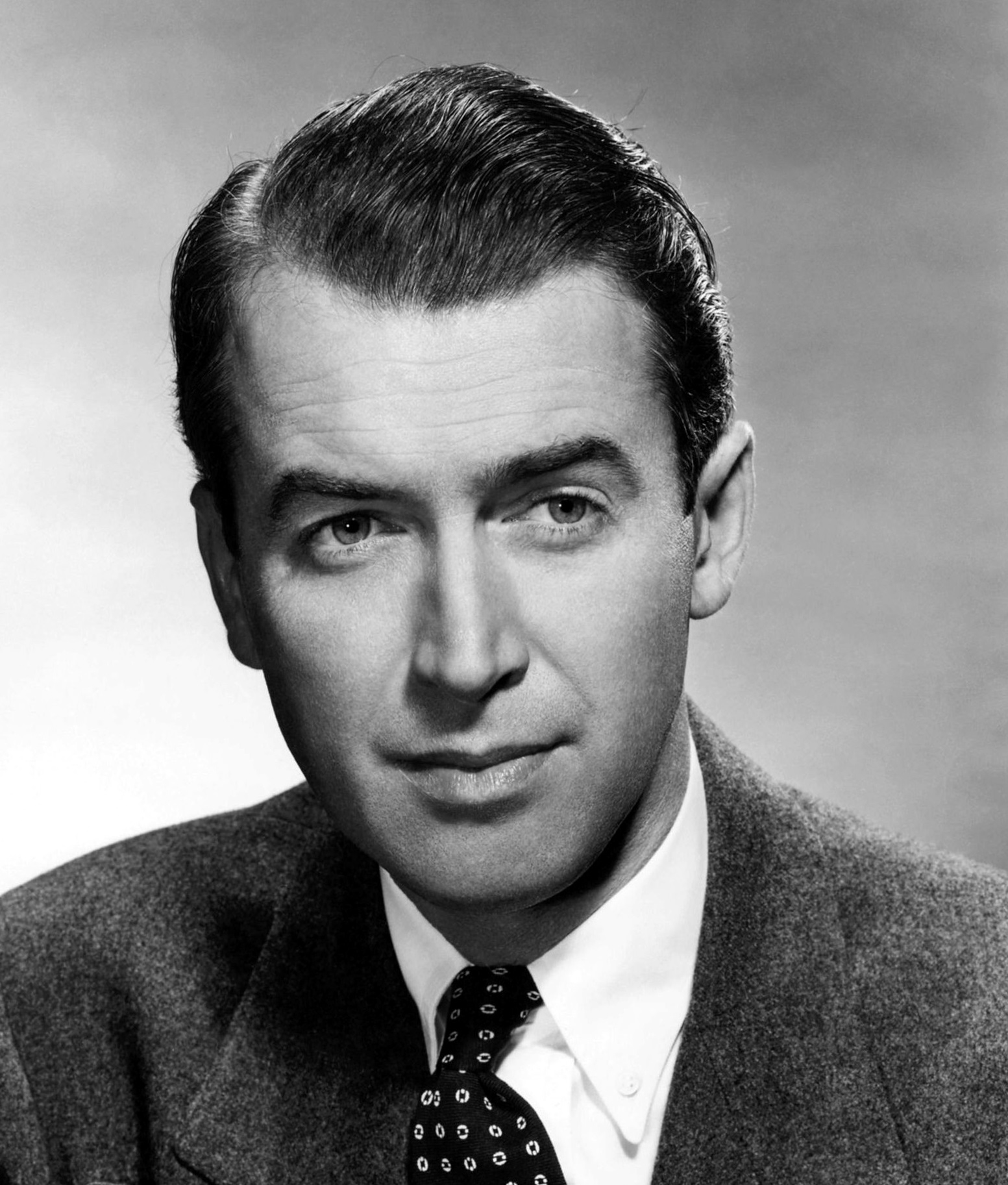
James Stewart
2 juli

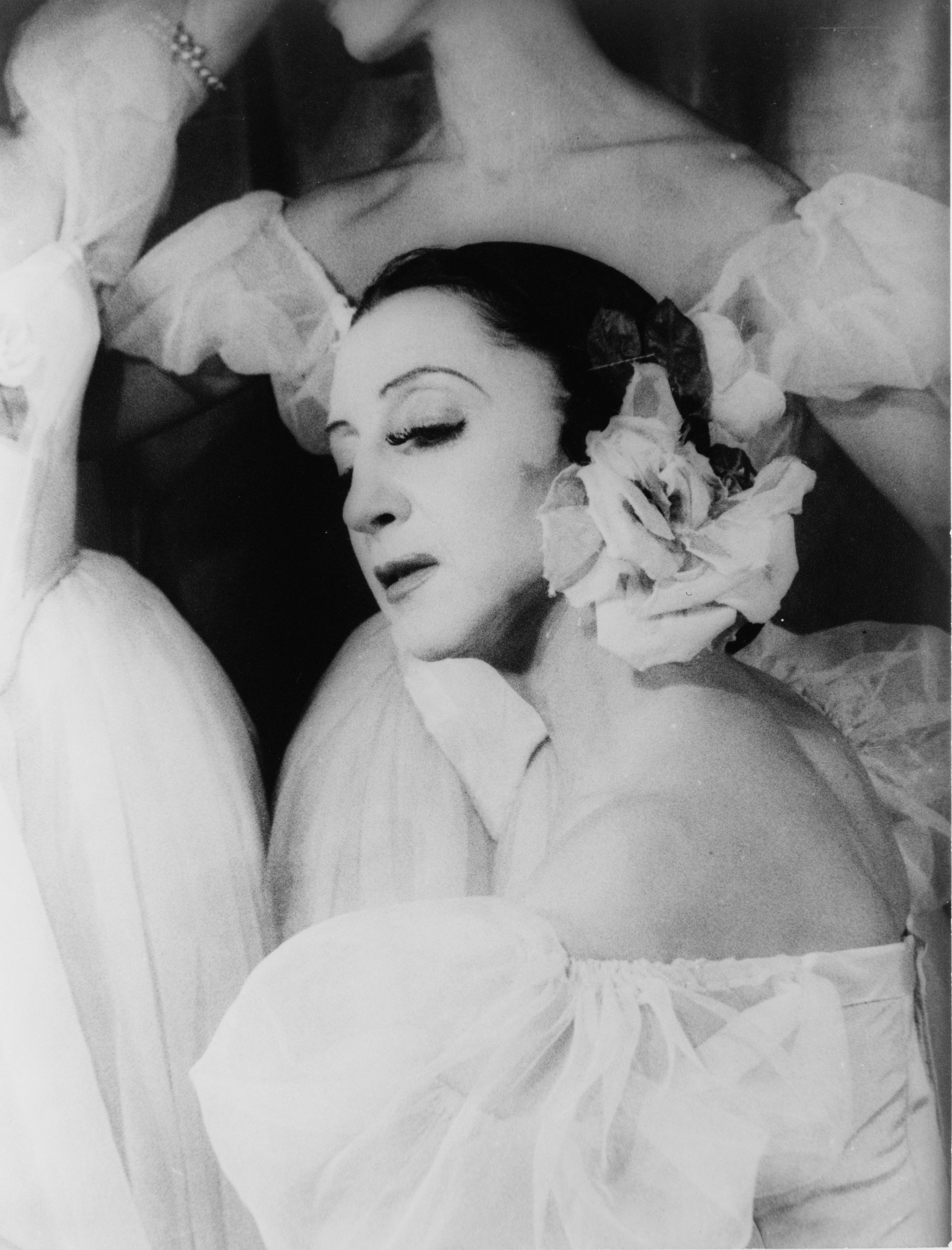
Aleksandra Danilova
13 juli

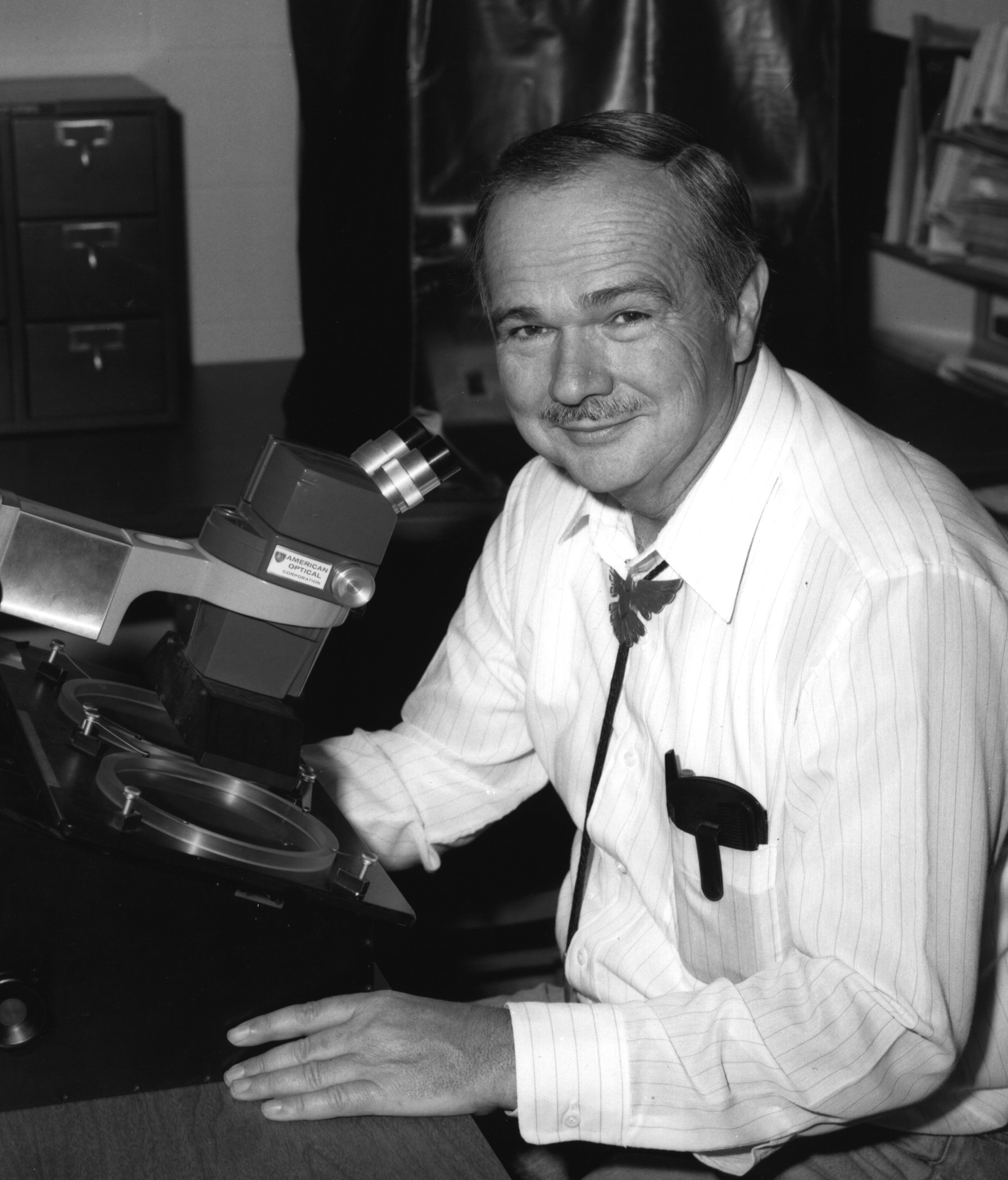
Eugene Shoemaker
18 juli

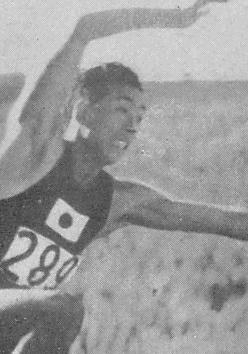
Chuhei Nambu
23 juli

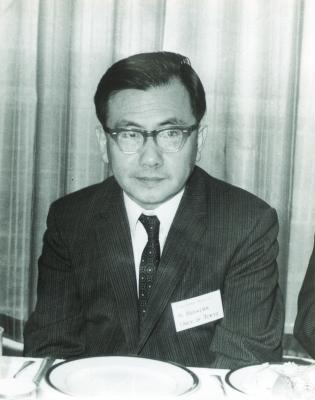
Kunihiko Kodaira
26 juli

| 1 | 2 | 3 | 4 | 5 | 6 | 7 | 8 | 9 | 10 | 11 | 12 | 13 | 14 | 15 | 16 | 17 | 18 | 19 | 20 | 21 | 22 | 23 | 24 | 25 | 26 | 27 | 28 | 29 | 30 | 31 |
| - | - | - | - | - | - | - | - | - | -- | -- | -- | -- | -- | -- | -- | -- | -- | -- | -- | -- | -- | -- | -- | -- | -- | -- | -- | -- | -- | -- |

### 1 juli
- Robert Mitchum (79), Amerikaans acteur
- Gerd Wiltfang (51), Duits springruiter

### 2 juli
- Suze Boschma-Berkhout (75), Nederlands beeldhouwster
- Gabriël van Heusden (80), Nederlands burgemeester
- James Stewart (89), Amerikaans acteur en militair

### 4 juli
- Bengt Danielsson (75), Zweeds antropoloog

### 5 juli
- Mrs. (Elva) Miller (89), Amerikaans zangeres
- Miguel Najdorf (87), Pools-Argentijns schaker

### 7 juli
- Mate Boban (57), Bosnisch-Kroatisch politicus
- Alfons De Winter (88), Belgisch voetballer

### 8 juli
- Dick van Dijk (51), Nederlands voetballer

### 9 juli
- Sandor Szondi (76), Belgisch politicus

### 11 juli
- Louis van Erp (79), Nederlands burgemeester

### 12 juli
- Magda Buckinx (64), Belgisch dichteres, schrijfster en journaliste
- Blas Chumacero (92), Mexicaans politicus en vakbondsleider
- François Furet (70), Frans historicus
- Dan Stanislawski (94), Amerikaans historisch-geograaf

### 13 juli
- Aleksandra Danilova (93), Russisch ballerina en danspedagoge

### 14 juli
- Ellen de Thouars (82), Nederlands actrice

### 15 juli
- Jeanne Driessen (105), Belgisch politica
- Gianni Versace (50), Italiaans modeontwerper

### 16 juli
- Dora Maar (89), Frans schilderes en fotografe

### 17 juli
- Hugo Gunckel Lüer (95), Chileens botanicus
- Pierre Toebente (77), Belgisch beeldhouwer en kunstschilder

### 18 juli
- Eugene Shoemaker (69), Amerikaans geoloog en astronoom

### 19 juli
- Ephrem Delmotte (92), Belgisch beiaardier

### 21 juli
- Sjaak Alberts (71), Nederlands voetballer
- Dungkar Lobsang Trinley (70), Tibetaans geschiedkundige en geestelijke

### 22 juli
- Jean-Jacques Herbulot (88), Frans zeiler en architect

### 23 juli
- Walter Behrendt (82), Duits politicus
- Andrew Cunanan (27), Amerikaans seriemoordenaar
- Andrea Domburg (74), Nederlands actrice
- Chuhei Nambu (93), Japans atleet

### 24 juli
- William Brennan (91), Amerikaans rechter

### 25 juli
- Ben Hogan (84), Amerikaans golfer

### 26 juli
- Rolf Julin (79), Zweeds waterpolospeler
- Kunihiko Kodaira (82), Japans wiskundige

### 27 juli
- Bert Garthoff (83), Nederlands radiopresentator
- Heinrich Liebe (89), Duits militair
- Jeff Rodyns (81), Belgisch violist en dirigent

### 30 juli
- Bảo Đại (83), 13e en laatste keizer van de Nguyendynastie
- Jakob Leutscher (70), Nederlands zakenman
- Charlotte van Pallandt (98), Nederlands beeldhouwster

### 31 juli
- Frans Schoubben (63), Belgisch wielrenner

## Augustus

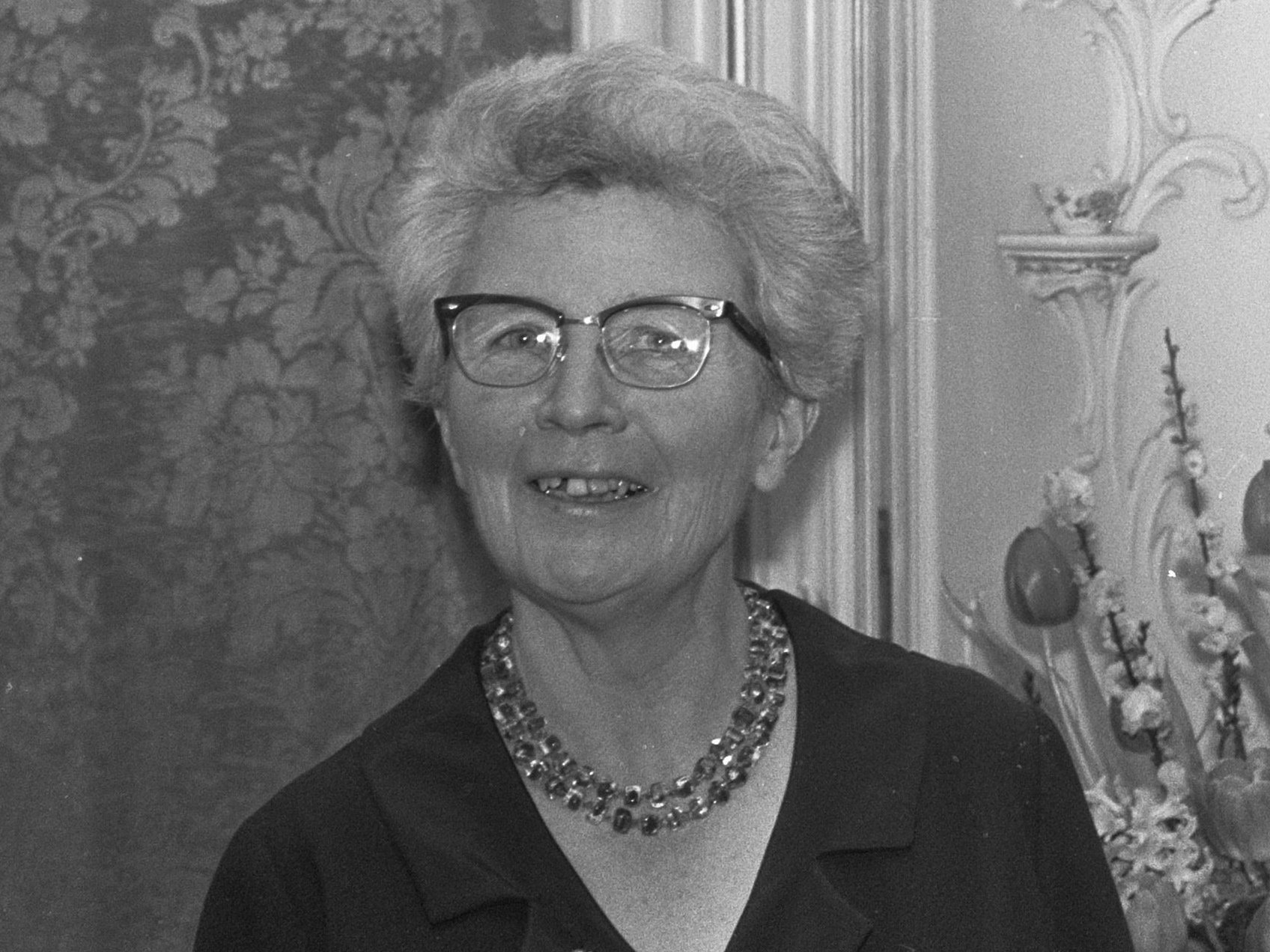
Ida Gerhardt
15 augustus

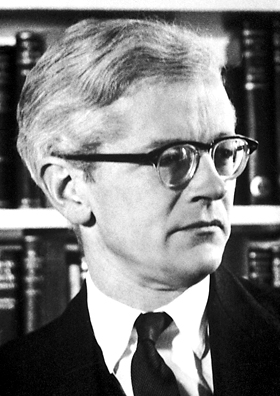
John Kendrew
23 augustus

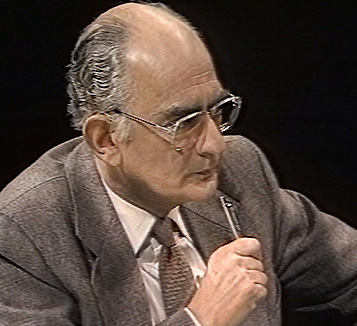
Jaap van Meekren
26 augustus

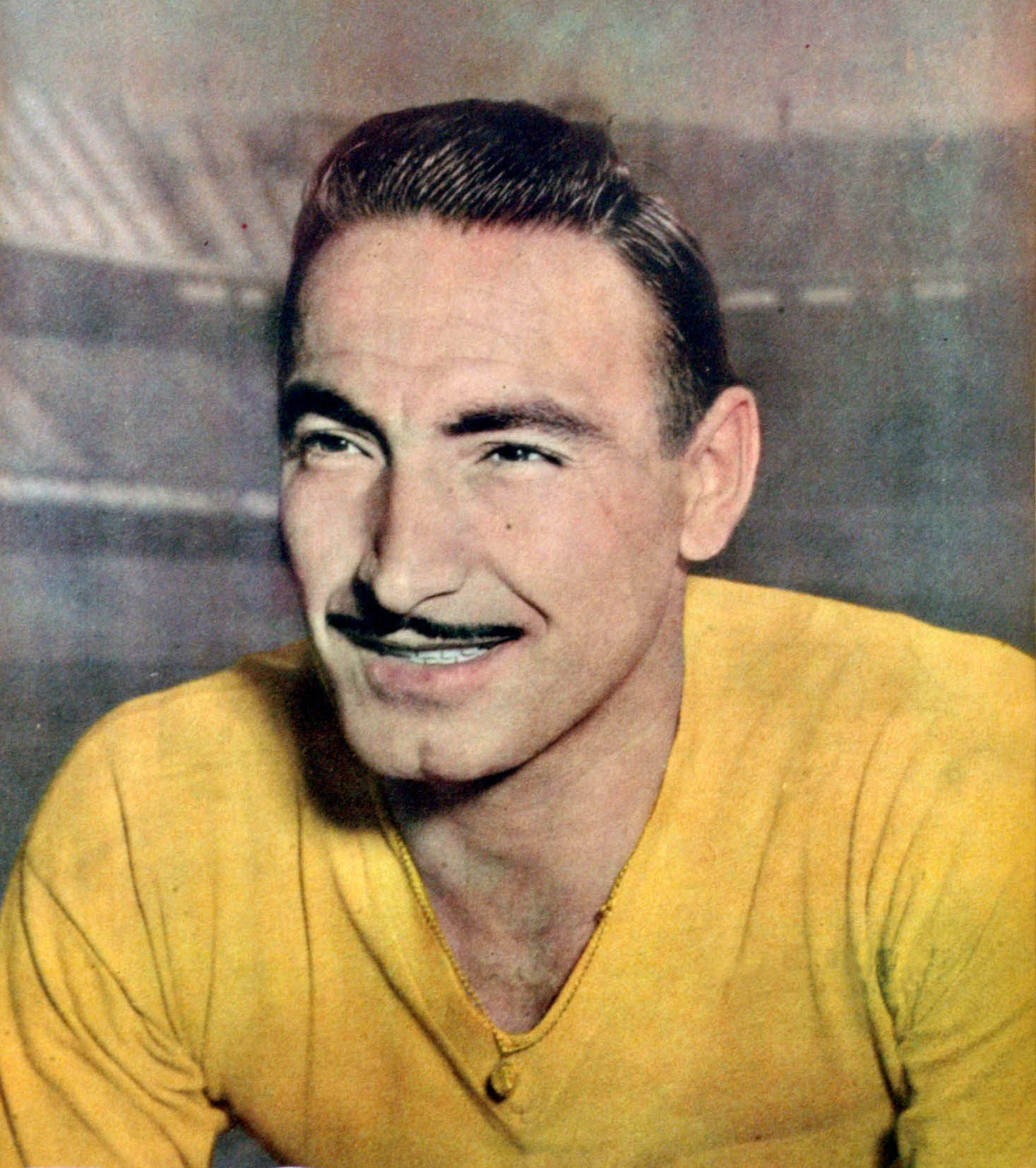
Julio Musimessi
27 augustus

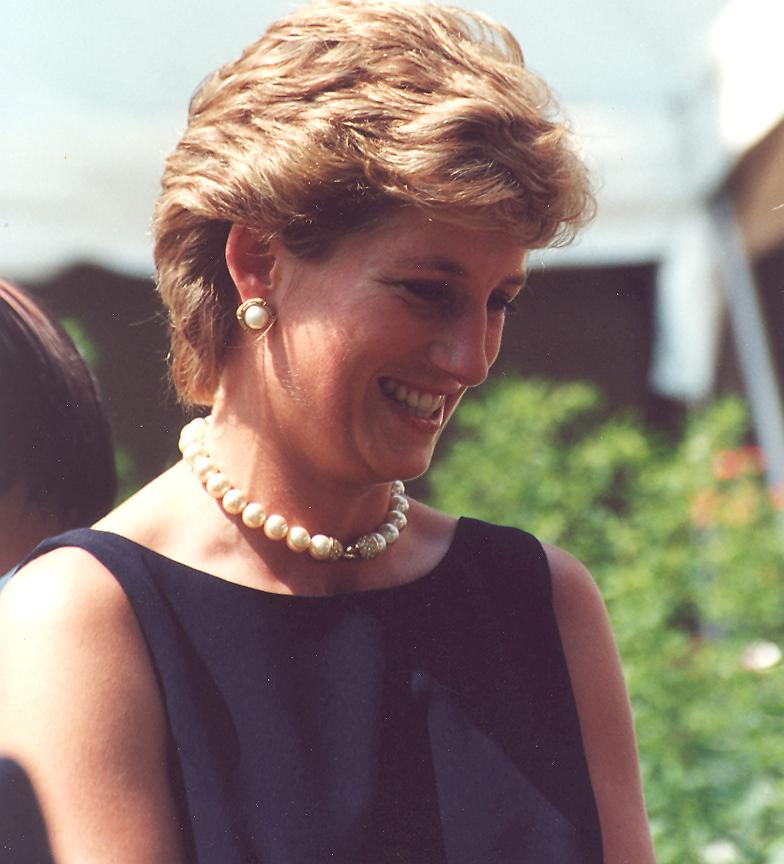
Diana Spencer
31 augustus

| 1 | 2 | 3 | 4 | 5 | 6 | 7 | 8 | 9 | 10 | 11 | 12 | 13 | 14 | 15 | 16 | 17 | 18 | 19 | 20 | 21 | 22 | 23 | 24 | 25 | 26 | 27 | 28 | 29 | 30 | 31 |
| - | - | - | - | - | - | - | - | - | -- | -- | -- | -- | -- | -- | -- | -- | -- | -- | -- | -- | -- | -- | -- | -- | -- | -- | -- | -- | -- | -- |

### 1 augustus
- Gérard van Blerk (73), Nederlands pianist
- Svjatoslav Richter (82), Russisch pianist

### 2 augustus
- William S. Burroughs (83), Amerikaans schrijver
- Fela Kuti (58), Nigeriaans zanger

### 3 augustus
- W.Th. Ellerman (60), Nederlands architect

### 4 augustus
- Etienne Bertrand (41), Belgisch politicus
- Jeanne-Louise Calment (122), Frans oudste mens van de wereld
- Jean-Claude Vidilles (68), Frans autocoureur

### 5 augustus
- Wim van Helden (91), Nederlands schrijver
- Hubert Leynen (88), Belgisch journalist, schrijver en politicus

### 6 augustus
- Berend Hendriks (79), Nederlands beeldend kunstenaar

### 9 augustus
- Max Blösch (89), Zwitsers handbalspeler
- Miguel Picó Biosca (76), Spaans componist

### 10 augustus
- Lodewijk Brouwers (96), Belgisch geestelijke
- Conlon Nancarrow (84), Amerikaans-Mexicaans componist

### 12 augustus
- Albert Béla Haas (85), Hongaars-Frans verzetsstrijder

### 13 augustus
- Raymond M. Lemaire (76), Belgisch kunsthistoricus en architect

### 14 augustus
- Geertje Roelinga-de Groot (110), oudste inwoner van Nederland

### 15 augustus
- Ida Gerhardt (92), Nederlands dichteres

### 16 augustus
- Ruth Dyson (80), Brits klavecimbelspeler en pianist
- Nusrat Fateh Ali Khan (48), Pakistaans zanger
- Robert Lang (80), Zwitsers wielrenner
- Jacques Pollet (75), Frans autocoureur
- Herman van der Spek (69), Nederlands verslaggever

### 19 augustus
- Lawrence Morgan (82), Australisch ruiter

### 21 augustus
- Joeri Nikoelin (75), Russisch acteur

### 23 augustus
- John Kendrew (80), Brits biochemicus en kristallograaf

### 24 augustus
- Luigi Villoresi (88), Italiaans autocoureur

### 25 augustus
- Joris Hardy (83), Belgisch politicus

### 26 augustus
- Jaap van Meekren (73), Nederlands televisiejournalist en -presentator

### 27 augustus
- Julio Musimessi (73), Argentijns voetballer

### 28 augustus
- Frank Bencriscutto (68), Amerikaans componist
- Robbert van den Bergh (84), Nederlands politicus
- Kees Buurman (63), Nederlands kunstenaar en dichter
- Frans Van der Elst (77), Belgisch politicus

### 30 augustus
- Ernest Wilimowski (81), Pools-Duits voetballer

### 31 augustus
- Dodi Fayed (42), Egyptisch ondernemer en filmproducent
- Diana Spencer (36), Brits prinses

## September

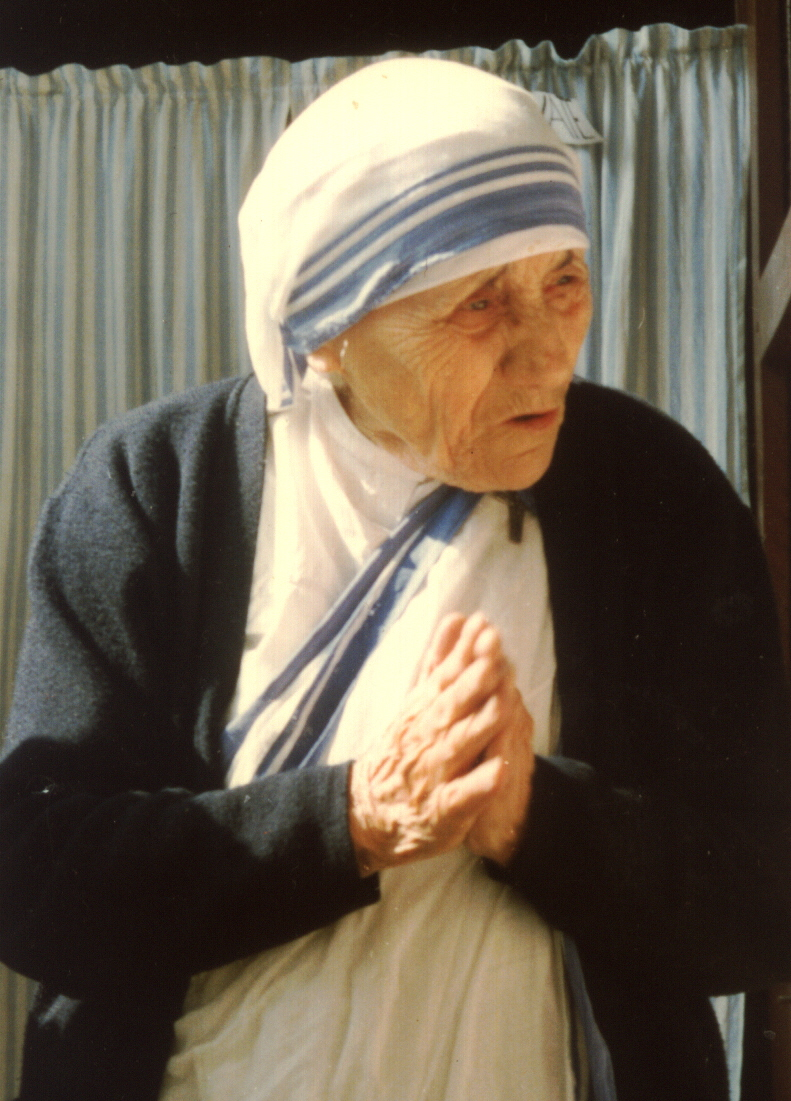
Moeder Teresa
5 september

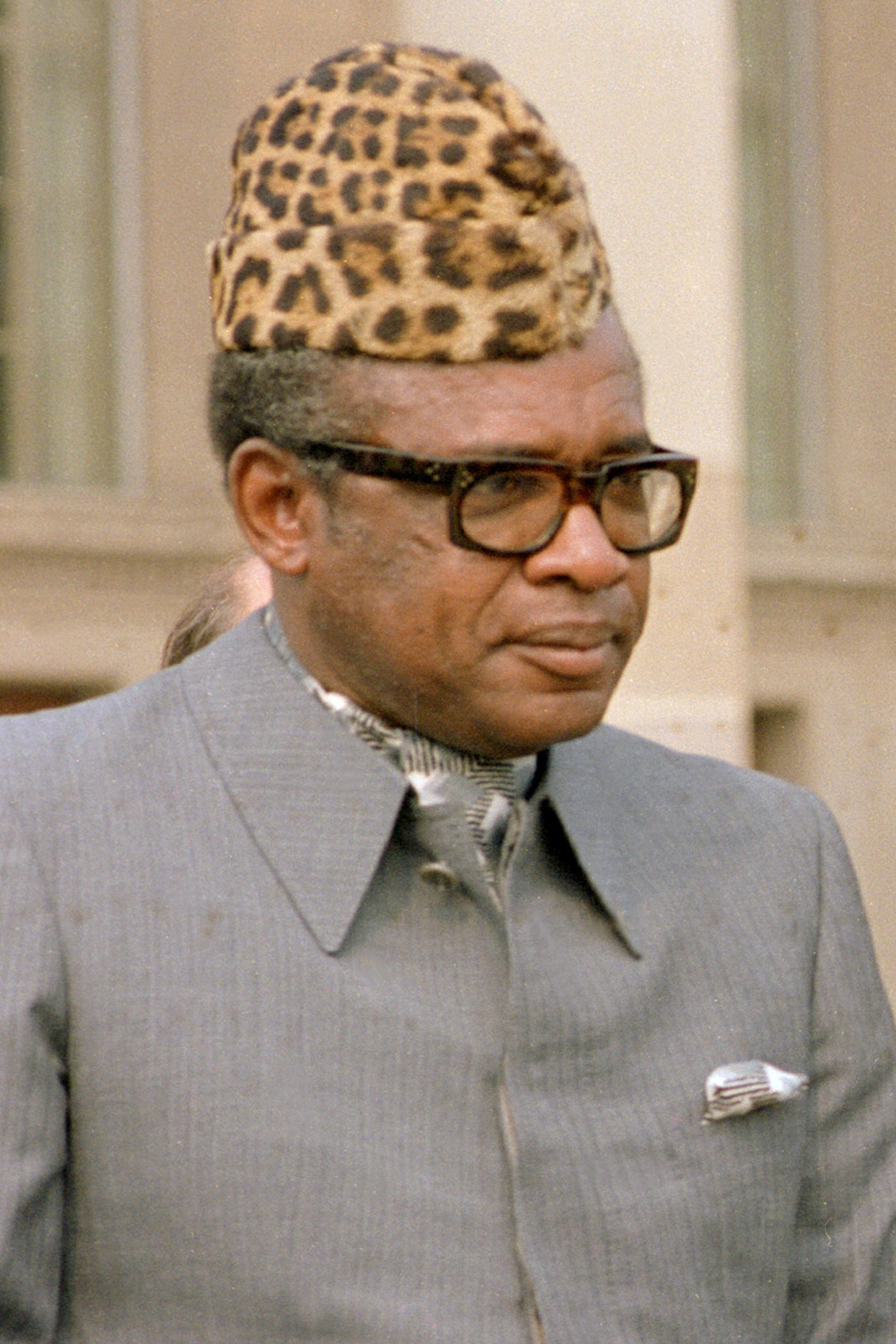
Mobutu Sese Seko
7 september

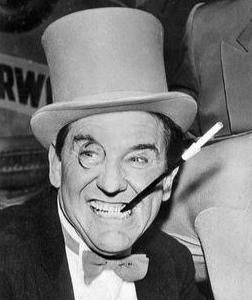
Burgess Meredith
9 september

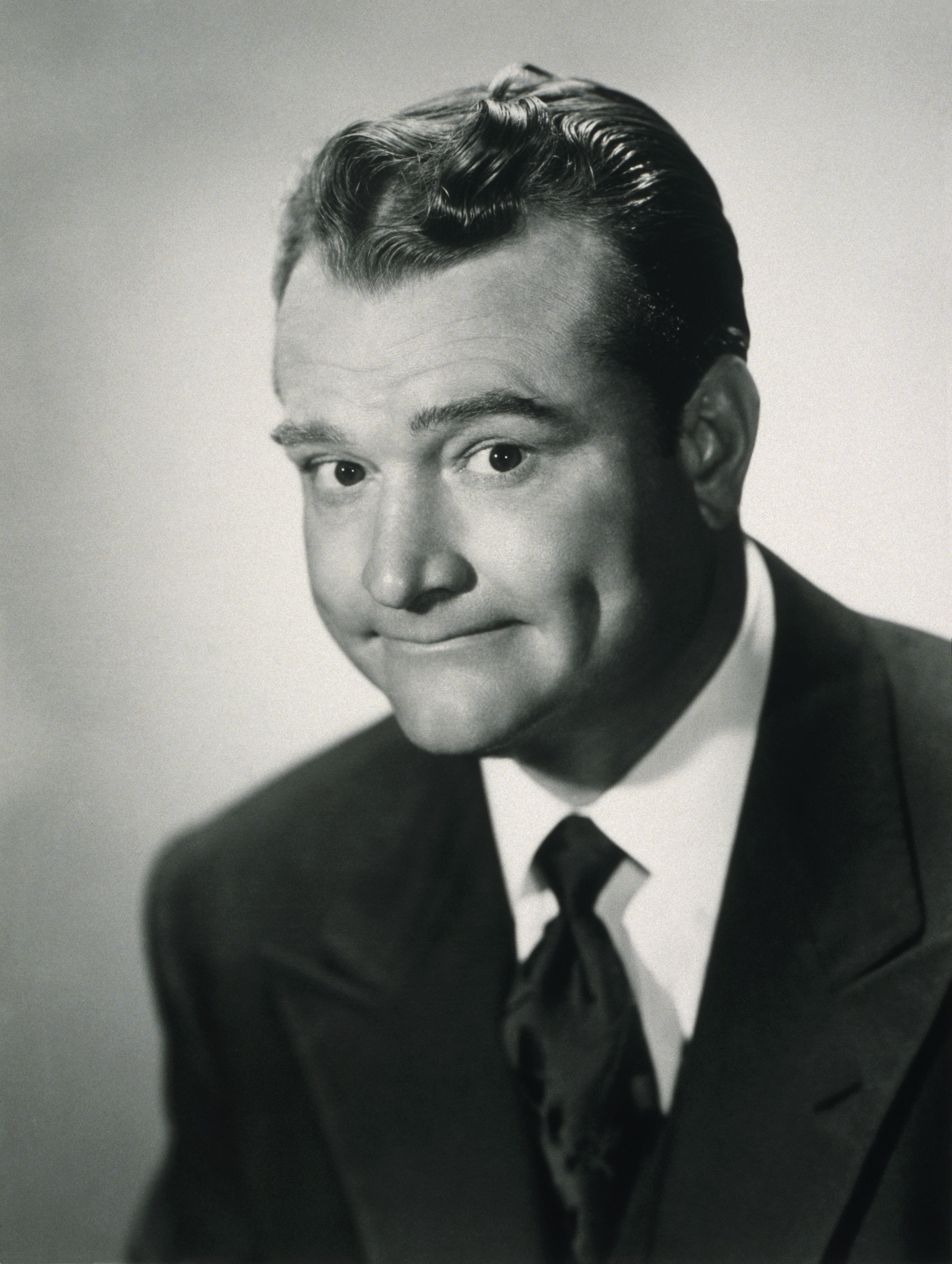
Red Skelton
17 september

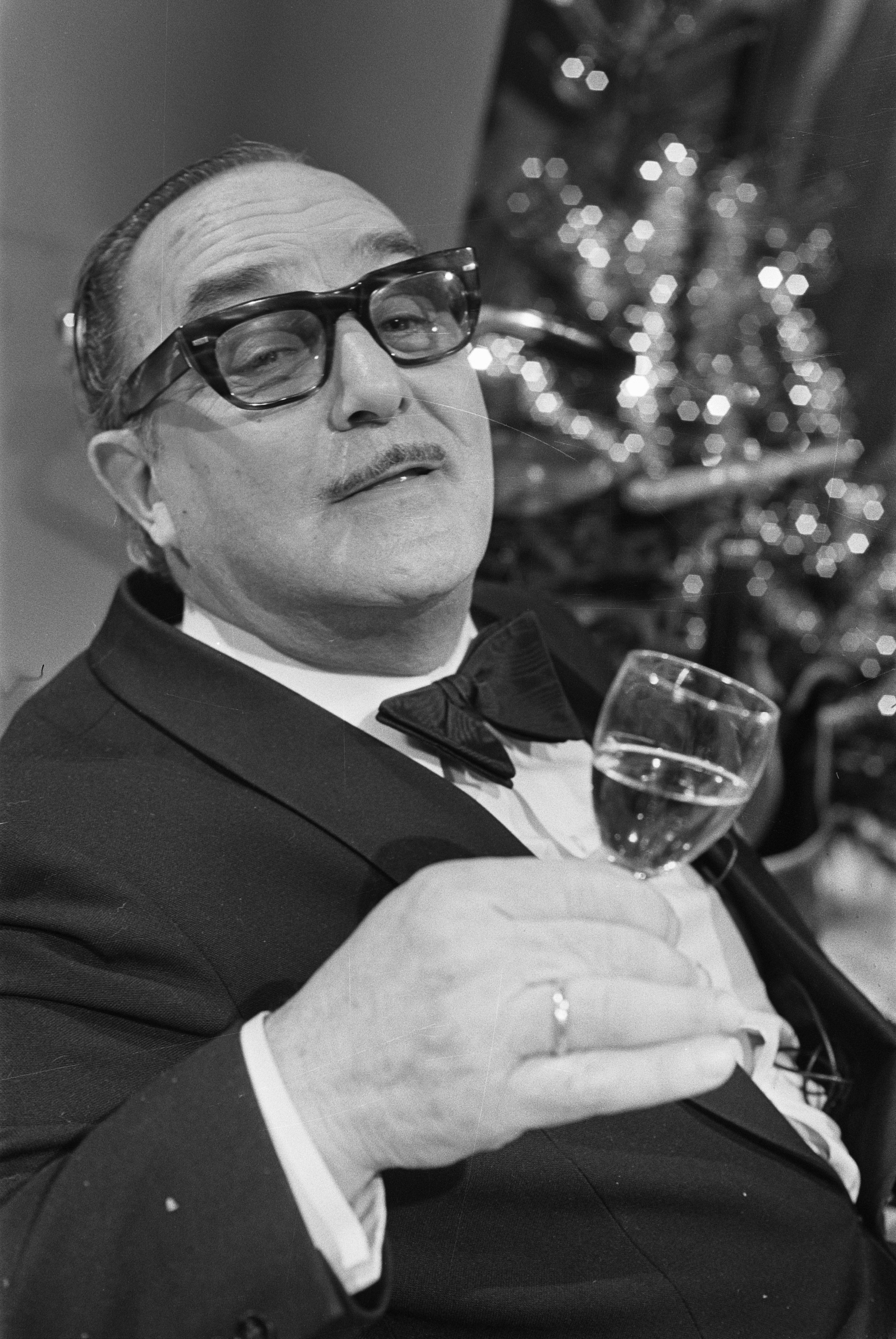
Dolf Brouwers
23 september

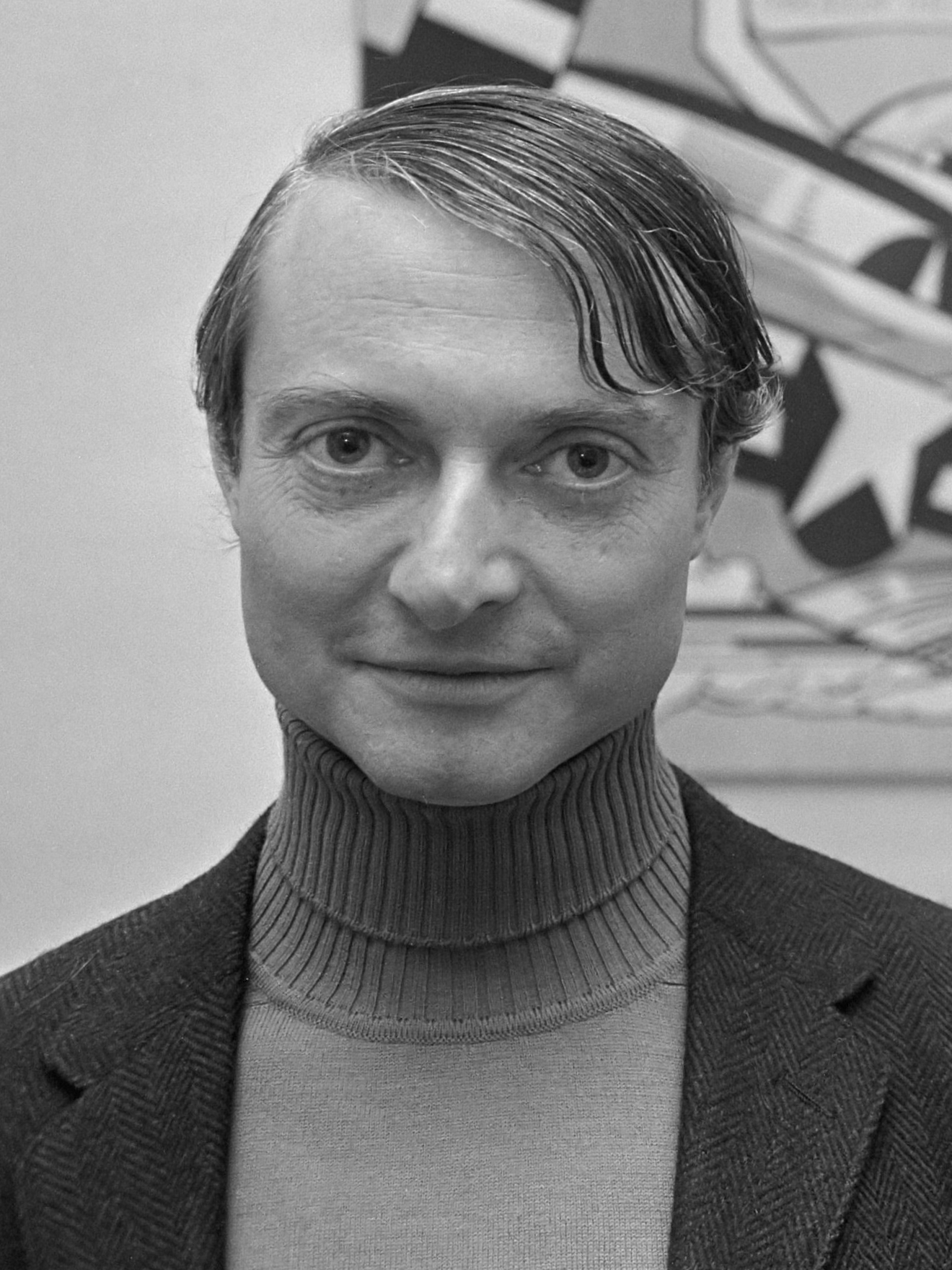
Roy Lichtenstein
29 september

| 1 | 2 | 3 | 4 | 5 | 6 | 7 | 8 | 9 | 10 | 11 | 12 | 13 | 14 | 15 | 16 | 17 | 18 | 19 | 20 | 21 | 22 | 23 | 24 | 25 | 26 | 27 | 28 | 29 | 30 |
| - | - | - | - | - | - | - | - | - | -- | -- | -- | -- | -- | -- | -- | -- | -- | -- | -- | -- | -- | -- | -- | -- | -- | -- | -- | -- | -- |

### 1 september
- Zoltán Czibor (68), Hongaars voetballer

### 2 september
- Viktor Frankl (92), Oostenrijks psychiater en holocaustoverlevende
- Warner T. Koiter (83), Nederlands werktuigbouwkundige
- Joop van Tijn (58), Nederlands journalist en hoofdredacteur

### 4 september
- Chuck Arnold (71), Amerikaans autocoureur
- W.L. Brugsma (75), Nederlands journalist
- Hans Eysenck (81), Brits psycholoog
- Gertrudes Johannes Resink (85) Nederlands-Indonesisch dichter en essayist
- Aldo Rossi (66), Italiaans architect
- Valentin Senger (78), Duits schrijver en journalist

### 5 september
- Heinz Luthringshauser (66), Duits motorcoureur
- Georg Solti (84), Hongaars dirigent
- Moeder Teresa (87), Albanees non en filantroop

### 7 september
- Mobutu Sese Seko (66), Zaïrees president
- Kees den Tex (81), Nederlands kunstenaar

### 8 september
- Derek Taylor (65), Brits journalist, schrijver, publicist en muziekproducent

### 9 september
- Rowland George (92), Brits roeier
- John Hackett (86), Brits militair en schrijver
- Burgess Meredith (89), Amerikaans acteur

### 10 september
- Theo Thurlings (80), Nederlands econoom en politicus
- Fritz Von Erich (68), Amerikaans professioneel worstelaar

### 12 september
- Stig Anderson (66), Zweeds muziekmanager
- Eleazar de Carvalho (85), Braziliaans componist en dirigent

### 14 september
- Willem Jacob Elias Crommelin (81), Nederlands burgemeester

### 15 september
- Jacob-Willem Munnikhuizen (79), Nederlands oorlogsmisdadiger

### 16 september
- Erich Fritz Reuter (86), Duits beeldhouwer

### 17 september
- Brian Hall (59), Brits acteur
- Red Skelton (84), Amerikaans acteur en komiek
- Jan P. Syse (66), Noors politicus

### 18 september
- Johan Maasbach (78), Nederlands evangelist

### 19 september
- Rich Mullins (41), Amerikaans muzikant en songwriter
- Siem Plooijer (74), Nederlands voetbaltrainer

### 20 september
- Virginia d'Albert-Lake (87), Amerikaans-Frans verzetsstrijder
- Max Heymans (79), Nederlands couturier

### 21 september
- Hendrik Fayat (91), Belgisch politicus
- Johan Havik (74), Nederlands collaborateur

### 23 september
- Johannes Anemaet (77), Nederlands militair
- Dolf Brouwers (85), Nederlands zanger en komiek
- Shirley Clarke (77), Amerikaans regisseuse

### 25 september
- Jean Françaix (85), Frans componist

### 27 september
- Willem Enklaar (83), Nederlands burgemeester

### 29 september
- Roy Lichtenstein (73), Amerikaans kunstenaar
- Fritz Schär (71), Zwitsers wielrenner

## Oktober

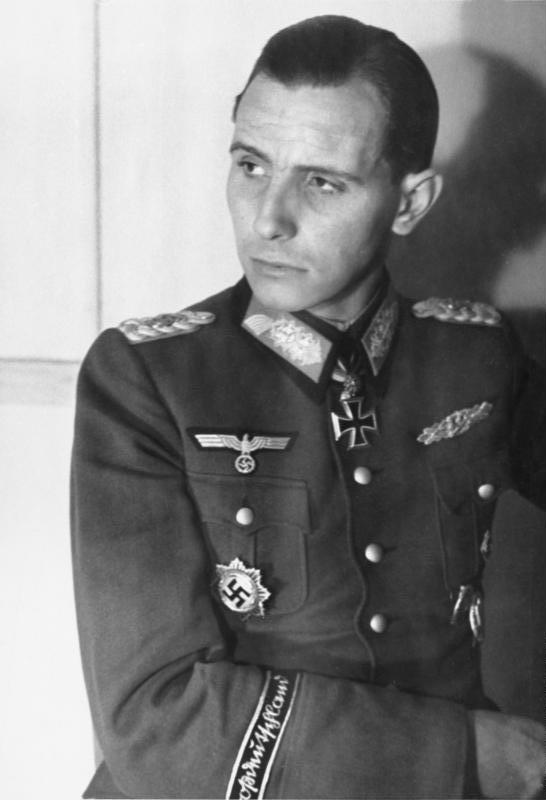
Otto Ernst Remer
4 oktober

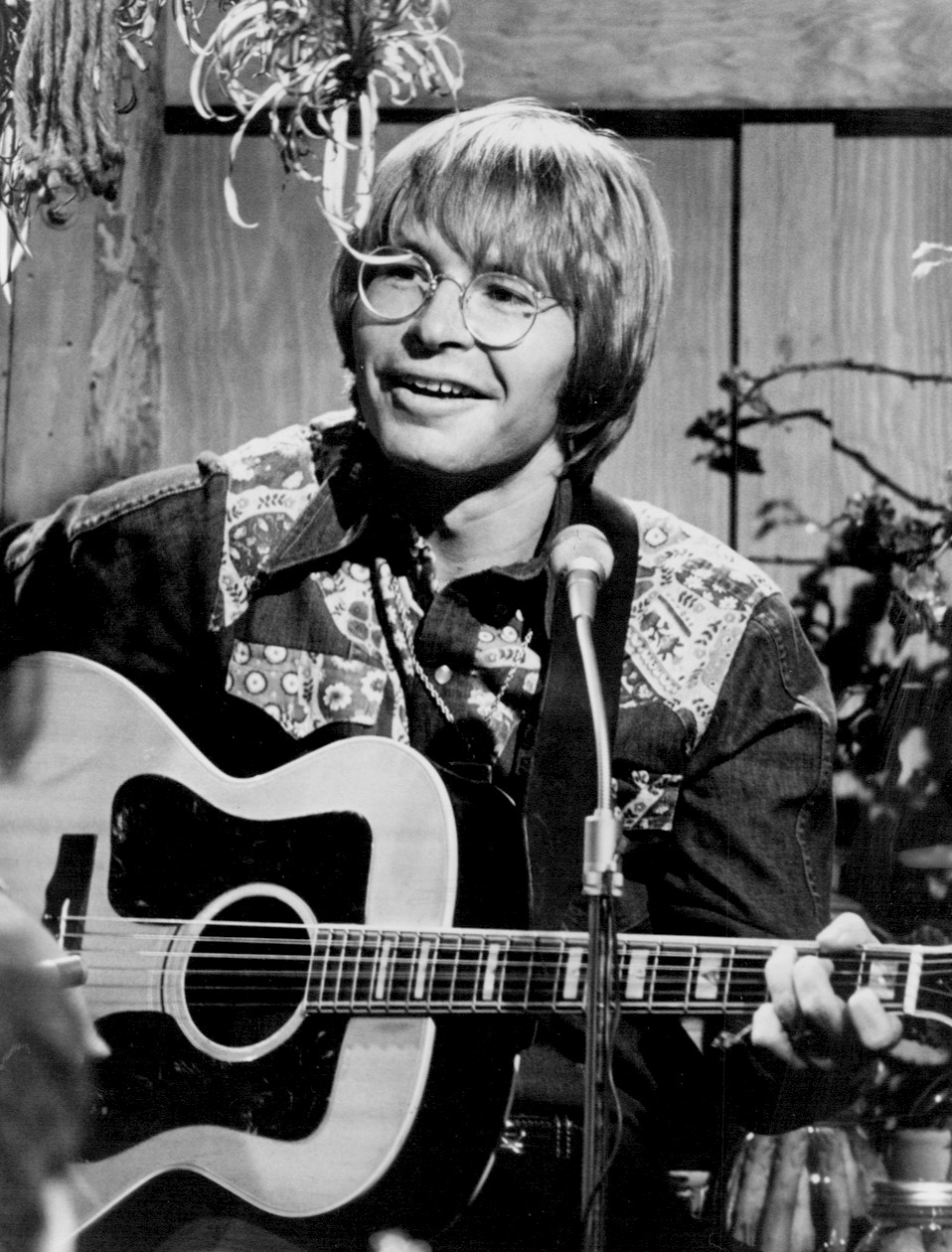
John Denver
12 oktober

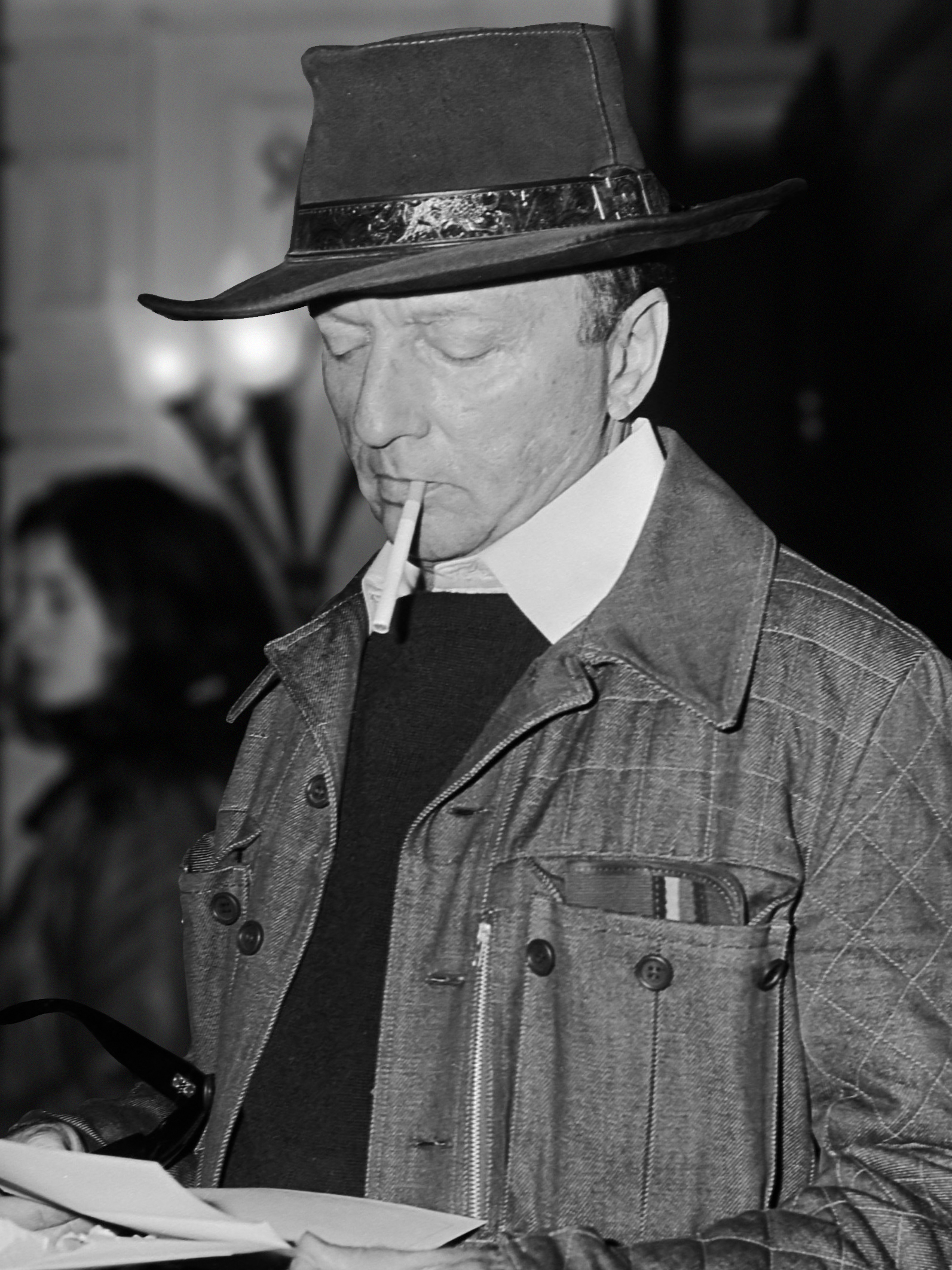
Harold Robbins
14 oktober

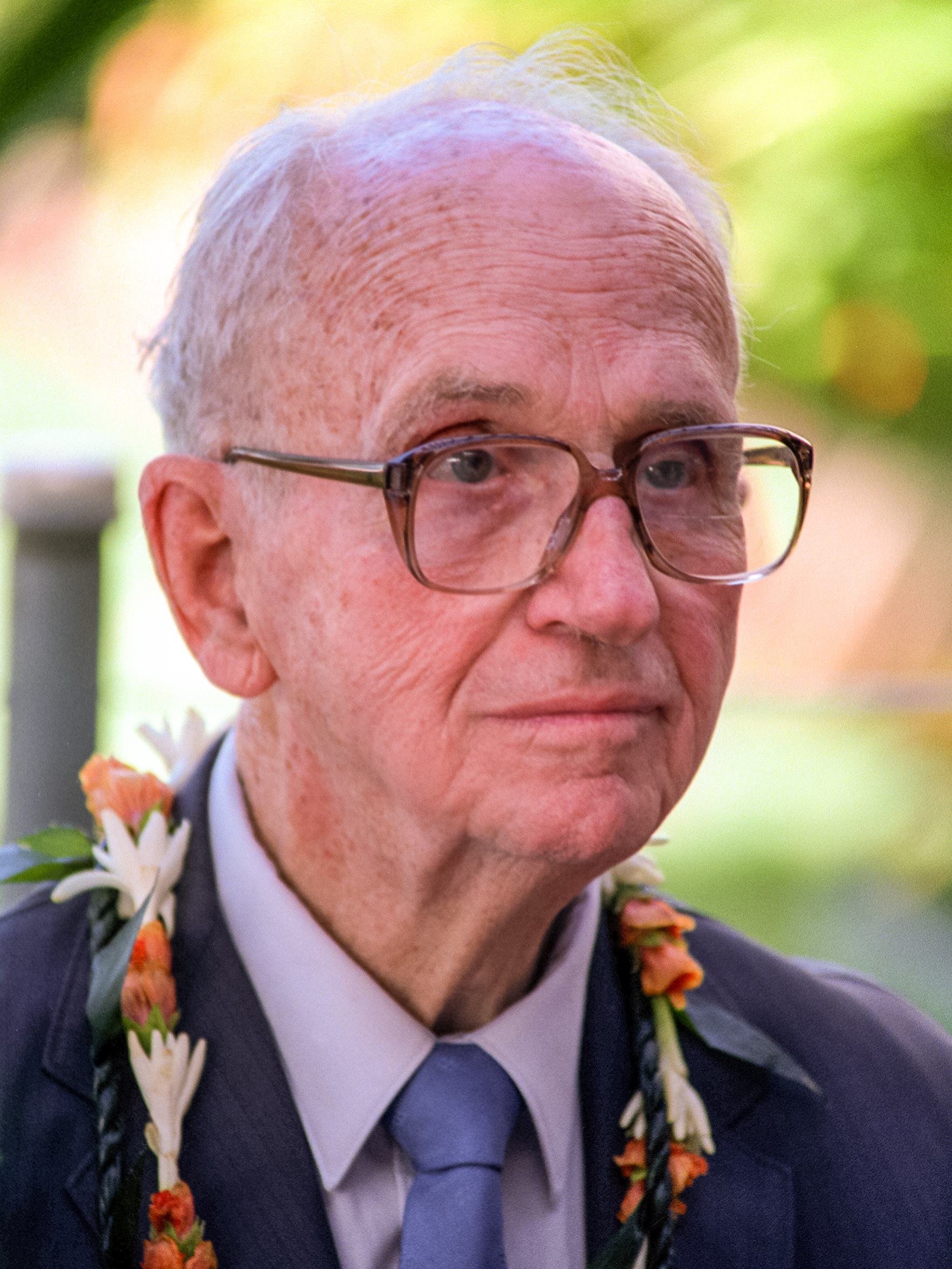
James A. Michener
16 oktober

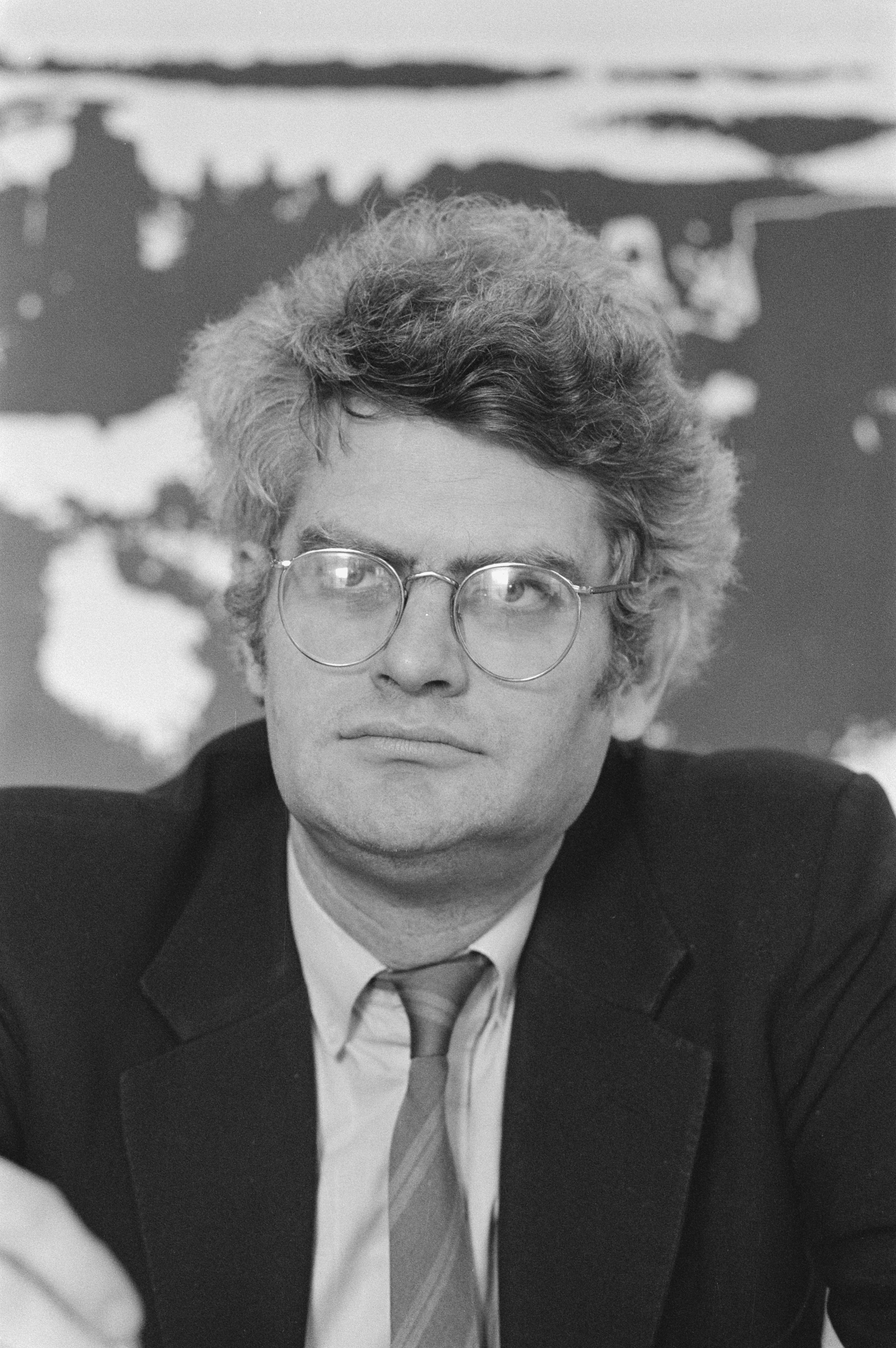
Maarten van Traa
21 oktober

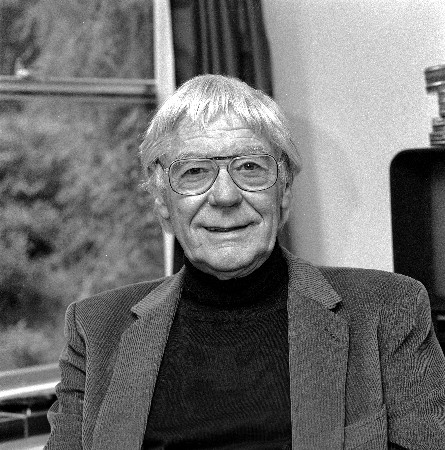
Bert Haanstra
23 oktober

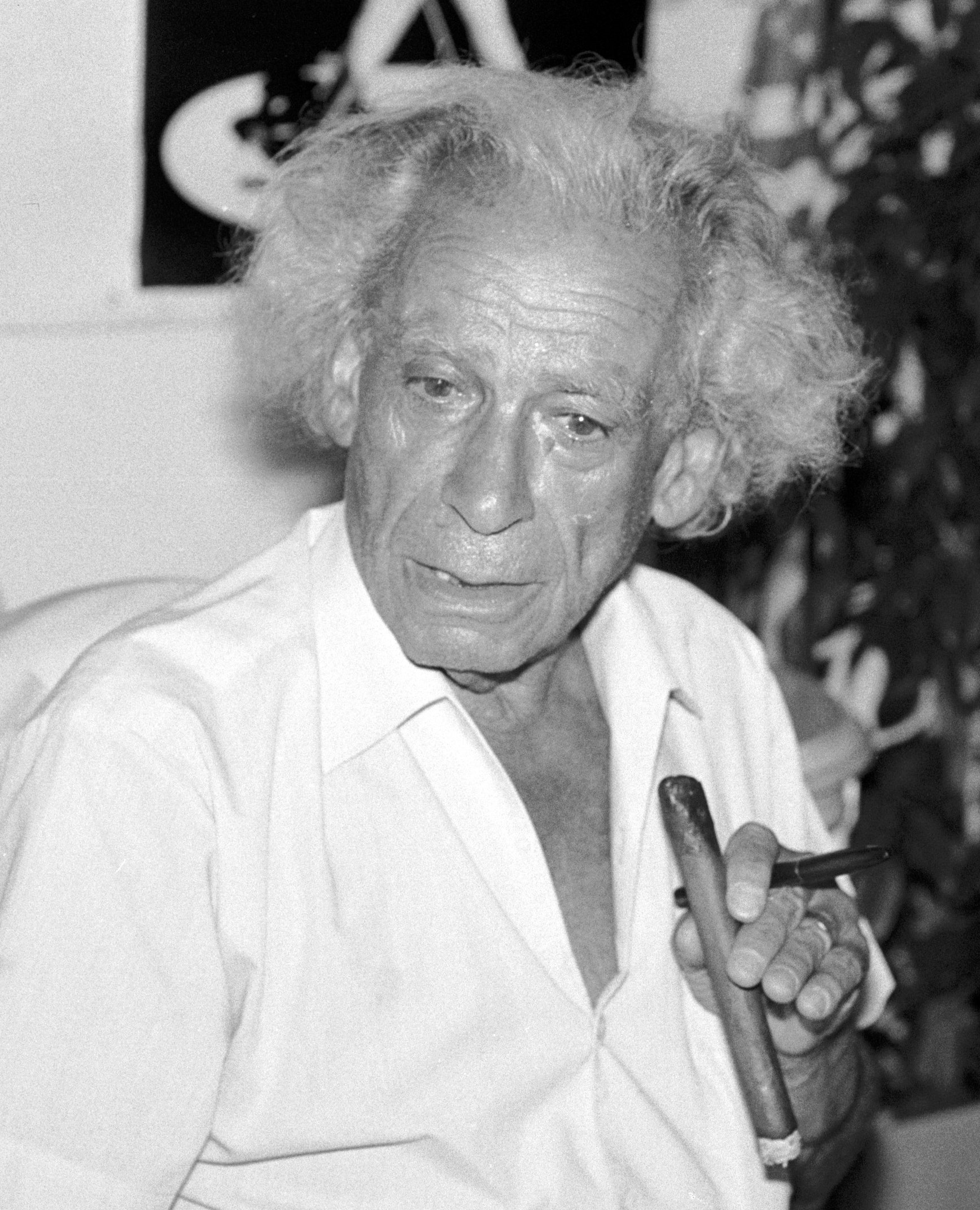
Samuel Fuller
30 oktober

| 1 | 2 | 3 | 4 | 5 | 6 | 7 | 8 | 9 | 10 | 11 | 12 | 13 | 14 | 15 | 16 | 17 | 18 | 19 | 20 | 21 | 22 | 23 | 24 | 25 | 26 | 27 | 28 | 29 | 30 | 31 |
| - | - | - | - | - | - | - | - | - | -- | -- | -- | -- | -- | -- | -- | -- | -- | -- | -- | -- | -- | -- | -- | -- | -- | -- | -- | -- | -- | -- |

### 1 oktober
- Corazon Agrava (82), Filipijns rechter
- Francisco Aramburu (75), Braziliaans voetballer bekend als Chico
- Béla Babai (83), Hongaars-Amerikaans muzikant

### 3 oktober
- Georges Glineur (85), Belgisch politicus
- Jarl Kulle (70), Zweeds acteur
- Phil Medley (81), Amerikaans songwriter

### 4 oktober
- Otto Ernst Remer (85), Duits militair
- Erard de Schaetzen (93), Belgisch politicus
- Gunpei Yokoi (56), Japans uitvinder

### 5 oktober
- Debbie Linden (36), Brits actrice
- Brian Pillman (35), Amerikaans professioneel worstelaar
- Bernard Yago (81), Ivoriaans kardinaal

### 6 oktober
- Jevgeni Chaldej (80), Oekraïens fotograaf

### 7 oktober
- Felicisimo Ampon (76), Filipijns tennisser

### 8 oktober
- Hans Tiemeijer (89), Nederlands acteur
- Ernesto P. Uruchurtu (91), Mexicaans politicus

### 12 oktober
- John Denver (53), Amerikaans countryzanger

### 13 oktober
- Karlis Irbitis (92), Lets vliegtuigontwerper
- Frans Verleyen (56), Belgisch journalist en schrijver

### 14 oktober
- Richard Mason (78), Brits schrijver
- Harold Robbins (81), Amerikaans schrijver

### 16 oktober
- James A. Michener (90), Amerikaans schrijver
- Olga van Griekenland en Denemarken (94), lid Joegoslavische koningshuis

### 18 oktober
- Ramiro Castillo (31), Boliviaans voetballer
- Fernand Fayolle (93), Frans wielrenner

### 20 oktober
- Henry Vestine (52), Amerikaans gitarist

### 21 oktober
- Lorenzo Sumulong (92), Filipijns politicus
- Maarten van Traa (52), Nederlands politicus

### 23 oktober
- Alfredo dos Santos (77), Braziliaans voetballer
- Bert Haanstra (81), Nederlands cineast
- Pinchas Lapide (74), Israëlisch diplomaat en theoloog

### 24 oktober
- Skip Alexander (79), Amerikaans golfer
- Don Messick (71), Amerikaans stemacteur

### 27 oktober
- Erik Visser (62), Nederlands politicus

### 28 oktober
- Klaus Wunderlich (66), Duits (elektronisch) organist

### 29 oktober
- Harry H.M. Ramakers (84), Nederlands componist en dirigent
- Anton Szandor LaVey (67), Amerikaans satanist

### 30 oktober
- Samuel Fuller (86), Amerikaans filmregisseur
- Ane Lieuwen (61), Nederlands burgemeester

### 31 oktober
- Bram Appel (76), Nederlands voetballer
- Jan Bastiaans (80), Nederlands psychiater
- Sidney Darlington (91), Amerikaans elektrotechnicus en uitvinder
- Tadeusz Janczar (69), Pools acteur

## November

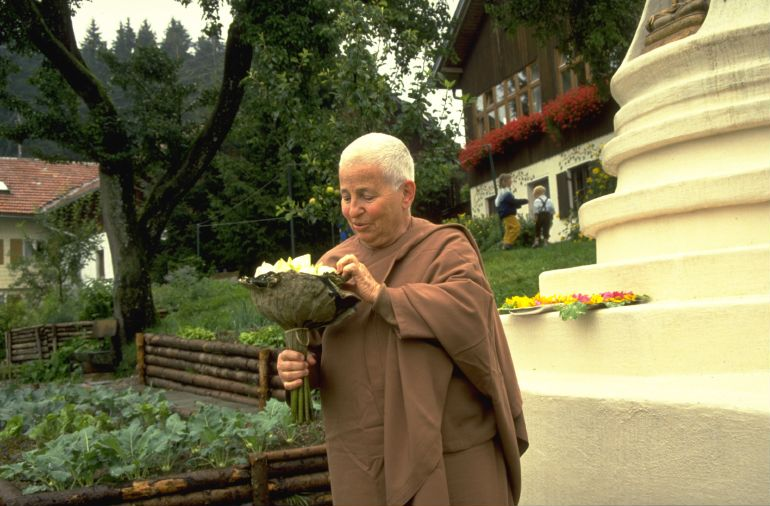
Ayya Khema
2 november

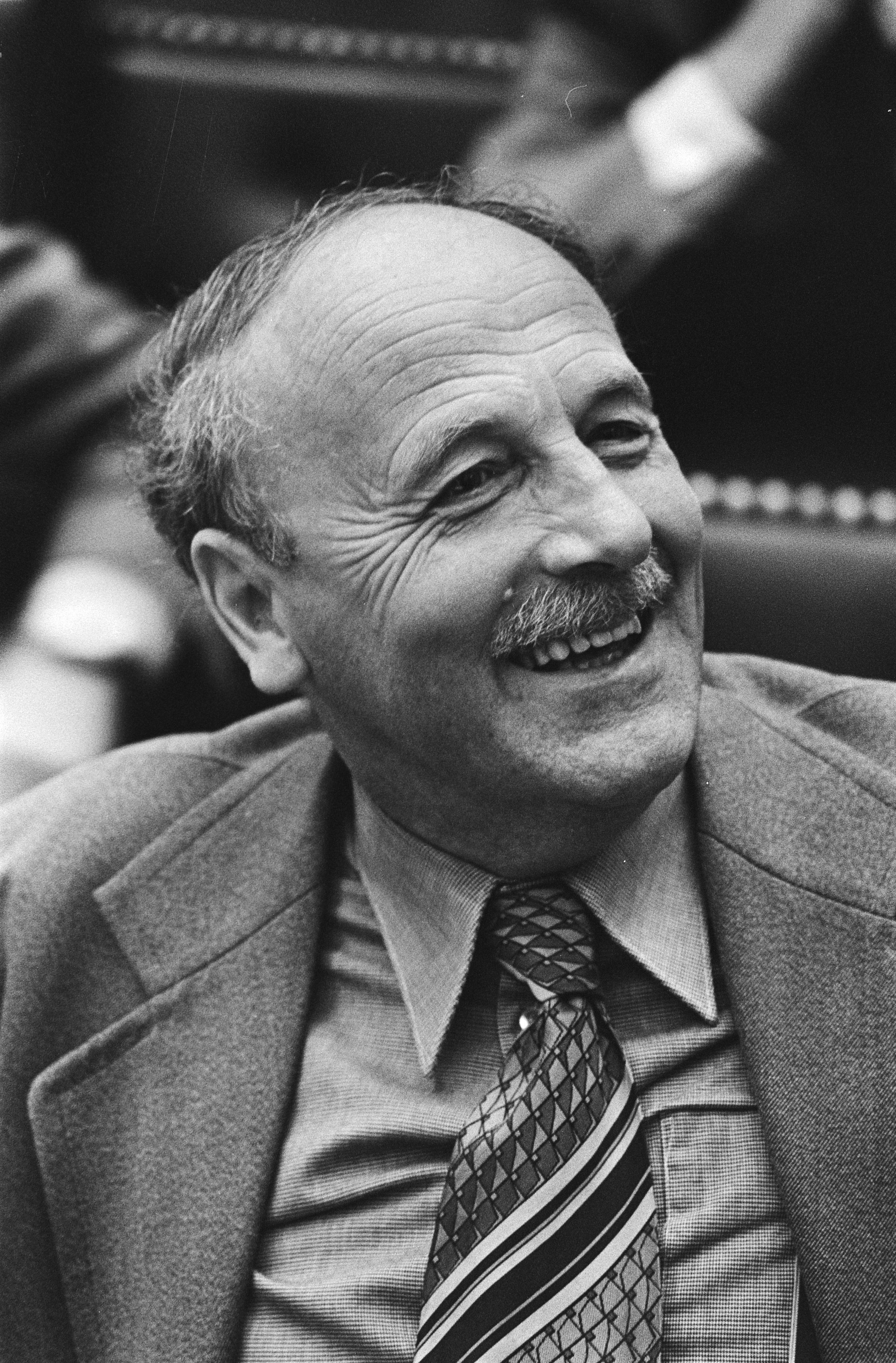
Maarten Schakel sr.
13 november

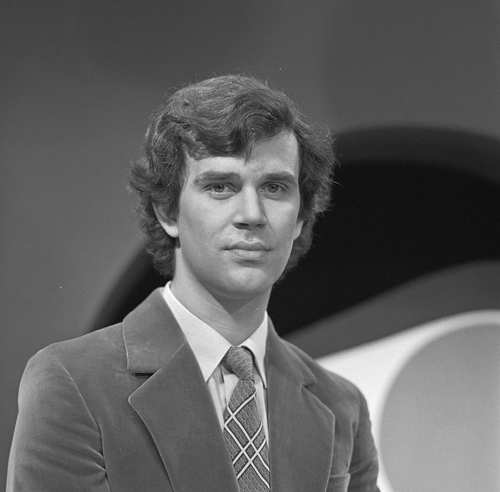
Coen van Vrijberghe de Coningh
15 november

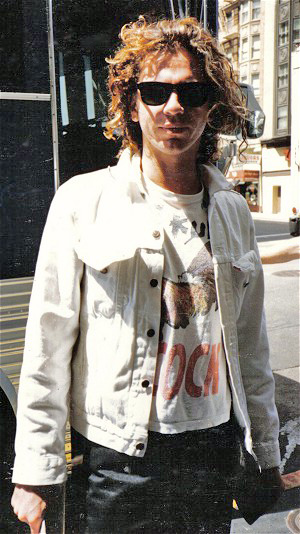
Michael Hutchence
22 november

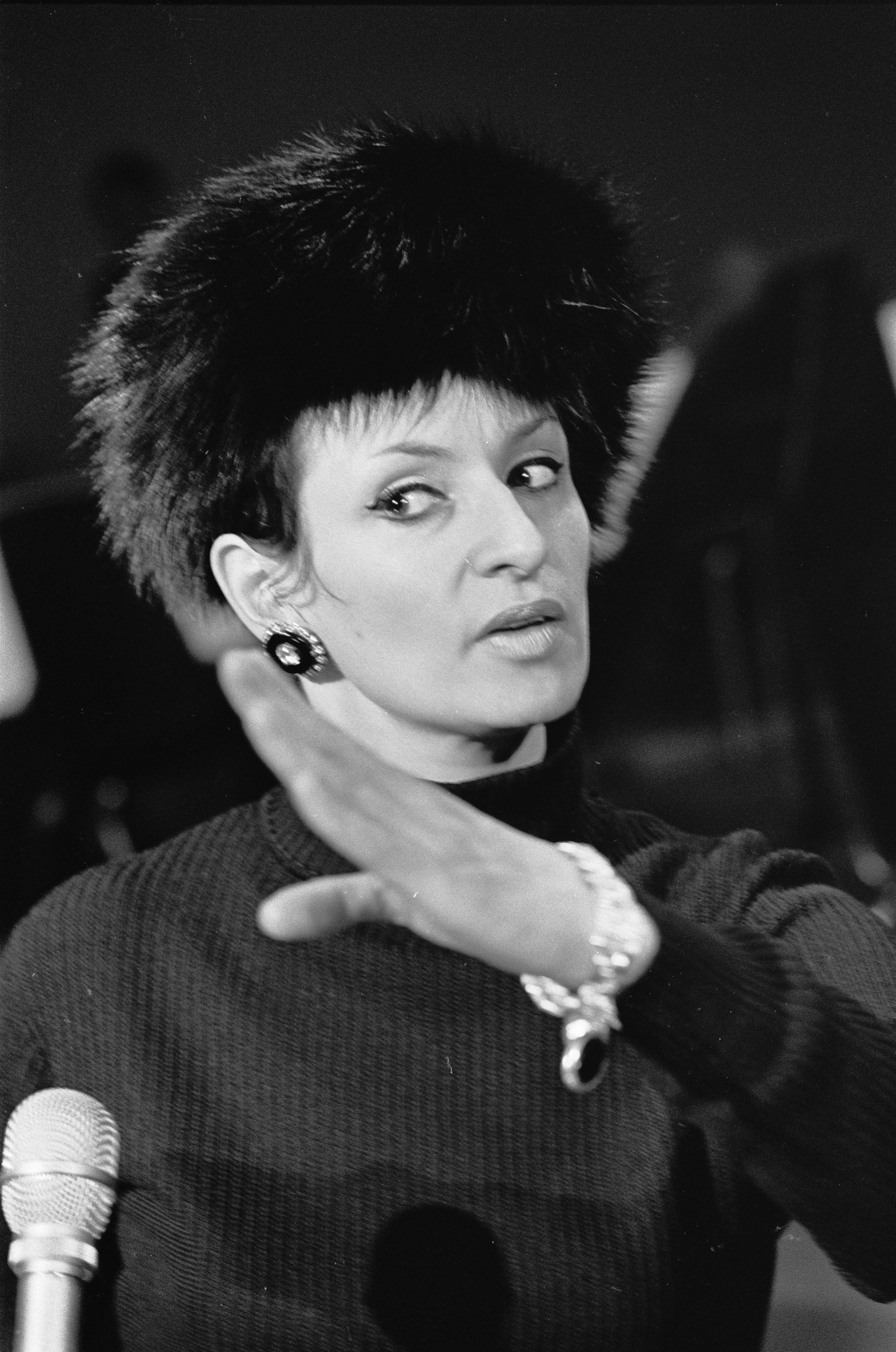
Barbara
23 november

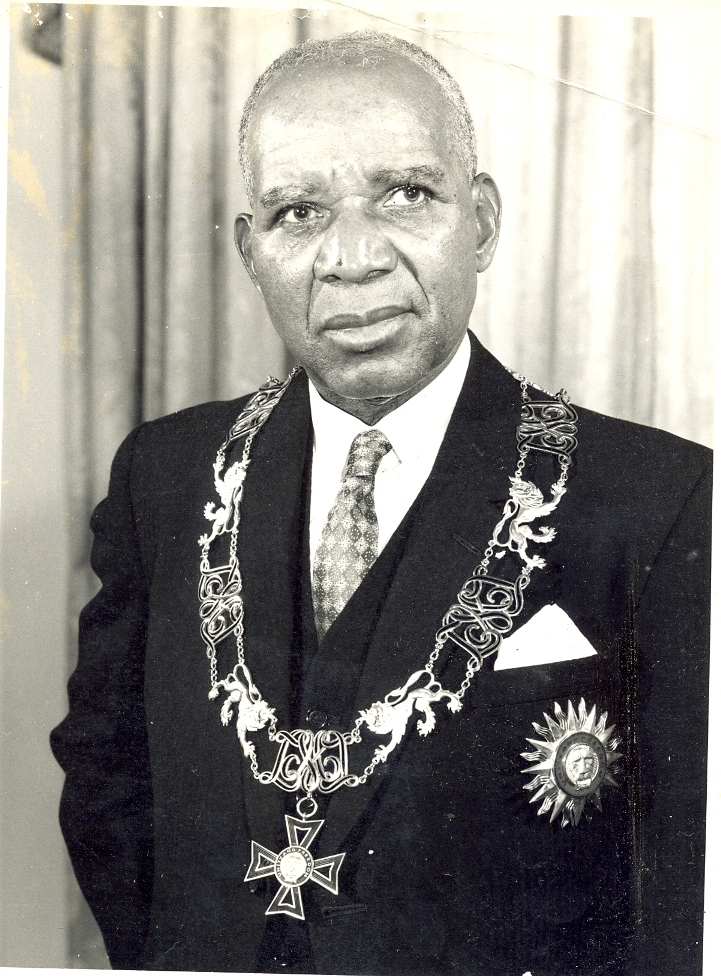
Hastings Kamuzu Banda
25 november

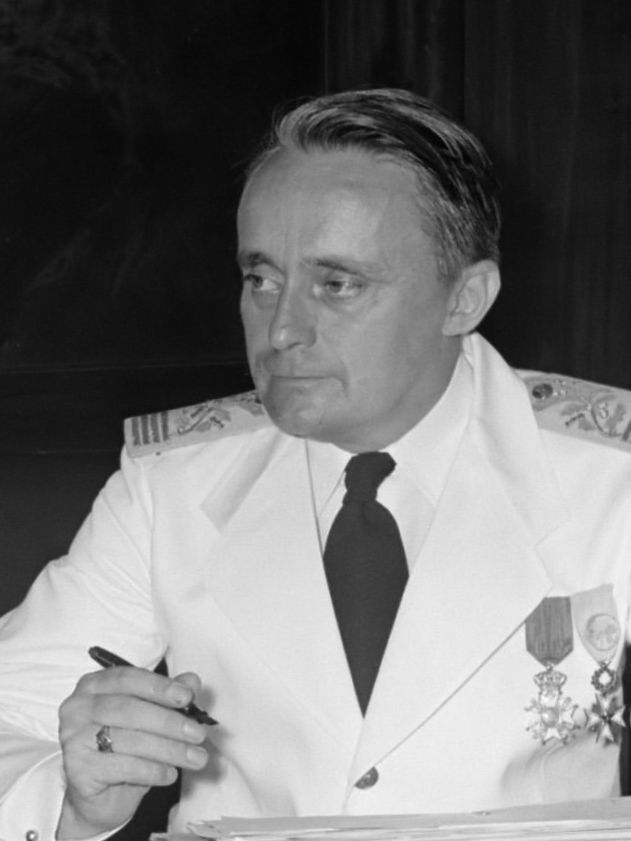
Jan Klaasesz
29 november

| 1 | 2 | 3 | 4 | 5 | 6 | 7 | 8 | 9 | 10 | 11 | 12 | 13 | 14 | 15 | 16 | 17 | 18 | 19 | 20 | 21 | 22 | 23 | 24 | 25 | 26 | 27 | 28 | 29 | 30 |
| - | - | - | - | - | - | - | - | - | -- | -- | -- | -- | -- | -- | -- | -- | -- | -- | -- | -- | -- | -- | -- | -- | -- | -- | -- | -- | -- |

### 2 november
- Ayya Khema (74), Duits boeddhistisch geestelijke

### 4 november
- Richard Hooker (73), Amerikaans schrijver

### 5 november
- Isaiah Berlin (88), Brits filosoof
- Ab Goubitz (87), Nederlands radiopresentator

### 6 november
- Li Haopei (91), Chinees rechtsgeleerde
- Anne Stine Ingstad (79), Noors archeologe

### 7 november
- Laurens Bisscheroux (63), Nederlands architect
- Eugène Delatte (87), Belgisch architect

### 8 november
- Prosper Depredomme (79), Belgisch wielrenner

### 9 november
- Paul Haghedooren (38), Belgisch wielrenner
- Carl Gustav Hempel (92), Duits wetenschapsfilosoof
- Helenio Herrera (81), Argentijns voetbalcoach

### 10 november
- Marion Banneux (52), Belgisch politicus

### 11 november
- William Alland (81), Amerikaans filmproducent en acteur
- Rod Milburn (47), Amerikaans atleet
- Filip Tas (79), Belgisch fotograaf

### 12 november
- Carlos Surinach (82), Spaans componist

### 13 november
- Maarten Schakel sr. (80), Nederlands verzetsstrijder en politicus

### 15 november
- Coen van Vrijberghe de Coningh (47), Nederlands acteur

### 16 november
- José Behra (73), Frans autocoureur

### 17 november
- John Wimber (63), Amerikaans predikant

### 18 november
- Fredrik Horn (81), Noors voetballer
- Robert Vandeputte (89), Belgisch politicus

### 21 november
- Bill Boyd (91), Amerikaans pokerspeler
- Julian Jaynes (77), Amerikaans psycholoog
- Wim de Ruyter (79), Nederlands wielrenner
- Robert Simpson (76), Brits componist

### 22 november
- Michael Hutchence (37), Australisch zanger

### 23 november
- Jacques Aarden (83), Nederlands politicus
- Robert Lewis (88), Amerikaans acteur en regisseur

### 24 november
- Barbara (67), Frans zangeres
- Maurits Gysseling (78), Belgisch taalkundige
- Andreas Inghelram (96), Belgisch politicus
- Joseph Marlier (88), Belgisch politicus

### 25 november
- Hastings Kamuzu Banda (99), president van Malawi
- Charles Hallahan (54), Amerikaans acteur

### 27 november
- Jules Henriet (79), Belgisch voetballer en voetbalcoach
- Paul Willems (85), Belgisch schrijver

### 29 november
- Jan Klaasesz (90), Nederlands bestuurder

### 30 november
- Pitty Beukema toe Water (86), Nederlands verzetsstrijder

## December

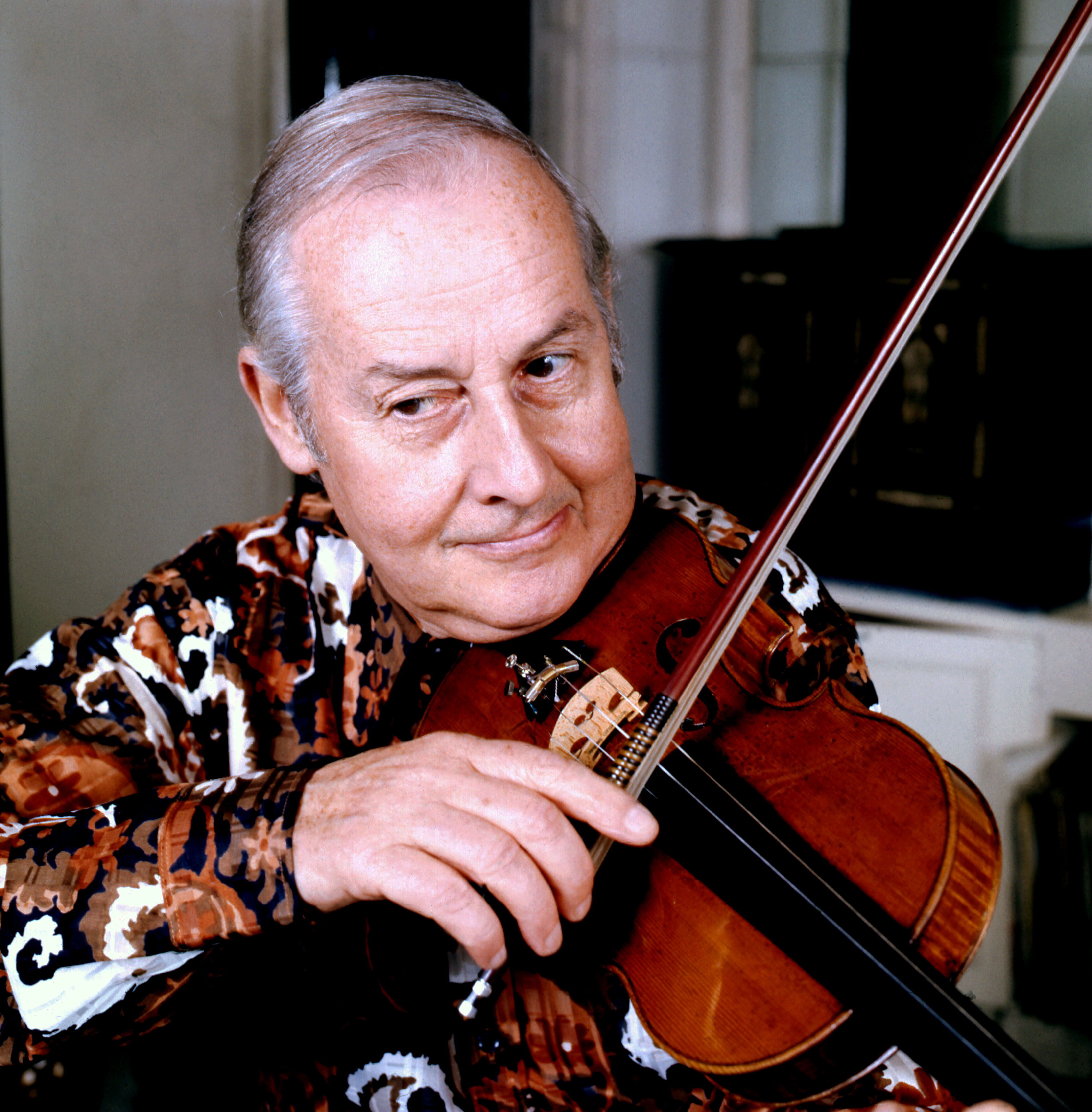
Stéphane Grappelli
1 december

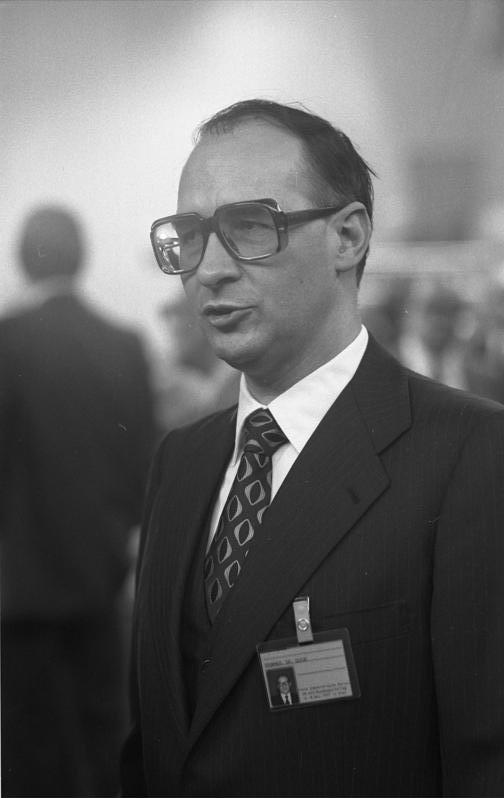
Guido Brunner
2 december

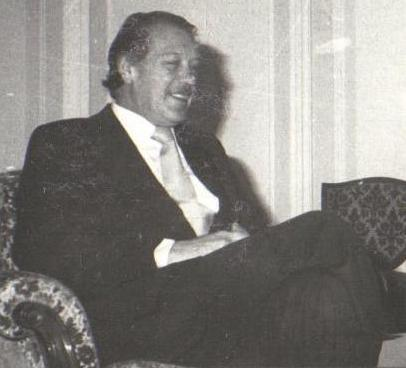
Jorge Castañeda y Álvarez de la Rosa
11 december

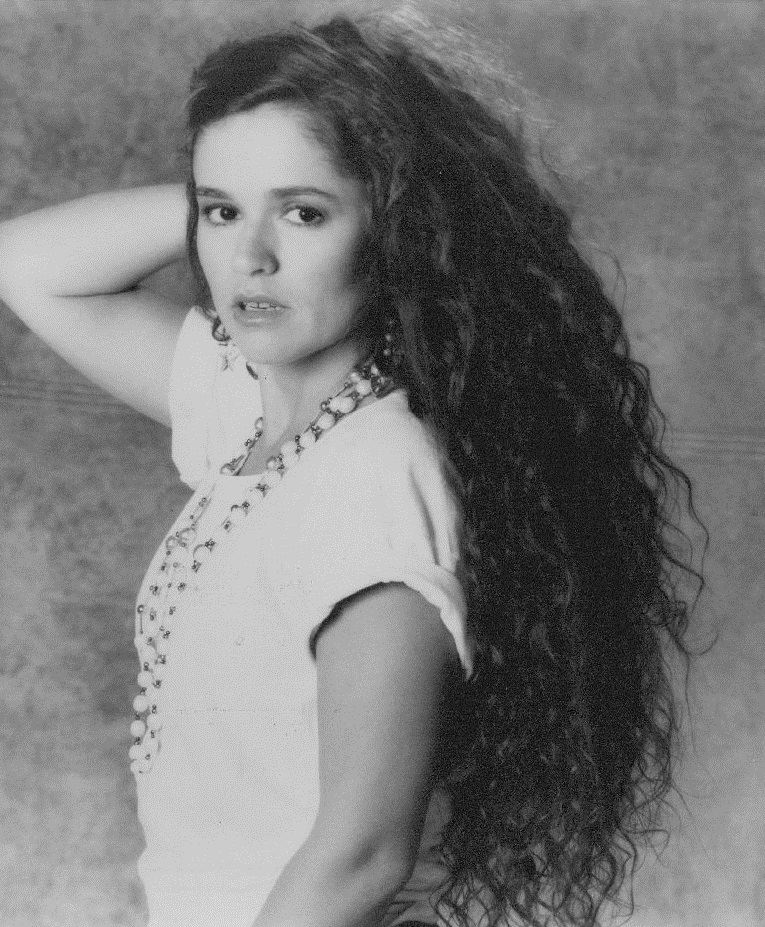
Nicolette Larson
16 december

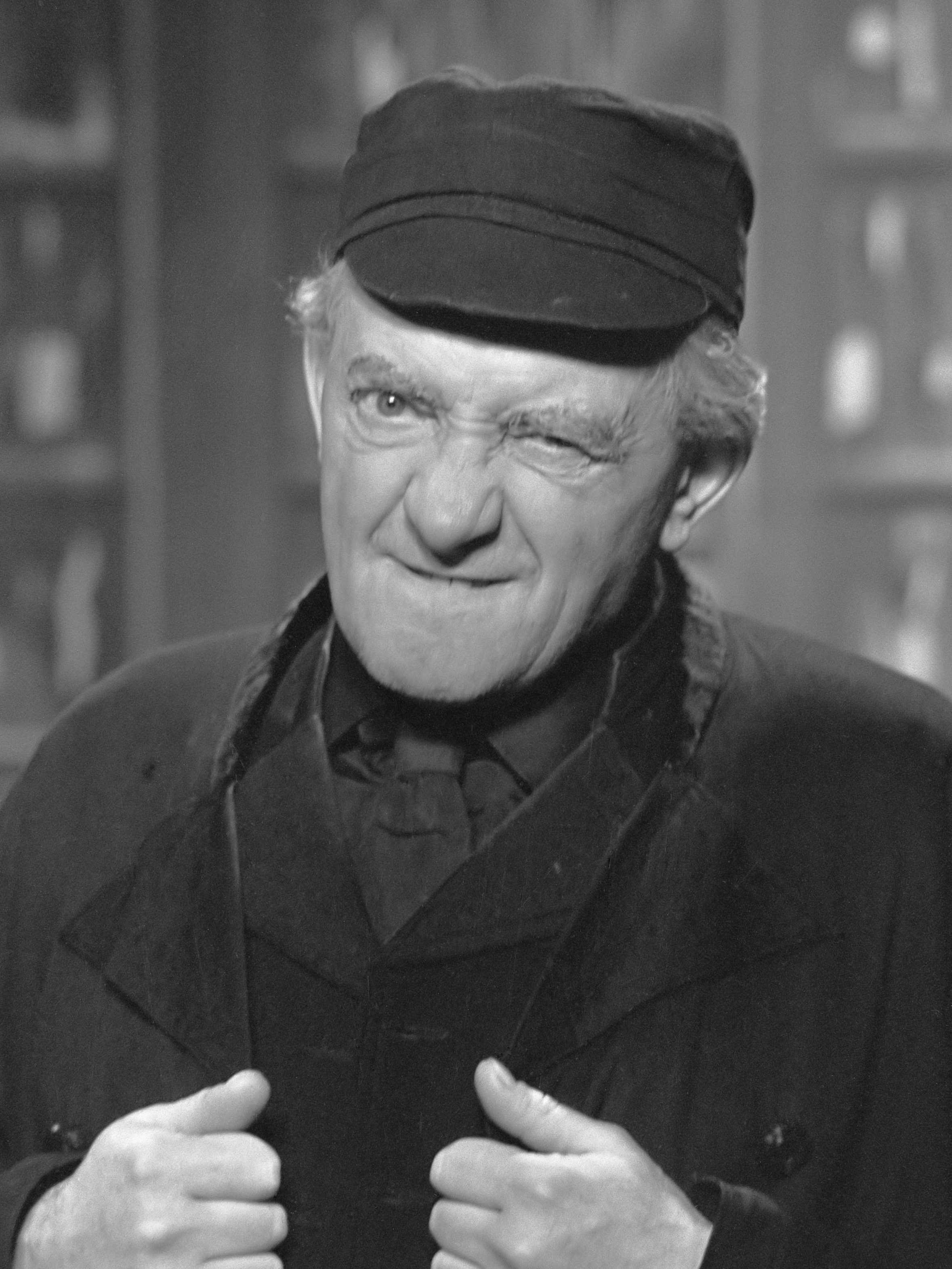
Sacco van der Made
21 december

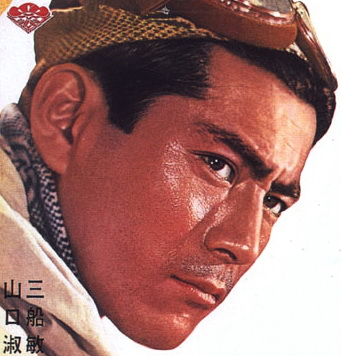
Toshiro Mifune
24 december

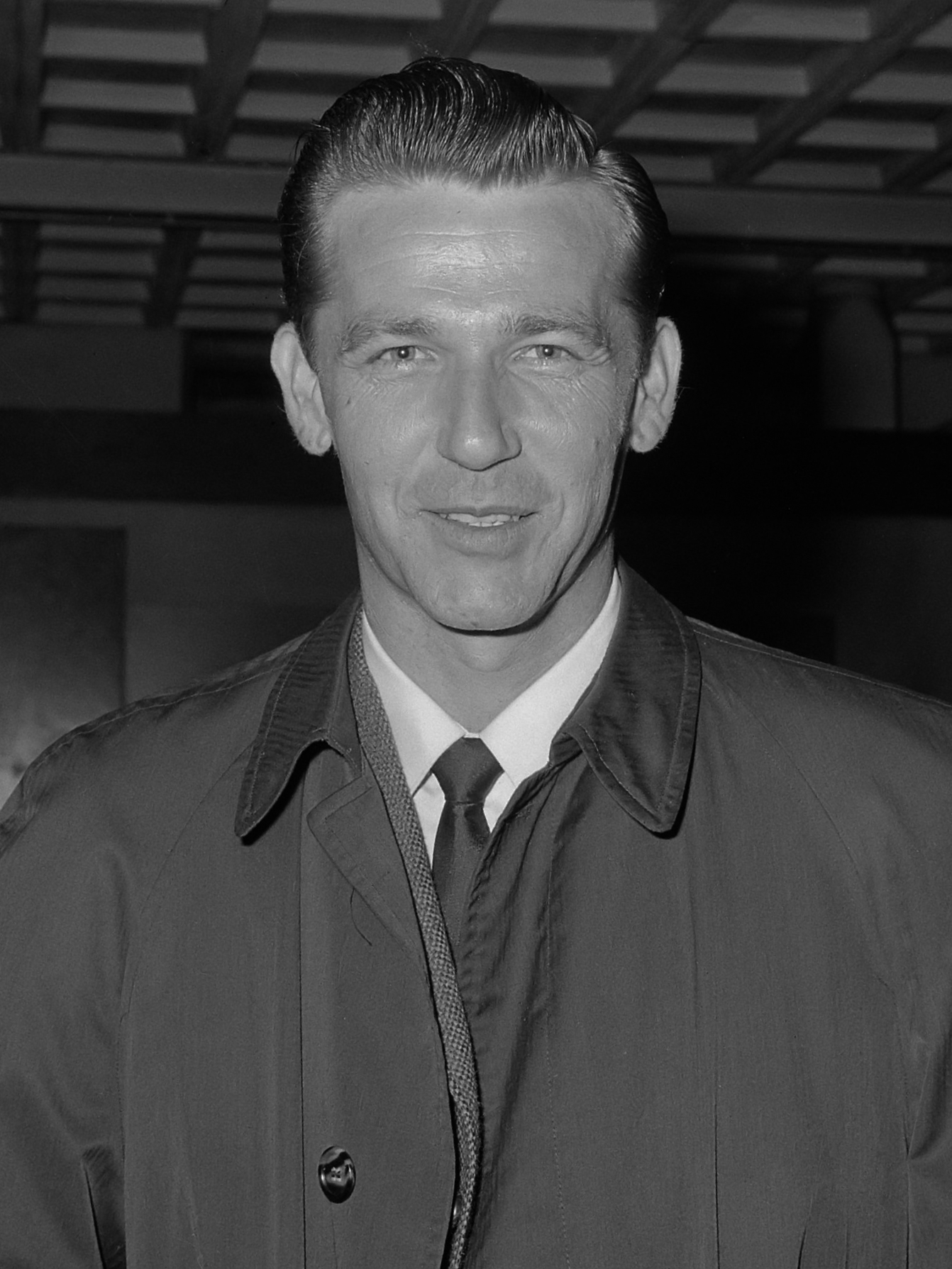
Floyd Cramer
31 december

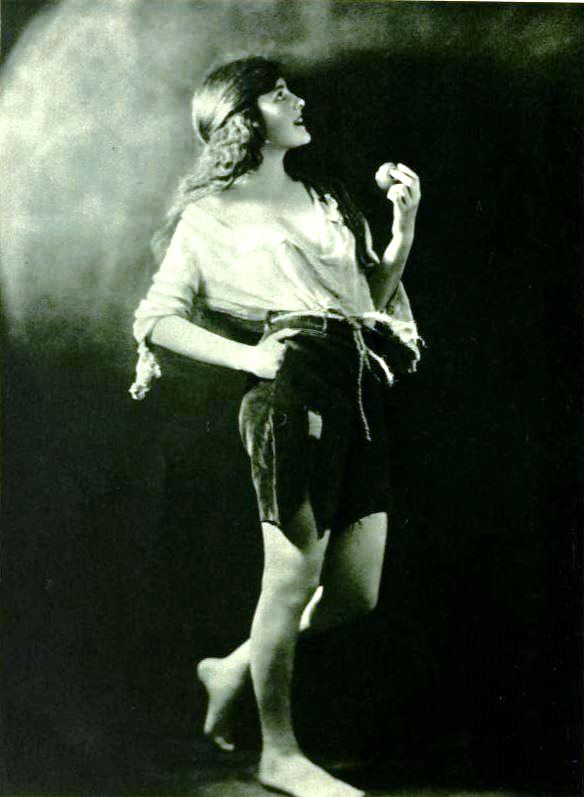
Billie Dove
31 december

| 1 | 2 | 3 | 4 | 5 | 6 | 7 | 8 | 9 | 10 | 11 | 12 | 13 | 14 | 15 | 16 | 17 | 18 | 19 | 20 | 21 | 22 | 23 | 24 | 25 | 26 | 27 | 28 | 29 | 30 | 31 |
| - | - | - | - | - | - | - | - | - | -- | -- | -- | -- | -- | -- | -- | -- | -- | -- | -- | -- | -- | -- | -- | -- | -- | -- | -- | -- | -- | -- |

### 1 december
- Anneke van Baalen (60), Nederlands feministe
- Stéphane Grappelli (89), Frans jazzviolist

### 2 december
- Guido Brunner (67), Duits politicus
- Harald Gelhaus (82), Duits militair
- Michael Hedges (43) Amerikaans gitarist

### 3 december
- Georges Matagne (71), Belgisch politicus
- Olaf Pedersen (77), Deens filosoof en wetenschapshistoricus
- James Sudduth (57), Amerikaans componist

### 4 december
- Corrie van der Baan (82), Nederlands kunstschilder

### 6 december
- Gilbert Delahaye (74), Belgisch kinderboekenschrijver
- Willy den Ouden (79), Nederlands zwemster

### 7 december
- Fernand Cornez (90), Frans wielrenner

### 8 december
- Carlos Rafael Rodríguez (84), Cubaans politicus
- Laurean Rugambwa (85), Tanzaniaans geestelijke

### 9 december
- Raphael Hulpiau (87), Belgisch politicus
- Stefano Ludovico Straneo (95), Italiaans entomoloog

### 10 december
- Anatoli Banişevski (51), Sovjet-Azerbeidzjaans voetballer en trainer
- Tjalke de Jong (80), Nederlands jurist

### 11 december
- Jorge Castañeda y Álvarez de la Rosa (76), Mexicaans politicus en diplomaat
- Alfons Ryserhove (77), Belgisch schrijver

### 12 december
- Ray Stanton Avery (90), Amerikaans uitvinder
- Mani Planzer (58), Zwitsers componist
- Gregor Serban (88), Roemeens zigeunermuzikant

### 13 december
- José Vermeersch (75), Belgisch kunstenaar
- Cor Zonneveld (43), Nederlands politicus

### 14 december
- Owen Barfield (99), Brits filosoof en schrijver
- Constant Kortmann (89), Nederlands bestuurder
- Shabtai Arieh Petrushka (94), Israëlisch componist

### 15 december
- Albert Heremans (91), Belgisch voetballer

### 16 december
- Nicolette Larson (45), Amerikaans zangeres

### 18 december
- Chris Farley (33), Amerikaans komiek
- Elisabeth Keers-Laseur (107), Nederlands nationaalsocialiste

### 19 december
- Masaru Ibuka (89), Japans ondernemer
- Helmut Manseck (82), Duits militair

### 20 december
- Jan van Stolk (77), Nederlands keramist

### 21 december
- Johnny Coles (71), Amerikaans jazztrompettist
- Sacco van der Made (79), Nederlands acteur

### 22 december
- Pierre Wack (75), Frans econoom en als futuroloog

### 23 december
- Zaoer Kalojev (66), Sovjet-Georgisch voetballer

### 24 december
- Antonio Bagnoli (95), Italiaans geestelijke
- Toshiro Mifune (77), Japans acteur

### 25 december
- Yvonne Cormeau (88), Belgisch/Brits SOE-agent
- Gotsja Gavasjeli (50), Sovjet-Georgisch voetballer
- Denver Pyle (77), Amerikaans acteur
- Giorgio Strehler (76), Italiaans regisseur en politicus

### 27 december
- Buxton Orr (73), Brits componist
- Tamara Tysjkevitsj (66), Sovjet-Russisch atlete

### 30 december
- Henny ten Dam (52), Nederlands ondernemer

### 31 december
- Floyd Cramer (64), Amerikaans pianist
- Billie Dove (94), Amerikaans actrice
- Pouwel Kuiper (69), Nederlands burgemeester

## Datum onbekend
- Ivan Roggen (76), Belgisch politicus (overleden in juni)

1900 ·
1901 ·
1902 ·
1903 ·
1904 ·
1905 ·
1906 ·
1907 ·
1908 ·
1909 ·
1910 ·
1911 ·
1912 ·
1913 ·
1914 ·
1915 ·
1916 ·
1917 ·
1918 ·
1919 ·
1920 ·
1921 ·
1922 ·
1923 ·
1924 ·
1925 ·
1926 ·
1927 ·
1928 ·
1929 ·
1930 ·
1931 ·
1932 ·
1933 ·
1934 ·
1935 ·
1936 ·
1937 ·
1938 ·
1939 ·
1940 ·
1941 ·
1942 ·
1943 ·
1944 ·
1945 ·
1946 ·
1947 ·
1948 ·
1949 ·
1950 ·
1951 ·
1952 ·
1953 ·
1954 ·
1955 ·
1956 ·
1957 ·
1958 ·
1959 ·
1960 ·
1961 ·
1962 ·
1963 ·
1964 ·
1965 ·
1966 ·
1967 ·
1968 ·
1969 ·
1970 ·
1971 ·
1972 ·
1973 ·
1974 ·
1975 ·
1976 ·
1977 ·
1978 ·
1979 ·
1980 ·
1981 ·
1982 ·
1983 ·
1984 ·
1985 ·
1986 ·
1987 ·
1988 ·
1989 ·
1990 ·
1991 ·
1992 ·
1993 ·
1994 ·
1995 ·
1996 ·
1997 ·
1998 ·
1999 ·
2000 ·
2001 ·
2002 ·
2003 ·
2004 ·
2005 ·
2006 ·
2007 ·
2008 ·
2009 ·
2010 ·
2011 ·
2012 ·
2013 ·
2014 ·
2015 ·
2016 ·
2017 ·
2018 ·
2019 ·
2020 ·
2021 ·
2022 ·
2023 ·
2024 ·
2025